# Liste der Kulturdenkmale in Chemnitz-Kaßberg, A–H
In der Liste der Kulturdenkmale in Chemnitz-Kaßberg, A–H sind die Kulturdenkmale des Chemnitzer Stadtteils Kaßberg verzeichnet, die bis März 2022 vom Landesamt für Denkmalpflege Sachsen erfasst wurden (ohne archäologische Kulturdenkmale) und deren Anschrift mit den entsprechenden Anfangsbuchstaben beginnt. Die Anmerkungen sind zu beachten.
Diese Aufzählung ist eine Teilmenge der Liste der Kulturdenkmale in Chemnitz.

## Liste der Kulturdenkmale in Chemnitz-Kaßberg
| Bild                                    | Bezeichnung | Lage | Datierung                                                                         | Beschreibung | ID       |
| --------------------------------------- | --- | --- | --------------------------------------------------------------------------------- | --- | -------- |
|                                         | Denkmalschutzgebiet Chemnitz-Kaßberg | (Kaßberg) (Karte)                                                                                               | 19./20. Jahrhundert                                                               | Denkmalschutzgebiet Chemnitz-Kaßberg, auch Teile von Altendorf umfassend | 09302636 |
| Weitere Bilder                          | Gasbeleuchtung Chemnitz (Sachgesamtheit) | Agricolastraße 3, 6, 10 (neben), 11, 12, 15, 18, 23 (und weitere) (Karte)                                       | Seit 1854 (Gasbeleuchtung); 1854 bis Ende 19. Jahrhundert                         | Sachgesamtheit Gasbeleuchtung Chemnitz mit folgenden Einzeldenkmalen (siehe 09304093, 09304107, 09304102, 09304106 sowie 09304224) sowie 305 Gaslaternen der Firmen Ritter, Vulkan, BAMAG und VEB Leistner als Sachgesamtheitsteile: - Wandlaterne bei Hauboldstraße 28 (Firma Vulkan) - Gaslaterne gegenüber Sandweg 74 (Firma Vulkan) - Gaslaterne gegenüber Münchner Straße 23 (Firma Ritter) - Zwei Gaslaternen Am Karbel 3, 15 (Firma Vulkan) - Sieben Gaslaternen Louis-Otto-Straße 1, 7, 11, 17, 33, 41, 59 (Firma Ritter) In Stadtgebieten noch teilweise vollständig erhaltenes Gasbeleuchtungsnetz integriert in zeitgleicher Bebauung, das System gehört neben Dresden zu dem letzten großen Bestand städtischer Gasbeleuchtung in Sachsen, woraus sich die hohe technikgeschichtliche, stadtgeschichtliche und stadtbildprägende Bedeutung ableitet. | 09304092 |
|                                         | Mietshaus in geschlossener Bebauung mit Vorgarten | Agricolastraße 4 (Karte)                                                                                        | 1896                                                                              | Qualitätvoller Mietsbau mit ausgewogener Fassadengliederung, innen und außen weitestgehend original, baugeschichtlich und städtebaulich von Bedeutung | 09204356 |
|                                         | Mietshaus in geschlossener Bebauung mit Vorgarten | Agricolastraße 8 (Karte)                                                                                        | 1896                                                                              | Anspruchsvoll gestalteter Mietsbau, barocke Formmotive, plastisch akzentuierte Fassadengliederung, baugeschichtlich und städtebaulich von Bedeutung | 09204357 |
|                                         | Mietshaus in geschlossener Bebauung mit Vorgarten | Agricolastraße 10 (Karte)                                                                                       | 1896                                                                              | Qualitätvoller gründerzeitlicher Mietsbau, markante Balkons mit Metallbrüstung, baugeschichtlich und städtebaulich von Bedeutung | 09204358 |
|                                         | Mietshaus in geschlossener Bebauung mit Vorgarten | Agricolastraße 12 (Karte)                                                                                       | 1898                                                                              | Anspruchsvoll gestalteter Mietsbau mit symmetrischer Fassade und pilastergerahmten Erkern, baugeschichtlich und städtebaulich von Bedeutung | 09204477 |
|                                         | Mietshaus in geschlossener Bebauung mit Vorgarten | Agricolastraße 14 (Karte)                                                                                       | 1897                                                                              | Qualitätvoller Mietsbau mit ausgewogener Fassadengestaltung, baugeschichtlich und städtebaulich von Bedeutung | 09204476 |
|                                         | Mietshaus in geschlossener Bebauung mit Vorgarten | Agricolastraße 16 (Karte)                                                                                       | 1897                                                                              | Repräsentativer Mietsbau mit anspruchsvoller, symmetrischer Fassadengestaltung, baugeschichtlich und städtebaulich von Bedeutung | 09204475 |
|                                         | Mietshaus in geschlossener Bebauung mit Vorgarten | Agricolastraße 18 (Karte)                                                                                       | 1898                                                                              | Anspruchsvoller Mietsbau mit symmetrischer, mittenbetonter Fassadengestaltung und reichen Dekordetails, baugeschichtlich und städtebaulich von Bedeutung | 09204474 |
|                                         | Doppelmietvilla mit Vorgarten und Einfriedung | Agricolastraße 19, 21 (Karte)                                                                                   | 1902–1903                                                                         | Zurückhaltender Wohnbau mit bewegter Massengruppierung und ländlichen Formdetails, baugeschichtlich von Bedeutung. Bei dem 1903 fertig gestellten Gebäude handelt es sich um ein zweigeschossiges Doppelwohnhaus mit Vorgarten und Einfriedung. Mit dem Bau wurde der Architekt Arthur H. Beer von dem Kaufmann und späteren Stadtrat Oscar Otto Uhlig (Nr. 19) sowie dem Kaufmann Friedrich Hermann Kunz (Nr. 21) beauftragt. Der Putzbau mit seiner bewegten Massengruppierung zeichnet sich durch die Verwendung heimatstilistischer Formdetails, wie dem Fachwerk mit Kniestock im Dachgeschoss, alternierenden Dachformen oder auch Ecktürmchen mit Zwiebelhaube aus. In seiner historischen Gestalt ist das Gebäude fast vollständig erhalten, so dass sich ein hoher dokumentarischer Wert ableiten lässt. Daneben begründen die ortsgeschichtliche, künstlerische und städtebauliche Bedeutung des Gebäudes seinen Denkmalwert. | 09204381 |
|                                         | Wohnhaus in halboffener Bebauung mit Vorgarten und Einfriedung | Agricolastraße 23 (Karte)                                                                                       | 1897–1898                                                                         | Kleines Wohnhaus, in Chemnitz ungewöhnlicher Typus des Reihenhauses, zusammengehörig mit Agricolastraße 25 und 27 sowie mit Nr. 33 (ursprünglich auch mit Nr. 29 und 31), baugeschichtlich von Bedeutung | 09204380 |
|                                         | Wohnhaus in geschlossener Bebauung mit Vorgarten und Einfriedung | Agricolastraße 25 (Karte)                                                                                       | 1897–1898                                                                         | Kleines Wohnhaus, in Chemnitz ungewöhnlicher Typus des Reihenhauses, zusammengehörig mit Agricolastraße 23 sowie Nr. 27 und Nr. 33 (ursprünglich auch mit Nr. 29 und 31), baugeschichtlich von Bedeutung. Das Gebäude ist Bestandteil der typgleichen Reihenhausvillen Agricolastraße 23 bis 31. Die Häuser 23 und 25 sind die am weitesten nach historischem Vorbild erhaltenen Bauten. Nach ihrer Fertigstellung erwarb sie der Kaufmann Linus Aurich. Mitte der 1920er Jahre verkaufte er das Haus Nummer 25 an den Rechtsanwalt und Notar Dr. Edmund Wetzel. In dessen Familienbesitz verblieb das Haus bis 1989. Seit etwa 1950 bis Anfang der 1990er Jahre hatte der Kreisvorstand der Urania sein Domizil im Erdgeschoss. Im Jahr 2002 bezog das Gebäude die stadtbekannte Galerie Oben, zu DDR-Zeiten eine innerstädtische Einrichtung der Chemnitzer Künstlergenossenschaft. Im Vorgarten wurde die circa vier Meter große Stahlplastik „Reliquie Mensch“ von Michael Morgner aufgestellt. Eine Besonderheit der beiden Häuser 23 und 25 sind die hölzernen Eingangsvorbauten, welche im Jahr 1915 ergänzt wurden. Über den Eingängen ist im Obergeschoss eine Loggia mit farbiger Bleiverglasung angeordnet. Es ist sehr wahrscheinlich, dass sich über dem Eingangsbereich der Nummer 27 und 33, sowie den nicht mehr vorhanden Gebäude Nummer 29 und 31, auch eine Loggia befand. Einen Hinweis darauf geben die Baupläne, der Konsolstein im Bereich des schmalen Gurtgesimses sowie die angeschnittenen, geschwungenen Kapitellsteine der Nummer 33. | 09204379 |
|                                         | Wohnhaus in geschlossener Bebauung mit Vorgarten und Einfriedung | Agricolastraße 27 (Karte)                                                                                       | 1896–1897                                                                         | Kleines Wohnhaus, für Chemnitz seltener Typus des Reihenhauses, zusammengehörig mit Agricolastraße 23, 25 und 33 (ursprünglich auch mit Nr. 29 und 31), baugeschichtlich von Bedeutung. Das Gebäude ist Bestandteil der typgleichen Reihenhausvillen Agricolastraße 23 bis 31. Der Fabrikant Julius Seyfert erwarb es 1897. Im Jahr 1910 ließ er das Gebäude über die gesamte Fassade im rückwärtigen Teil erweitern. Seit 1930 gehörte es dem Baurat Herrn von Glinski. Noch im selben Jahr stellte dieser einen Antrag auf die grundsätzliche Genehmigung eines Garageneinbaus im Kellergeschoss, den Zeitpunkt des Einbaues offenlassend. Die bauamtliche Genehmigung dafür erhielt er im Dezember 1930. Ende des Zweiten Weltkrieges im Dachgeschoss schwer beschädigt, wurde das Gebäude Anfang der 1950er wieder aufgebaut. Es ist sehr wahrscheinlich, dass sich vor dem Krieg über dem Eingangsbereich auch eine Loggia befand – wie bei den Gebäuden Agricolastraße 23 und 25. Belege dafür können die Planzeichnungen zum rückwärtigen Umbau des Gebäudes wie auch der Bauantrag der Garage sein. | 09204378 |
|                                         | Mietshaus in geschlossener Bebauung | Agricolastraße 28 (Karte)                                                                                       | 1904–1905                                                                         | Zeittypischer Mietsbau, Porphyrgewände und Balkons mit Eisengeländern, ländliche Formdetails, baugeschichtlich von Bedeutung | 09204472 |
|                                         | Mietshaus in geschlossener Bebauung | Agricolastraße 30 (Karte)                                                                                       | 1906                                                                              | Zeittypischer Mietsbau, qualitätvolle Stuckdekoration im Vestibül, Anklänge an den geometrischen Jugendstil, baugeschichtlich von Bedeutung. Es handelt sich um ein viergeschossiges Mietshaus in geschlossener Karreebebauung, welches 1906 errichtet wurde. Bauherr wie auch Ausführender war der Baumeister Adolf Thomas. Noch während der Ausbauarbeiten übernahm der Ofenputzer Paul Witt das Grundstück und verpflichtete den Bauunternehmer Britzkow mit den noch auszuführenden Arbeiten. Die Fassade besticht durch eine vorwiegend dreigliedrige wie auch geometrische Gestaltung. Eine absolute lineare Strenge wird durch Überschneidungen und geschwungene Fassadendetail, so das weit geschwungene Vordach über dem Eingangsbereich, unterbunden. Dieses Formenspiel ist bezeichnend für den geometrischen Jugendstil. Entstandene Kriegsschäden konnten im Jahr 1946/47 nach einer kurzzeitigen Zurückstellung des durch Adele von Glinski gestellten Bauantrags behoben werden. Antragsgrundlage waren die originalen Pläne, nach denen der Wiederaufbau in reduzierter Weise realisiert wurde. Das Gebäude ist Bestandteil des großbürgerlichen, zu Beginn des 20. Jahrhunderts weiter fortschreitenden Stadterweiterungsgebietes, dem Kaßberg. Das öffentliche Interesse basiert auf seiner stadt- und baugeschichtlichen Bedeutung. | 09204473 |
|                                         | Wohnhaus in halboffener Bebauung in Ecklage mit Vorgarten und Einfriedung | Agricolastraße 33 (Karte)                                                                                       | 1897                                                                              | Kleines Wohnhaus eines für Chemnitz ungewöhnlichen Reihenhaustyps, zusammengehörig mit Agricolastraße 23, 25 und 27 (ursprünglich auch mit Nr. 29 und 31), baugeschichtlich von Bedeutung. Das Gebäude ist Bestandteil der typgleichen Reihenhausvillen Agricolastraße 23 bis 31. Nach seiner Fertigstellung verblieb das Haus Nummer 33 im Besitz Armin Bretschneiders, welcher 1902 einen Erkeranbau in Auftrag gab. Der Anbau wurde von den Nachfolgern Paul Fiedlers ausgeführt. Wohl 1918 war der Kaufmann Leon Sigler der Eigentümer des Gebäudes. In diesem Jahr ließ Sigler verschiedenen Umbauten am Gebäude vornehmen. Im Jahr 1922 folgte ein Wintergartenanbau an der Rückseite des Gebäudes. Nach dem Krieg ging das Gebäude in den Besitz des Evangelisch-Lutherischen Kreiskirchenamtes Chemnitz, welches zu Beginn des Jahres 1946 eine allgemeine Instandsetzung beantragte. Die denkmalschutzrechtlichen Auflagen aus dem Jahr 1993 zielten vor allem auf das äußere Erscheinungsbild. Es ist sehr wahrscheinlich, dass sich vor dem Krieg über dem Eingangsbereich auch eine Loggia befand – wie bei den Gebäuden Agricolastraße 23 und 25 beschrieben. Belege dafür sind die Planzeichnungen von 1897 sowie die Pläne verschiedener Um- und Anbauten aus den Jahren 1918 und 1922. | 09204377 |
|                                         | Mietshaus in geschlossener Bebauung konzipiert, mit Vorgarten und Einfriedungsmauer | Agricolastraße 34 (Karte)                                                                                       | 1913                                                                              | Zeittypischer Mietsbau mit markantem Standerker und zurückhaltendem Putzdekor, im Reformstil der Zeit um 1910, baugeschichtlich von Bedeutung. In den Jahren 1913/14 wurde für Herrn Fritz Zacharias ein viergeschossiger massiver Putzbau mit Vorgarten auf der Agricolastraße 34 in Chemnitz errichtet. Das Gebäude zeigt eine für die Zeit recht aufwendige Fassade des Reformstils. Über einem mit stark rustiziertem Naturstein verkleideten Erdgeschoss, dessen Materialität Bezug auf die Einfriedungsmauer des Vorgartens nimmt, erheben sich zwei Vollgeschosse mit sparsam verwendeten Gestaltungselementen. Dominiert wird die Baumasse von einem mächtigen Seitenrisalit mit polygonalem Standerker, welchen ein kräftiges Zwerchhaus überkrönt. Die Denkmaleigenschaft des hier zu beurteilenden Objekts ergibt sich aus seinem baugeschichtlichen Wert. Der markante Bau ist ein charakteristisches und weitgehend ursprünglich erhaltenes Zeugnis des Reformstils. Darüber hinaus dokumentiert der er die fortschreitende städtebauliche Erschließung des Chemnitzer Kaßbergs zu Beginn des 20. Jahrhunderts. | 09203852 |
|                                         | Mietshaus in geschlossener Bebauung mit Vorgarten | Agricolastraße 51 (Karte)                                                                                       | 1910                                                                              | Qualitätvoller Mietsbau, bewegte Massengliederung, markanter Vorsprung der Bauflucht akzentuiert durch Standerker und Türmchen, aufwendige Stuckdekoration im Vestibül, baugeschichtlich und städtebaulich von Bedeutung. Wahrscheinlich um 1910 erbaut, fällt das qualitätvolle Mietshaus im Besonderen aufgrund seiner bewegten Massengliederung auf. Standerker und Türmchen akzentuieren zusätzlich den markanten Vorsprung aus der Bauflucht. So bezeichnet der Bau in etwa den Kreuzungspunkt des auf die Agricolastraße treffenden Gerhart-Hauptmann-Platzes und unterbricht optisch wie auch städtebaulich die gestreckte Bebauung entlang der Agricolastraße. Ausgesuchte Formen-, Gliederungs- und Materialdetails, wie Hilbersdorfer Porphyrtuff oder Zierfachwerk, bereichern den viergeschossigen Putzbau. Als charakteristisches und weitgehend ursprünglich erhaltenes Zeugnis für die Architektur des frühen 20. Jahrhunderts gründet der Denkmalwert des markanten Gebäudes auf seiner geschichtlichen, im Besonderen orts- und baugeschichtlichen Bedeutung. Er dokumentiert die fortschreitende Bebauung des Kaßbergs als großbürgerliches Stadterweiterungsgebiet. | 09204405 |
|                                         | Mietshaus in geschlossener Bebauung mit Vorgarten | Agricolastraße 63 (Karte)                                                                                       | 1905                                                                              | Qualitätvoller Mietsbau, reicher Bauschmuck, baugeschichtlich und städtebaulich von Bedeutung. In den Jahren 1904/05 ließ Oswald Fischer das viergeschossige Wohnhaus in geschlossener Karreebebauung von seinem Bauunternehmen errichten. Besondere Akzente in der Fassadengliederung setzen die zu beiden Seiten von einem Dacherker bekrönten außen liegenden Fensterachsen sowie die hervorgehobene Fassadenmitte. Zwei Standerker flankieren den Eingang. Ist der rechtsseitige Standerker bis in das dritte Obergeschoss ausgeführt, so endet der linke bereits über dem Erdgeschoss. Seine fassadengliedernde Funktion übernehmen in abgeschwächter Form die angebrachten Balkone. Über dem glatt verputzten Erdgeschoss wird die helle Klinkerfassade mit ausgewogenen Schmuck- und Gliederungselementen des Historismus und frühen Jugendstils bereichert. Nach Kriegsschäden des Zweiten Weltkriegs wurde das Haus im Äußeren provisorisch instand gesetzt; die Treppenhausausstattung im Gebäudeinneren ist weitestgehend im Original vorhanden. Bei der 1997 beantragten und genehmigten Sanierung des Gebäudes wurde großer Wert auf die Erhaltung und Aufarbeitung der überlieferten Ausstattungsdetails gelegt. Als Bestandteil des großbürgerlichen Stadterneuerungsgebietes basiert das öffentliche Interesse des Mietswohnhauses auf seiner geschichtlichen, künstlerischen, wissenschaftlichen und städtebaulichen Bedeutung. | 09204404 |
|                                         | Mietshaus in Ecklage mit Vorgarten | Agricolastraße 65 (Karte)                                                                                       | 1904–1905                                                                         | Baugeschichtlich und städtebaulich von Bedeutung, baugeschichtlich und städtebaulich von Bedeutung. Bei dem Gebäude handelt es sich um ein viergeschossiges Eckwohnhaus mit Vorgarten in geschlossener Karreebebauung. In den Jahren 1904/05 wurde es von Oswald Fischer für den Bauherrn Josef Bartnik in den Stilformen des Historismus und Jugendstils nach Plänen des Architekten Paul Eulitz errichtet. Eine Besonderheit der Eckwohnhäuser auf dem Kaßberg ist die Einrichtung eines Eckladens im Erdgeschoss. Auch hier befand sich ein solcher Laden, welcher zu DDR-Zeiten als Wohnraum genutzt wurde. Eine starke Betonung erfährt die geschnittene Ecke des klar strukturierten Baus durch einen bis an das Kranzgesims reichenden Standerker sowie das repräsentativ gestaltete Dachhaus. Gestalterisch ein wenig zurückgenommen sind die Flügel des Gebäudes, deren Standerker mit ihren als Balkon ausgeführten Abschluss bis zum dritten Obergeschoss ausgeführt wurden. Als Bestandteil des großbürgerlichen Stadterweiterungsgebietes der Gründerzeit, dem Kaßberg, basiert das öffentliche Interesse des Mietshauses auf seiner geschichtlichen, wissenschaftlichen sowie städtebaulichen Bedeutung. | 09302813 |
| Weitere Bilder                          | Mietshaus in geschlossener Bebauung und Vorgarten mit Einfriedungsmauer | Agricolastraße 71 (Karte)                                                                                       | 1913                                                                              | Gelungenes Beispiel für die Überformung eines späten Gründerzeitbaues in den 1950er Jahren (originale Treppenhausgestaltung 1950er Jahre) und qualitätvolles Zeugnis des Wiederaufbaus nach dem Zweiten Weltkrieg, baugeschichtlich von Bedeutung. 1913 nach Entwurf des Architekten E. Mehnert erbaut, während des Zweiten Weltkrieges teilweise zerstört und 1954 nach Plänen des Architekten Max. W. Feistel wieder aufgebaut. Viergeschossiger Putzbau mit mittigem Fassadenvorsprung, daran anschließend in den Obergeschossen Balkone. Sowohl die Fassade, als auch das Innere des Hauses werden durch den Umbau 1954 stark geprägt. Aus der Erbauungszeit blieben erhalten: Terrazzoböden, Treppenhaus mit Eisengeländer. Der Wiederaufbauphase von 1954 sind folgende Ausstattungselemente zuzuordnen: Windfangtür, Wohnungstüren, Ausmalung Decke im Eingangsbereich und einiger Wände im Treppenhaus, Treppenhausfenster, Haustür und Rahmung. Das Gebäude bildet eine gelungene Symbiose zwischen dem Altbau und dem Wiederaufbau. Durch seine Gestaltung passt das Mietshaus sich in die noch intakte Häuserzeile der Erbauungszeit ein. Der Denkmalwert des Hauses leitet sich ab von dessen baugeschichtlichem sowie stadtgeschichtlichem Wert. | 09205471 |
|                                         | Notkirche der Dreieinigkeitsgemeinde (evangelisch-lutherische Freikirche) | Ahornstraße (Karte)                                                                                             | 1949                                                                              | Von den Amerikanern gespendete Holzfertigteilkirche der Luthergemeinde Chemnitz, Interimsbau für die im Zweiten Weltkrieg zerstörte Dreieinigkeitskirche (Kaßbergstraße 23), nach Abbruch 2009 und Einlagerung der Holzteile in der Zimmereifirma Knauth erfolgte 2012 der Wiederaufbau an neuem Standort, ortsgeschichtlich von Bedeutung | 09209970 |
| Weitere Bilder                          | Villa mit Garten und Einfriedung | Ahornstraße 36 (Karte)                                                                                          | 1874 laut Bauakte                                                                 | Repräsentativer Villenbau im Stil der italienischen Renaissance, aufwendiger Bauschmuck, baugeschichtlich von Bedeutung | 09204395 |
|                                         | Villa mit Garten | Ahornstraße 42 (Karte)                                                                                          | 1881                                                                              | Zurückhaltender Villenbau im italienischen Renaissancestil mit zahlreichen originalen Details, Originalfenster, baugeschichtlich von Bedeutung | 09204487 |
|                                         | Mietvilla | Ahornstraße 44 (Karte)                                                                                          | 1881                                                                              | Zeittypisches gründerzeitliches Wohnhaus mit gut erhaltener bauzeitlicher Ausstattung von baugeschichtlichem Wert. Ehemalige Villa, später Wohnhaus, 1881 nach Entwurf des Architekten Herrmann Becker für den Chemnitzer Stadtrat Johannes H. Reitz erbaut. Geringfügiger Umbau, wie z. B. Verandaanbau 1903 und 1910 im Auftrag des damaligen Eigentümers Adolph Goldschmidt nach Entwurf des Architekten Heinrich Grimm. Zweigeschossiger Putzbau mit Seitenrisalit, ursprünglich Doppelhaus (vermutlich bei Bombenangriff zerstört). Die Gestaltung des Hauses bezieht sich eindeutig auf das nicht mehr vorhandene Nachbargebäude. Die Fassade gegliedert durch profilierte Fenstergewände und ein umlaufendes Gurtgesims. Abschluss durch Satteldach, am Seitenrisalit mit Schwebegiebel. Im Inneren ursprünglich als Einfamilienhaus konzipiert, später Einrichtung zweier Wohnungen. Die Stockwerke verbunden durch eine zweiläufige Treppe mit Steinstufen und Holztreppengeländer. Die Treppenabsätze mit Terrazzoböden. Die bauzeitliche Haustür, die Zimmertüren sowie zahlreiche bauzeitliche Fenster blieben original erhalten. In den Zimmern teilweise spiegelgewölbte Decken mit Stuckwulst. Das Gebäude beeindruckt durch seinen guten Originalzustand, besonders auch im Inneren. Der Denkmalwert ergibt sich demnach aus dem baugeschichtlichen Wert als authentisch erhaltener bürgerlicher Wohnhausbau seiner Entstehungszeit. | 09304174 |
|                                         | Mietvilla mit Garten | Ahornstraße 52 (Karte)                                                                                          | 1898–1899                                                                         | Mächtiger Wohnbau mit markantem Ziergiebel, Porphyrgewänden und Eckloggia, baugeschichtlich von Bedeutung | 09204486 |
|                                         | Doppelmietshaus mit Garten | Ahornstraße 58, 60 (Karte)                                                                                      | 1892–1893                                                                         | Anspruchsvoll gestalteter Mietsbau mit markanten Holzdetails, baugeschichtlich von Bedeutung. Bei dem im Mai 1892 zur Errichtung beantragten und im März 1893 zur Ingebrauchnahme genehmigten Gebäude handelt es sich um ein zweigeschossiges Doppelwohnhaus. Bauherr des Gebäudes war der Baumeister Hermann Büttner. War die Doppelhaushälfte Nr. 58 wohl für ihn bestimmt, übernahm Landgerichtsrat Dr. jur. Friedrich Moritz Knackfuß die Gebäudehälfte Nr. 60. Der im Erdgeschoss verputzte und im ersten Obergeschoss mit roten Klinkern versehene Bau zeichnet sich durch die Verwendung von Formendetails im Heimatstil aus. Dazu gehören die kräftigen Sohlbankgesimse und Fensterrahmungen, die markanten Dachüberstände mit verziertem Freigesprenge im Bereich der Seitenrisalite und Dachgaupen, Fachwerkelemente sowie die kleinen hölzernen Balkone. In seiner historischen Gestalt ist das anspruchsvoll gestaltete Gebäude fast vollständig erhalten, so dass sich ein hoher dokumentarischer Wert ableiten lässt. Der Denkmalwert des Doppelwohnhauses begründet sich aus seiner orts- und baugeschichtlichen sowie der städtebaulichen Bedeutung. | 09204485 |
| Weitere Bilder                          | Schmuckplatz | Andréplatz (Karte)                                                                                              | Um 1905                                                                           | Rechteckige, axialsymmetrische Platzanlage in zwei Ebenen, die obere Ebene mit Spielflächen, die untere Ebene mit geschwungenem Wegesystem und mittiger hufeisenförmiger Schmuckfläche sowie zwei Rasenflächen, Flächenaufteilung noch weitgehend original, wertvoller Gehölzbestand, wichtiger Akzent im Verlauf der das Viertel beherrschenden Barbarossastraße, städtebaulich und gartenkünstlerisch von Bedeutung | 09204722 |
|                                         | Mietshaus in geschlossener Bebauung in Ecklage mit Vorgarten | Andréstraße 1 (Karte)                                                                                           | 1898–1899                                                                         | Hochwertiger Etagenwohnbau, markante Akzentuierung der Ecksituation, bewegte Fassadengliederung durch Erker, Risalite und Standerker, baugeschichtlich und städtebaulich von Bedeutung | 09204362 |
|                                         | Mietshaus in geschlossener Bebauung in Ecklage mit Vorgarten | Andréstraße 2 (Karte)                                                                                           | 1897–1898                                                                         | Qualitätvoller Mietsbau in markanter städtebaulicher Position, baugeschichtlich von Bedeutung | 09204361 |
|                                         | Mietshaus in geschlossener Bebauung mit Vorgarten | Andréstraße 3 (Karte)                                                                                           | 1898                                                                              | Zeittypischer aufwändig gegliederter gründerzeitlicher Putzbau in gutem Originalzustand, städtebaulicher und baugeschichtlicher Wert | 09247847 |
|                                         | Mietshaus in geschlossener Bebauung mit Vorgarten | Andréstraße 4 (Karte)                                                                                           | 1899                                                                              | Qualitätvoller Mietsbau mit charakteristischem Rundbogenmotiv in der Dachzone, Stuckdekoration im Vestibül, baugeschichtlich von Bedeutung im geschlossenen Karree | 09204363 |
|                                         | Mietshaus in geschlossener Bebauung mit Vorgarten | Andréstraße 5 (Karte)                                                                                           | 1897–1898                                                                         | Hochwertiger gründerzeitlicher Etagenwohnbau mit markanten Renaissancemotiven und reichem Bauschmuck, baugeschichtlich von Bedeutung im geschlossenen Karree | 09204366 |
|                                         | Mietshaus in geschlossener Bebauung mit Vorgarten | Andréstraße 6 (Karte)                                                                                           | 1900–1901                                                                         | Anspruchsvoll gestalteter Etagenwohnbau, kräftige, symmetrische Fassadengliederung, außen und innen weitestgehend original, baugeschichtlich und städtebaulich von Bedeutung | 09204365 |
|                                         | Mietshaus in geschlossener Bebauung mit Vorgarten | Andréstraße 7 (Karte)                                                                                           | Bezeichnet mit 1898                                                               | Anspruchsvoll gestalteter Etagenwohnbau mit kräftigem Mittelerker und markanter Bekrönung, reiche Innendekoration, baugeschichtlich und städtebaulich von Bedeutung | 09204360 |
|                                         | Mietshaus in geschlossener Bebauung mit Vorgarten | Andréstraße 8 (Karte)                                                                                           | 1899–1900                                                                         | Gründerzeitlicher Etagenwohnbau von bemerkenswerter Gestaltungsqualität, Formmotive der Spätgotik, figürliche Reliefs, markante, turmartige Standerker, reicher Stuckdekor im Vestibül, Treppe in Metall, baugeschichtlich und städtebaulich von Bedeutung | 09204359 |
|                                         | Mietshaus in geschlossener Bebauung mit Vorgarten | Andréstraße 9 (Karte)                                                                                           | 1899–1900                                                                         | Anspruchsvoll gestalteter Mietsbau mit symmetrischer Fassadengliederung, reicher Fassadenschmuck, baugeschichtlich und städtebaulich von Bedeutung | 09204407 |
|                                         | Mietshaus in geschlossener Bebauung in Ecklage mit Vorgarten | Andréstraße 11 (Karte)                                                                                          | 1903/1904                                                                         | Qualitätvoller Eckbau mit klar differenzierter Haupt- und Nebenfassade, zurückhaltender Dekor mit interessanten Details in einer Mischung aus gotisierenden und Jugendstilformen, baugeschichtlich von Bedeutung | 09204414 |
|                                         | Mietshaus in geschlossener Bebauung in Ecklage mit Laden und Vorgarten | Andréstraße 15 (Karte)                                                                                          | Bezeichnet mit 1902                                                               | Stattlicher Mietsbau mit markanter Eckausbildung, zurückhaltender Dekor in Formen der Neostile, baugeschichtlich und städtebaulich von Bedeutung | 09204413 |
|                                         | Mietshaus in geschlossener Bebauung mit Vorgarten | Andréstraße 19 (Karte)                                                                                          | 1902                                                                              | Anspruchsvoll gestalteter Mietsbau mit symmetrischer Fassadengliederung und markantem Dacherker, baugeschichtlich und städtebaulich von Bedeutung | 09204708 |
| Weitere Bilder                          | Mietshaus in geschlossener Bebauung mit Vorgarten | Andréstraße 21 (Karte)                                                                                          | 1901                                                                              | Anspruchsvoll gestalteter Mietsbau mit geschossübergreifender Pilastergliederung und qualitätvollem Bauschmuck, identisch gestaltet mit Nr. 23, baugeschichtlich und städtebaulich von Bedeutung | 09204709 |
|                                         | Mietshaus in geschlossener Bebauung mit Vorgarten | Andréstraße 23 (Karte)                                                                                          | 1901                                                                              | Anspruchsvoll gestalteter Mietsbau mit geschossübergreifender Pilastergliederung, qualitätvoller Bauschmuck, identisch gestaltet mit Nr. 21, baugeschichtlich und städtebaulich von Bedeutung | 09204710 |
|                                         | Mietshaus in halboffener Bebauung | Andréstraße 25 (Karte)                                                                                          | 1903                                                                              | Anspruchsvoll gestalteter Mietsbau, reiche vegetabile Schmuckmotive, hochwertige Dekoration im Vestibül mit Stuck und Deckenmalerei, baugeschichtlich und städtebaulich von Bedeutung | 09204295 |
|                                         | Mietshaus in geschlossener Bebauung mit Vorgarten | Andréstraße 40 (Karte)                                                                                          | 1912–1914                                                                         | Im Reformstil der Zeit um 1910 errichteter Wohnungsbau, baugeschichtlich und städtebaulich von Bedeutung | 09302814 |
|                                         | Villa mit Vorgarten und Einfriedung | Barbarossastraße 10 (Karte)                                                                                     | 1889–1890                                                                         | Repräsentativer Gründerzeitbau, baugeschichtlich von Bedeutung. Zu der Zeit, als der Kaßberg zunächst mit solitären Stadtvillen bebaut wurde, ließ der Kaufmann Alexander Philipp 1889 bis 1890 eine repräsentative Villa auf dem Eckgrundstück errichten. Angelehnt an die klassizistische Formensprache verfügt der kubische Putzbau über zwei Geschosse und ein flaches Walmdach. Ein mit Pilastern gerahmter Standerker betont zusätzlich die verbrochene Gebäudeecke. Der kräftig ausgebildete Anbau an der Südfassade nimmt den Eingangsbereich auf. Umlaufende Gesimsbänder im Sockel- und Traufbereich, detailreich ausgeformte Fensterüberdachungen und Schmuckornamente gehören zur dezent verwendeten Bauplastik. Im Zuge der 1991 erfolgten Sanierung wurde das Obergeschoss des zwischenzeitlich als Kindergarten genutzten Gebäudes vom Bauherrn wieder als Wohnung wiederhergestellt. Zugleich erfolgte der Einbau einer Zahnarztpraxis im Erdgeschoss. Als charakteristisches und weitgehend ursprünglich erhaltenes Zeugnis für die Architektur des späten 19.Jahrhunderts gründet der Denkmalwert des Gebäudes auf seiner geschichtlichen, im Besonderen orts- und baugeschichtlichen sowie städtebaulichen Bedeutung. Es dokumentiert die initiale Bebauung des Kaßbergs mit solitären Stadtvillen. | 09302815 |
|                                         | Mietshaus in geschlossener Bebauung mit Vorgarten | Barbarossastraße 19 (Karte)                                                                                     | 1887–1888                                                                         | Anspruchsvoll gestalteter Mietsbau, qualitätvolle mehrfarbige Fassadengestaltung in Werkstein und Klinker, baugeschichtlich bedeutsam im geschlossenen Straßenzug. Im Juli 1887 reichte der Bauunternehmer Franz Fischer den Bauantrag für ein Mietshaus in geschlossener Bebauung mit Vorgarten ein. Das viergeschossige Gebäude hebt sich im Besonderen durch seinen Risalit hervor, der von einem Dachhaus mit Dreiecksgiebel bekrönt wird. Über dem glatt verputzten Sockel erhebt sich die ziegelrote Klinkerfassade. Eine gleichmäßige Bänderung in orangegelben Klinkern sowie farbähnlichen Fenstergewänden und -bekrönungen aus Werkstein verleiht der Fassade ihre ausgewogene Gliederung. Eine Besonderheit im dritten Obergeschoss sind die Stichbogenfenster. Die Sanierung des Gebäudes erfolgte 1993/94 unter denkmalpflegerischen Gesichtspunkten. Die Denkmaleigenschaft des Gebäudes resultiert aus seiner baukünstlerischen, städtebaulichen sowie orts- und baugeschichtlichen Bedeutung. Es repräsentiert den für den Kaßberg charakteristischen, historistisch geprägten Mietwohnungsbau in geschlossener Karreebauweise. | 09204468 |
|                                         | Mietshaus in geschlossener Bebauung mit Vorgarten | Barbarossastraße 21 (Karte)                                                                                     | 1888–1889                                                                         | Anspruchsvoll gestalteter Mietsbau, qualitätvolle mehrfarbige Fassadengestaltung in Werkstein und Klinker, baugeschichtlich bedeutsam im geschlossenen Straßenzug. Den anspruchsvoll gestalteten Mietwohnbau errichtete das Baugeschäft Franz Fischer 1888/89 im Eigenauftrag. Vergleichbar seinem Nachbargebäude Barbarossastraße 19 zeichnet sich der viergeschossige Bau durch die mehrfarbige Fassadengestaltung in Werkstein und Klinker aus. Der rechtsseitig angeordnete Risalit wird von einem Dachhaus mit trapezförmigem Giebel bekrönt. Zum Erdgeschoss sowie zum dritten Obergeschoss trennt die beiden mittleren Etagen ein kräftiges Sohlbankgesims. Über den Fensterbekrönungen des dritten Obergeschosses tragen Konsolen ein kräftiges Traufgesims mit Stuckkonsolen. Im Zuge der 1995 erfolgten Sanierung des Gebäudes erfolgte zudem der Dachgeschossausbau. Drei Jahre darauf gewährte man die Baugenehmigung einer Pkw-Durchfahrt durch das Gebäude in den Hofbereich. Das Mietshaus in geschlossener Bebauung mit Vorgarten ist ein charakteristisches Beispiel der Architektur Ende des 19. Jahrhunderts. Es repräsentiert den für den Kaßberg charakteristischen, historistisch geprägten Mietwohnungsbau in geschlossener Karreebauwiese. Sein Denkmalwert ergibt sich aus der bau - und ortsgeschichtlichen sowie städtebaulichen Bedeutung. | 09204469 |
| Weitere Bilder                          | Mietshaus in halboffener Bebauung mit Vorgarten | Barbarossastraße 22 (Karte)                                                                                     | Bezeichnet mit 1899                                                               | Qualitätvoller Mietsbau mit reichem Bauschmuck und markantem Dacherker, baugeschichtlich und städtebaulich von Bedeutung | 09204397 |
|                                         | Mietshaus in geschlossener Bebauung mit Vorgarten | Barbarossastraße 23 (Karte)                                                                                     | 1890–1891 (Mietshaus); 1891 (Vorgarten)                                           | Anspruchsvoll gestalteter Mietsbau, qualitätvolle mehrfarbige Fassadengestaltung, baugeschichtlich und städtebaulich von Bedeutung | 09204470 |
|                                         | Mietshaus in geschlossener Bebauung in Ecklage mit Vorgarten | Barbarossastraße 25 (Karte)                                                                                     | 1893                                                                              | Bemerkenswerter Mietsbau mit in Chemnitz seltener Verwendung unterschiedlicher Materialfärbung, klar gegliederter, lagebetonter Fassadenaufbau mit reichen Schmuckdetails in Neorenaissanceformen, baugeschichtlicher und städtebaulicher Wert | 09204417 |
|                                         | Mietshaus in geschlossener Bebauung mit Vorgarten | Barbarossastraße 27 (Karte)                                                                                     | 1902                                                                              | Anspruchsvoll gestalteter Mietsbau mit ausgewogen gegliederter Fassade in Neorenaissanceformen, baugeschichtlich und städtebaulich von Bedeutung | 09204369 |
|                                         | Mietshaus in geschlossener Bebauung mit Vorgarten | Barbarossastraße 29 (Karte)                                                                                     | 1900–1901                                                                         | Schlichter Mietsbau mit klar gegliederter, symmetrischer Fassade, zurückhaltender Schmuck in Neorenaissanceformen, baugeschichtlich und städtebaulich von Bedeutung | 09204416 |
|                                         | Mietshaus in geschlossener Bebauung mit Vorgarten | Barbarossastraße 31 (Karte)                                                                                     | 1896–1897                                                                         | Anspruchsvoll gestaltetes Etagenwohnhaus mit klar strukturierter, aufwendig in Formen des Spätklassizismus und der Neorenaissance dekorierter Fassade, symmetrischer Aufbau unter Bezug auf das Nachbarhaus Barbarossastraße 33, baugeschichtlich und städtebaulich von Bedeutung | 09204415 |
|                                         | Mietshaus in geschlossener Bebauung mit Vorgarten | Barbarossastraße 33 (Karte)                                                                                     | 1898–1899                                                                         | Qualitätvolles Etagenwohnhaus mit klar strukturierter, teils aufwendig dekorierter Fassade in spätklassizistischen, renaissanceorientierten Details, gestalterische Einheit und symmetrischer Fassadenaufbau unter Bezug auf das Nachbarhaus Nr. 31, baugeschichtlich und städtebaulich von Bedeutung | 09204458 |
|                                         | Mietshaus in geschlossener Bebauung mit Vorgarten | Barbarossastraße 34 (Karte)                                                                                     | 1893–1894                                                                         | Qualitätvoller Mietsbau mit kräftiger flankenbetonter Fassadengliederung, baugeschichtlich und städtebaulich von Bedeutung | 09204482 |
|                                         | Mietshaus in geschlossener Bebauung mit Vorgarten | Barbarossastraße 35 (Karte)                                                                                     | 1902                                                                              | Besonders qualitätvoll gestalteter Bau mit klar strukturierter, symmetrischer Fassade, Jugendstildekor, auffällige Dacherkerbekrönung, baugeschichtlich und städtebaulich von Bedeutung | 09204457 |
|                                         | Mietshaus in geschlossener Bebauung mit Vorgarten | Barbarossastraße 37 (Karte)                                                                                     | Bezeichnet mit 1903                                                               | Qualitätvoller Mietsbau mit symmetrischer, mittenbetonter Fassadengliederung und zurückhaltendem Dekor, Jugendstileinflüsse, baugeschichtlich und städtebaulich von Bedeutung | 09204370 |
|                                         | Mietshaus in geschlossener Bebauung in Ecklage | Barbarossastraße 39 (Karte)                                                                                     | 1904                                                                              | Anspruchsvoll gestalteter Etagenwohnbau in dominanter Lage, baugeschichtlich und städtebaulich von Bedeutung | 09204306 |
|                                         | Mietshaus in geschlossener Bebauung mit Vorgarten, Einfriedung und Freitreppe | Barbarossastraße 41 (Karte)                                                                                     | 1906                                                                              | Eleganter Etagenwohnbau mit ausgewogenem Fassadenrelief und zurückhaltendem Bauschmuck, Jugendstildekor, baugeschichtlich und städtebaulich von Bedeutung | 09204310 |
|                                         | Mietshaus in geschlossener Bebauung in Ecklage mit Vorgarten | Barbarossastraße 42 (Karte)                                                                                     | 1906                                                                              | Anspruchsvoll gestalteter Mietsbau, Renaissancemotive, markante Pilastergliederung im dritten Obergeschoss, baugeschichtlich und städtebaulich von Bedeutung | 09204712 |
|                                         | Mietshaus in geschlossener Bebauung mit Vorgarten und Freitreppe | Barbarossastraße 43 (Karte)                                                                                     | 1906                                                                              | Anspruchsvoll gestalteter Etagenwohnbau, symmetrischer Fassadenaufbau mit bewusst gesetzten Unregelmäßigkeiten, feines Dekorsystem mit Jugendstilelementen, baugeschichtlich und städtebaulich von Bedeutung | 09204309 |
| Weitere Bilder                          | Mietshaus in geschlossener Bebauung mit Vorgarten | Barbarossastraße 45 (Karte)                                                                                     | 1905–1907, bezeichnet mit 1907                                                    | Anspruchsvoll gestaltetes Mietshaus mit klar strukturierter, mittenbetonter Fassade und hochwertiger Detailgestaltung in Jugendstilformen, baugeschichtlich und städtebaulich von Bedeutung | 09204308 |
|                                         | Mietshaus in geschlossener Bebauung mit Vorgarten | Barbarossastraße 46 (Karte)                                                                                     | 1896                                                                              | Besonders anspruchsvoll gestalteter Mietsbau mit symmetrisch gegliederter, reich im Stil der Neorenaissance dekorierter Fassade, markantes Loggienmotiv, baugeschichtlich und städtebaulich von Bedeutung | 09204456 |
| Weitere Bilder                          | Mietshaus in geschlossener Bebauung mit Vorgarten (Barbarossahaus) | Barbarossastraße 47 (Karte)                                                                                     | 1904                                                                              | Anspruchsvoll gestalteter Etagenwohnbau mit symmetrisch gegliederter, mittenbetonter Fassade und interessanten Dekordetails im Jugendstil, baugeschichtlich und städtebaulich von Bedeutung | 09204313 |
| Weitere Bilder                          | Zeile aus drei Mietshäusern in geschlossener Bebauung mit Vorgarten und Einfriedungsmauer (sogenannte Majolikahäuser) | Barbarossastraße 48, 50, 52 (Karte)                                                                             | 1897                                                                              | Drei durch eine gemeinsame Schaufassade mit mittenbetonter Symmetrie verbundene Mietshäuser, hervorragende gestalterische Qualität mit hochwertigen Majolikareliefs und -gliederungselementen in feiner farblicher Harmonie, baugeschichtlich, städtebaulich und künstlerisch von Bedeutung | 09204368 |
| Weitere Bilder                          | Mietshaus in geschlossener Bebauung mit Vorgarten | Barbarossastraße 49 (Karte)                                                                                     | 1905                                                                              | Qualitätvoller Mietsbau mit kräftig gegliederter, mittenbetonter Fassade, baugeschichtlich und städtebaulich von Bedeutung | 09204312 |
|                                         | Mietshaus in geschlossener Bebauung mit Vorgarten | Barbarossastraße 51 (Karte)                                                                                     | 1905                                                                              | Anspruchsvoll gestaltetes Mietshaus mit symmetrisch gegliederter, mittenbetonter Fassade und fein differenziertem Dekorsystem, baugeschichtlich und städtebaulich von Bedeutung | 09204311 |
| Weitere Bilder                          | Mietshaus in geschlossener Bebauung mit Vorgarten | Barbarossastraße 53 (Karte)                                                                                     | 1910                                                                              | Qualitätvoll gestalteter Mietsbau mit symmetrischer, akzentuiert unregelmäßiger Fassadengliederung und wertvollen gestalterischen Details, baugeschichtlich und städtebaulich von Bedeutung | 09204316 |
| Weitere Bilder                          | Mietshaus in geschlossener Bebauung mit Vorgarten | Barbarossastraße 54 (Karte)                                                                                     | 1897                                                                              | Qualitätvoller Mietsbau mit symmetrischem, mittenbetontem Fassadenaufbau, zurückhaltender Dekor von gestalterischem Anspruch, baugeschichtlich und städtebaulich von Bedeutung | 09204367 |
|                                         | Mietshaus in geschlossener Bebauung mit Vorgarten | Barbarossastraße 55 (Karte)                                                                                     | 1911                                                                              | Qualitätvoller Mietsbau mit kräftig strukturierter Fassade und anspruchsvollen Dekordetails, baugeschichtlich und städtebaulich von Bedeutung | 09204315 |
|                                         | Mietshaus in geschlossener Bebauung mit Vorgarten | Barbarossastraße 56 (Karte)                                                                                     | 1902                                                                              | Anspruchsvoll gestalteter Etagenwohnbau, Jugendstilmotive, differenzierter Fassadenschmuck in Putz, Sandstein und Ziegelverblender, Inneres weitgehend original, Kachelschmuck im Vestibül, baugeschichtlich und städtebaulich von Bedeutung | 09204283 |
|                                         | Mietshaus in geschlossener Bebauung in Ecklage mit Resten des Vorgartens | Barbarossastraße 57 (Karte)                                                                                     | Um 1910                                                                           | Qualitätvoller Mietsbau mit lagebetonter Fassadengliederung in markanter Ecksituation, belebte Dachlandschaft, baugeschichtlich und städtebaulich von Bedeutung | 09204314 |
|                                         | Mietshaus in geschlossener Bebauung mit Vorgarten | Barbarossastraße 58 (Karte)                                                                                     | 1902                                                                              | Hochwertiger Etagenwohnbau, Jugendstilschmuck, ländliche Formmotive (Fachwerkgiebel), Kachelschmuck im Vestibül, Inneres unverändert, baugeschichtlich und städtebaulich von Bedeutung | 09204282 |
|                                         | Mietshaus in geschlossener Bebauung mit Vorgarten | Barbarossastraße 59 (Karte)                                                                                     | Um 1910                                                                           | Schlichter Mietsbau mit klar gegliederter, mittenbetonter Fassade, markantes Dachhaus, baugeschichtlich und städtebaulich von Bedeutung | 09204339 |
|                                         | Mietshaus in geschlossener Bebauung mit Vorgarten | Barbarossastraße 60 (Karte)                                                                                     | 1902                                                                              | Etagenwohnbau von besonderer Gestaltungsqualität, Jugendstilmotive, differenzierte Putzgliederung, Inneres unverändert, baugeschichtlich und städtebaulich von Bedeutung | 09204281 |
|                                         | Mietshaus in geschlossener Bebauung mit Vorgarten | Barbarossastraße 62 (Karte)                                                                                     | 1903                                                                              | Anspruchsvoll gestalteter Etagenwohnbau, reicher Fassadenschmuck, hochwertige Stuckdekoration im Vestibül, Inneres unverändert, baugeschichtlich und städtebaulich von Bedeutung | 09204286 |
|                                         | Mietshaus in geschlossener Bebauung mit Vorgarten | Barbarossastraße 63 (Karte)                                                                                     | 1910                                                                              | Qualitätvoller Mietsbau mit rustikal gastalteter Fassade, Putzdekor in Formen des geometrischen Jugendstils, baugeschichtlich und städtebaulich von Bedeutung | 09204337 |
| Weitere Bilder                          | Mietshaus in geschlossener Bebauung mit Vorgarten und Einfriedung | Barbarossastraße 64 (Karte)                                                                                     | Um 1910                                                                           | Etagenwohnbau von herausragender Gestaltungsqualität, differenzierter Bauschmuck in Formen eines späten Jugendstil, Belebung durch Sandsteinelemente, charakteristische zeitgenössische Einfriedung, baugeschichtlich und städtebaulich von Bedeutung | 09204285 |
| Weitere Bilder                          | Mietshaus in geschlossener Bebauung mit Vorgarten | Barbarossastraße 66 (Karte)                                                                                     | Um 1910                                                                           | Anspruchsvoll gestalteter Mietsbau mit rustizierter Sandsteinverkleidung im Erdgeschoss, markanter Eingangsgestaltung und hochwertigem Inneren, baugeschichtlich und städtebaulich von Bedeutung | 09204284 |
| Weitere Bilder                          | Mietshaus in geschlossener Bebauung mit Vorgarten | Barbarossastraße 67 (Karte)                                                                                     | 1911                                                                              | Qualitätvoller Mietsbau mit symmetrisch gegliederter Fassade und einfachem Dekor, baugeschichtlich und städtebaulich von Bedeutung | 09204336 |
| Weitere Bilder                          | Mietshaus in geschlossener Bebauung mit Vorgarten | Barbarossastraße 68 (Karte)                                                                                     | 1902                                                                              | Anspruchsvoll gestalteter Mietsbau, ländliche Formmotive (Fachwerkgiebel), Jugendstildekor, Klinker-Putz-Fassade, Kachelverkleidung und Deckenstuck im Vestibül, baugeschichtlich und städtebaulich von Bedeutung | 09204289 |
| Weitere Bilder                          | Mietshaus in geschlossener Bebauung in Ecklage, mit Laden und Vorgarten | Barbarossastraße 69 (Karte)                                                                                     | 1912                                                                              | Qualitätvoller Mietsbau mit markanter Eckgestaltung und zurückhaltender, eleganter Fassadengestaltung, baugeschichtlich und städtebaulich von Bedeutung | 09204335 |
|                                         | Mietshaus in geschlossener Bebauung in Ecklage, mit Laden und Reste des Vorgartens | Barbarossastraße 70 (Karte)                                                                                     | 1913                                                                              | Qualitätvoller Mietsbau in markanter städtebaulicher Situation, sparsamer Jugendstildekor, baugeschichtlich und städtebaulich von Bedeutung | 09204288 |
|                                         | Mietshaus in geschlossener Bebauung in Ecklage mit Laden und Resten des Vorgartens | Barbarossastraße 71 (Karte)                                                                                     | 1904                                                                              | Qualitätvoll gestalteter Eckbau mit symmetrischer, lagebetonter Gliederung und zurückhaltendem Putzdekor, baugeschichtlich und städtebaulich von Bedeutung | 09204334 |
|                                         | Mietshaus in geschlossener Bebauung mit Vorgarten | Barbarossastraße 72 (Karte)                                                                                     | Um 1910                                                                           | Zeittypischer Mietsbau mit symmetrischer Fassadengliederung, baugeschichtlich und städtebaulich von Bedeutung | 09204292 |
|                                         | Mietshaus in geschlossener Bebauung mit Vorgarten | Barbarossastraße 73 (Karte)                                                                                     | 1904                                                                              | Anspruchsvoll gestaltetes Etagenwohnhaus mit kräftig durchgliederter Fassade mit Jugendstilanklängen, qualitätvolle und gut erhaltene Innendetails, baugeschichtlich und städtebaulich von Bedeutung | 09204333 |
|                                         | Mietshaus in geschlossener Bebauung | Barbarossastraße 74 (Karte)                                                                                     | Bezeichnet mit 1913                                                               | Qualitätvoller Mietsbau mit Deckenstuck im Vestibül, innen weitgehend unverändert, baugeschichtlich und städtebaulich von Bedeutung | 09204291 |
|                                         | Mietshaus in geschlossener Bebauung mit Vorgarten und Einfriedungsmauer | Barbarossastraße 75 (Karte)                                                                                     | 1911                                                                              | Außerordentlich anspruchsvolles und elegantes Etagenwohnhaus mit reich strukturiertem Fassadenaufbau von hohem gestalterischen Wert, bemerkenswerte neue Farbfassung, baugeschichtlich und städtebaulich von Bedeutung | 09204332 |
| Weitere Bilder                          | Mietshaus in geschlossener Bebauung mit Vorgarten | Barbarossastraße 77 (Karte)                                                                                     | Um 1910                                                                           | Anspruchsvoll gestaltetes Etagenwohnhaus mit symmetrisch gegliederter, differenziert dekorierter Fassade, baugeschichtlich und städtebaulich von Bedeutung | 09204331 |
| Weitere Bilder                          | Mietshaus in geschlossener Bebauung mit Vorgarten | Barbarossastraße 79 (Karte)                                                                                     | Um 1910                                                                           | Anspruchsvoll gestaltetes Etagenwohnhaus mit kräftig durchgliederter Fassade, traditionalistischer Zug durch großes Zwerchhaus mit hohem Giebel nach Art eines mittelalterlichen Patrizierhauses, baugeschichtlich und städtebaulich von Bedeutung | 09204330 |
| Weitere Bilder                          | Mietshaus in geschlossener Bebauung mit Vorgarten | Barbarossastraße 81 (Karte)                                                                                     | 1914                                                                              | Repräsentativer Etagenwohnbau von Villencharakter, höchste Gestaltungsqualität mit reich gegliederter, fein dekorierter Fassade, baugeschichtlich und städtebaulich von Bedeutung | 09204329 |
|                                         | Mietshaus in geschlossener Bebauung mit Vorgarten (gleiche Gestaltung wie Nr. 85) | Barbarossastraße 83 (Karte)                                                                                     | 1914                                                                              | Außerordentlich qualitätvolles Etagenwohnhaus mit in Chemnitz seltener, nuanciert durchgliederter Fassade und akzentuierendem Dekor, gestalterisch einheitlich mit dem Nachbarhaus Barbarossastraße 85, baugeschichtlich und städtebaulich von Bedeutung | 09204325 |
|                                         | Mietshaus in geschlossener Bebauung mit Vorgarten (gleiche Gestaltung wie Nr. 83) | Barbarossastraße 85 (Karte)                                                                                     | 1914                                                                              | Außerordentlich qualitätvolles Etagenwohnhaus mit in Chemnitz seltener, nuanciert durchgliederter Fassade und akzentuierendem Dekor, gestalterisch einheitlich mit dem Nachbarhaus Barbarossastraße 83, baugeschichtlich und städtebaulich von Bedeutung | 09204324 |
|                                         | Mietshaus in halboffener Bebauung in Ecklage mit Läden und Resten des Vorgartens; | Barbarossastraße 88 (Karte)                                                                                     | 1898                                                                              | Anspruchsvoll gestaltetes Etagenwohnhaus in betonter Ecklage, differenziertes Dekorsystem in Neorenaissanceformen, baugeschichtlich und städtebaulich von Bedeutung | 09204320 |
|                                         | Mietshaus in geschlossener Bebauung mit Vorgarten | Barbarossastraße 90 (Karte)                                                                                     | Um 1900                                                                           | Qualitätvoller Mietsbau mit symmetrisch gegliederter und reich dekorierter Fassade in Formen der Neorenaissance, baugeschichtlich und städtebaulich von Bedeutung | 09204321 |
|                                         | Mietshaus in geschlossener Bebauung mit Vorgarten | Barbarossastraße 92 (Karte)                                                                                     | Um 1900                                                                           | Qualitätvoller Mietsbau mit symmetrisch gegliederter Fassade und anspruchsvollem Dekor in Formen der Neorenaissance, baugeschichtlich und städtebaulich von Bedeutung | 09204322 |
| Weitere Bilder                          | Mietshaus in geschlossener Bebauung mit Vorgarten | Barbarossastraße 93 (Karte)                                                                                     | Um 1910                                                                           | Qualitätvoller Mietsbau mit klar strukturierter Fassade und zurückhaltendem Putzdekor, baugeschichtlich und städtebaulich von Bedeutung | 09204323 |
|                                         | Mietshaus in geschlossener Bebauung mit Vorgarten | Barbarossastraße 94 (Karte)                                                                                     | Um 1900                                                                           | Qualitätvoller Mietsbau mit symmetrisch gegliederter Fassade und reichem Dekor in Formen der Neorenaissance, baugeschichtlich und städtebaulich von Bedeutung | 09204317 |
| Weitere Bilder                          | Mietshaus in geschlossener Bebauung mit Vorgarten | Barbarossastraße 95 (Karte)                                                                                     | 1905                                                                              | Anspruchsvoll gestalteter Mietsbau mit differenziert strukturierter und dekorierter Fassade, baugeschichtlich und städtebaulich von Bedeutung | 09204328 |
|                                         | Mietshaus in geschlossener Bebauung mit Vorgarten | Barbarossastraße 97 (Karte)                                                                                     | 1903                                                                              | Anspruchsvoll gestaltetes Etagenwohnhaus mit differenziert strukturierter und reich dekorierter Fassade, symmetrische Gliederung unter Bezug auf das Nachbarhaus Barbarossastraße 99, baugeschichtlich und städtebaulich von Bedeutung | 09204327 |
|                                         | Mietshaus in geschlossener Bebauung mit Vorgarten | Barbarossastraße 99 (Karte)                                                                                     | Bezeichnet mit 1902                                                               | Anspruchsvoll gestaltetes Etagenwohnhaus mit differenziert strukturierter und reich dekorierter Fassade, symmetrische Gliederung unter Bezug auf das Nachbarhaus Barbarossastraße 97, baugeschichtlich und städtebaulich von Bedeutung | 09204326 |
|                                         | Mietshaus in geschlossener Bebauung in Ecklage mit Vorgarten | Barbarossastraße 101 (Karte)                                                                                    | 1898                                                                              | Qualitätvoller Mietsbau mit symmetrischer, lagebetonter Fassadengliederung und reichem Dekorsystem in Formen der Neorenaissance, städtebaulich wirksam mit dem gegenüberliegenden Pendant gleicher Bauart, siehe auch Limbacher Straße 41, baugeschichtlich von Bedeutung | 09204319 |
|                                         | Villa mit Garten und Einfriedung | Emil-Rosenow-Straße 3 (Karte)                                                                                   | 1902                                                                              | Qualitätvoller Villenbau mit markantem Zierfachwerk, baugeschichtlich von Bedeutung | 09204606 |
|                                         | Villa mit Garten und Teilen der Einfriedung | Emil-Rosenow-Straße 7 (Karte)                                                                                   | 1903                                                                              | Qualitätvoller Villenbau mit markantem Ziergiebel, Holzloggia mit bemerkenswertem farbigem Glasschmuck, baugeschichtlich von Bedeutung | 09204608 |
| Weitere Bilder                          | Postgebäude, mit Vorgarten und Einfriedungsmauer (ehemals Postschule, Oberpostdirektion) | Enzmannstraße 2 (Reichsstraße 11) (Karte)                                                                       | 1902–1904                                                                         | Mächtiger, reich gegliederter öffentlicher Bau, neogotische Formensprache, Mosaikfelder mit Schmuckemblemen, baugeschichtlich, ortsgeschichtlich und straßenbildprägend von Bedeutung | 09204371 |
|                                         | Villa mit Garten und Einfriedung | Enzmannstraße 4 (Karte)                                                                                         | Bezeichnet mit 1928                                                               | Anspruchsvoll gestalteter traditionalistischer Wohnbau, markante Sandsteingliederung, zusammengehörig mit benachbartem Postgebäude Reichsstraße 11, baugeschichtlich von Bedeutung | 09204376 |
|                                         | Mietshaus in halboffener Bebauung mit Vorgarten | Enzmannstraße 13 (Karte)                                                                                        | 1910                                                                              | Hochwertiger Mietsbau, differenzierte Oberflächengestaltung, charakteristisches Rustikamotiv im Erdgeschoss, Fassadenrelief mit Lebensbaumdarstellung, baugeschichtlich von Bedeutung | 09204375 |
|                                         | Mietshaus in geschlossener Bebauung mit Vorgarten | Enzmannstraße 15 (Karte)                                                                                        | 1910                                                                              | Qualitätvoller Mietsbau, Schmuckmotive in Jugendstilformen, charakteristische Rustizierung des Erdgeschosses, baugeschichtlich und städtebaulich von Bedeutung | 09204374 |
|                                         | Mietshaus in geschlossener Bebauung in Ecklage | Enzmannstraße 17 (Karte)                                                                                        | 1902                                                                              | Qualitätvoller Mietsbau, markante Akzentuierung des Straßenknicks, neogotische Formdetails, baugeschichtlich von Bedeutung | 09204382 |
|                                         | Mehrfamilienhaus (bauliche Einheit mit Walter-Oertel-Straße 50a) mit Vorgarten | Erich-Mühsam-Straße 1 (Karte)                                                                                   | Um 1930                                                                           | Teil einer gleichartigen Straßenzeilenbebauung, von baugeschichtlichem und städtebaulichem Wert, im Heimatstil der 1930er Jahre | 09247677 |
| Weitere Bilder                          | Helenenhof (Sachgesamtheit) | Erich-Mühsam-Straße 2, 4, 6, 8, 10 (Georg-Landgraf-Straße 1, 3, 5; Walter-Oertel-Straße 44, 46, 48, 50) (Karte) | 1926–1927                                                                         | Sachgesamtheit Helenenhof, Wohnanlage in geschlossener Bebauung, mit den Wohnhauszeilen als Einzeldenkmalen: - Erich-Mühsam-Straße 2, 4, 6, 8, 10 (siehe 09204522) - Georg-Landgraf-Straße 1, 3, 5 (siehe 09204523) - Walter-Oertel-Straße 44, 46, 48, 50 (siehe 09204524) mit Wohnhof, Vorgärten und Erschließungsweg in Klinkerpflaster (Gartendenkmal) An drei Seiten eines Straßenblocks gruppierte Wohnanlage mit einem zentralen Torbau an der Walter-Oertel-Straße und akzentuierten Ecken, zurückhaltend expressionistische Formensprache mit traditionalistischen Akzenten, baugeschichtlich und städtebaulich von Bedeutung. | 09302627 |
| Weitere Bilder                          | Wohnhauszeilen einer Wohnanlage in geschlossener Blockrandbebauung (Einzeldenkmale der Sachgesamtheit 09302627) | Erich-Mühsam-Straße 2, 4, 6, 8, 10 (Karte)                                                                      | 1926–1927                                                                         | Einzeldenkmale der Sachgesamtheit Helenenhof; an drei Seiten eines Straßenblocks gruppierte Wohnanlage mit einem zentralen Torbau an der Walter-Oertel-Straße und akzentuierten Ecken, zurückhaltend expressionistische Formensprache mit traditionalistischen Akzenten, siehe auch unter Georg-Landgraf-Straße 1–5 sowie Walter-Oertel-Straße 44–50, baugeschichtlich und städtebaulich von Bedeutung | 09204522 |
|                                         | Mietshaus in geschlossener Bebauung mit Vorgarten und Einfriedung | Erich-Mühsam-Straße 15 (Karte)                                                                                  | Um 1920                                                                           | Hochwertiger Etagenwohnbau mit straffer, reich artikulierter Fassadengliederung, Kachelverkleidung und kassettierte Tonnendecke im Vestibül, baugeschichtlich und städtebaulich von Bedeutung | 09204441 |
| Weitere Bilder                          | Wohnanlage aus vier Mietshäusern mit Vorgärten | Erich-Mühsam-Straße 17, 17a, 23, 25 (Karte)                                                                     | Um 1930                                                                           | Qualitätvolle Wohnbauten mit charakteristischer, horizontal akzentuierter Gliederung im Dachbereich, im Stil der Neuen Sachlichkeit der 1920er Jahre, baugeschichtlich und städtebaulich von Bedeutung | 09204446 |
|                                         | Mietshaus in geschlossener Bebauung in Ecklage | Erich-Mühsam-Straße 18 (Karte)                                                                                  | Um 1930                                                                           | Qualitätvoller Mietsbau mit expressionistischen Formanklängen in markanter Ecksituation, baugeschichtlich und städtebaulich von Bedeutung | 09204442 |
|                                         | Mietshaus in geschlossener Bebauung mit Vorgarten und Einfriedung | Erich-Mühsam-Straße 22 (Karte)                                                                                  | Um 1920                                                                           | Anspruchsvoll gestalteter Etagenwohnbau mit markantem Fassadenrelief, reich dekoriertem Portal, Kachelverkleidung und Deckenstuck im Vestibül, baugeschichtlich und städtebaulich von Bedeutung | 09204452 |
|                                         | Mietshaus in geschlossener Bebauung mit Vorgarten und Einfriedung | Erich-Mühsam-Straße 24 (Karte)                                                                                  | 1910                                                                              | Hochwertiger Etagenwohnbau, im Reformstil der Zeit um 1910, anspruchsvoll gestaltete Putzfassade, außen und innen unverändert erhalten, baugeschichtlich und städtebaulich von Bedeutung | 09204451 |
|                                         | Mietshaus in geschlossener Bebauung mit Vorgarten | Erich-Mühsam-Straße 26 (Karte)                                                                                  | 1912                                                                              | Anspruchsvoll gestalteter Mietsbau, akzentuiert durch schmuckreiche Standerker, Kachelschmuck und Stuckdekor im Vestibül, baugeschichtlich und städtebaulich von Bedeutung | 09204450 |
|                                         | Mietshaus in geschlossener Bebauung mit Vorgarten | Erich-Mühsam-Straße 28 (Karte)                                                                                  | 1900                                                                              | Qualitätvoller Mietsbau, ausgewogene, durch zwei Standerker akzentuierte Fassadengliederung, Kachelverkleidung und Deckenstuck im Vestibül, baugeschichtlich und städtebaulich von Bedeutung | 09204455 |
|                                         | Mietshaus in geschlossener Bebauung | Erich-Mühsam-Straße 29 (Karte)                                                                                  | 1911                                                                              | Anspruchsvoll gestalteter Mietsbau mit symmetrischer Putzgliederung, baugeschichtlich und städtebaulich von Bedeutung | 09204445 |
|                                         | Mietshaus in geschlossener Bebauung mit Vorgarten | Erich-Mühsam-Straße 30 (Karte)                                                                                  | 1910                                                                              | Qualitätvoller Mietsbau mit symmetrischer, durch zwei Standerker akzentuierter Fassadengliederung, Kachelverkleidung und Deckenstuck im Vestibül, baugeschichtlich und städtebaulich von Bedeutung | 09204454 |
|                                         | Mietshaus in geschlossener Bebauung | Erich-Mühsam-Straße 31 (Karte)                                                                                  | 1910                                                                              | Anspruchsvoll gestalteter Etagenwohnbau mit straffer, vertikal akzentuierter Fassadengliederung, Kachelverkleidung und Deckenstuck im Vestibül, baugeschichtlich und städtebaulich von Bedeutung | 09204444 |
|                                         | Mietshaus in halboffener Bebauung mit Vorgarten | Erich-Mühsam-Straße 32 (Karte)                                                                                  | 1910                                                                              | Qualitätvoller Mietsbau mit symmetrischer, durch zwei Standerker akzentuierter Fassadengliederung, Kachelverkleidung und Deckenstuck im Vestibül, baugeschichtlich und städtebaulich von Bedeutung | 09204453 |
|                                         | Mietshaus in geschlossener Bebauung | Erich-Mühsam-Straße 33 (Karte)                                                                                  | 1912                                                                              | Anspruchsvoll gestalteter Mietsbau mit kräftigem Fassadenrelief, akzentuiert den gekrümmten Straßenverlauf, Kachelverkleidung und Stuckdekor im Vestibül, baugeschichtlich und städtebaulich von Bedeutung | 09204449 |
|                                         | Mietshaus in halboffener Bebauung | Erich-Mühsam-Straße 35 (Karte)                                                                                  | Um 1910                                                                           | Qualitätvoller mittenbetonter Mietsbau, im Reformstil der Zeit um 1910, baugeschichtlich und städtebaulich von Bedeutung | 09302817 |
|                                         | Wohnanlage, bestehend aus drei Mietshäusern (mit Leonhardtstraße 31), mit Vorgarten | Erich-Mühsam-Straße 36, 36a (Karte)                                                                             | Um 1930                                                                           | Anspruchsvoll gestalteter Wohnkomplex mit deutlichen expressionistischen Formanklängen, eine der gelungensten Gebäudegruppen dieser Art in Chemnitz, siehe auch unter Leonhardtstraße 31, baugeschichtlich und städtebaulich von Bedeutung | 09204448 |
| Weitere Bilder                          | Fabrik mit Direktorenwohnhaus sowie Vorgarten und Pflasterung des Zugangsweges, sowie straßenparalleles Produktionsgebäude (ehemals Firma A. Loose, VEB Kaltverformungsmaschinenwerk)                                                                          | Erzbergerstraße 1, 3 (Karte)                                                                                    | Ende 19. Jahrhundert                                                              | Architektonisch aufwendiger Industriebau aus zwei Bauphasen, mit anspruchsvoll gestaltetem Wohnbau in gutem Erhaltungszustand, Reste einer ursprünglich größeren Industrieanlage, baugeschichtlich und industriegeschichtlich von Bedeutung | 09204580 |
|                                         | Mietshaus in geschlossener Bebauung in Ecklage mit Vorgarten | Eulitzstraße 2 (Karte)                                                                                          | 1896                                                                              | Anspruchsvoll gestalteter gründerzeitlicher Etagenwohnbau, markante Akzentuierung des Eckbereichs, baugeschichtlich und städtebaulich von Bedeutung | 09204467 |
|                                         | Mietshaus in geschlossener Bebauung mit Vorgarten | Eulitzstraße 4 (Karte)                                                                                          | 1901                                                                              | Anspruchsvoll gestalteter gründerzeitlicher Etagenwohnbau, reicher Bauschmuck, Kachelverkleidung und Deckenstuck im Vestibül, baugeschichtlich und städtebaulich von Bedeutung | 09204466 |
| Weitere Bilder                          | Wohnanlage, bestehend aus zehn Mietshäusern in geschlossener Bebauung mit Vorgärten | Eulitzstraße 6 bis 24 (gerade) (Karte)                                                                          | Bezeichnet mit 1951                                                               | Zweite Wohnbebauung der unmittelbaren Nachkriegszeit in Chemnitz, ausgeführt in Gewölbebauweise und damit Dokument der herrschenden Mangellage, besonders qualitätvolle traditionalistische Gestaltung, sehr guter Erhaltungszustand, baugeschichtlich und städtebaulich von Bedeutung | 09204465 |
|                                         | Mietshaus in geschlossener Bebauung mit Vorgarten | Eulitzstraße 25 (Karte)                                                                                         | 1904                                                                              | Qualitätvoller Mietsbau mit kräftiger Mittenbetonung unter Bezug auf das gestalterisch verwandte Nachbarhaus Ulmenstraße 14, anspruchsvolle Dekordetails in den Mischformen eines gotisierenden Jugendstils, baugeschichtlich und städtebaulich von Bedeutung | 09204463 |
|                                         | Mietshaus in geschlossener Bebauung mit Vorgarten | Eulitzstraße 26 (Karte)                                                                                         | 1905                                                                              | Qualitätvoller Mietsbau mit charakteristischem Eingangsmotiv und markantem Dacherker, baugeschichtlich und städtebaulich von Bedeutung | 09204398 |
|                                         | Mietshaus in geschlossener Bebauung mit Vorgarten und Einfriedung | Eulitzstraße 28 (Karte)                                                                                         | 1903                                                                              | Anspruchsvoll gestalteter Mietsbau mit symmetrischer Fassadengliederung, aufwendiger Wanddekoration im Vestibül und bemerkenswerten Buntglasfenstern im Treppenhaus, baugeschichtlich und städtebaulich von Bedeutung | 09204399 |
|                                         | Wohnhaus in geschlossener Bebauung (bildet mit Weststraße 76 eine bauliche Einheit), mit Vorgarten | Franz-Mehring-Straße 1 (Karte)                                                                                  | Nach 1925                                                                         | Zeittypischer Putzbau in gutem Originalzustand von baugeschichtlichem, sozialgeschichtlichem und städtebaulichem Wert | 09300733 |
| Weitere Bilder                          | Mietshaus in geschlossener Bebauung in Ecklage, mit Vorgarten (bauliche Einheit mit Weststraße 70) | Franz-Mehring-Straße 2 (Karte)                                                                                  | 1906                                                                              | Anspruchsvoll gestalteter Mietsbau, markante Akzentuierung der Ecksituation, charakteristischer Bauschmuck, analog gestaltet zu Weststraße 70, baugeschichtlich und städtebaulich von Bedeutung | 09204544 |
|                                         | Mietshaus in geschlossener Bebauung mit Vorgarten | Franz-Mehring-Straße 3 (Karte)                                                                                  | 1911                                                                              | Anspruchsvoll gestalteter Mietsbau, straffe, vertikal akzentuierte Fassadengliederung, baugeschichtlich und städtebaulich von Bedeutung | 09204548 |
|                                         | Mietshaus in geschlossener Bebauung mit Vorgarten | Franz-Mehring-Straße 4 (Karte)                                                                                  | 1909                                                                              | Qualitätvoller Mietsbau mit asymmetrischer Fassadengliederung, baugeschichtlich und städtebaulich von Bedeutung | 09302818 |
|                                         | Mietshaus in geschlossener Bebauung mit Vorgarten | Franz-Mehring-Straße 5 (Karte)                                                                                  | 1908                                                                              | Qualitätvoller Mietsbau mit symmetrischer Fassadengliederung und charakteristischem, barockisierendem Dacherker, baugeschichtlich und städtebaulich von Bedeutung | 09204546 |
|                                         | Mietshaus in geschlossener Bebauung mit Vorgarten | Franz-Mehring-Straße 6 (Karte)                                                                                  | 1906                                                                              | Qualitätvoller Mietsbau, Dacherker in Jugendstilformen, vertikal akzentuierte Fassadengliederung, baugeschichtlich und städtebaulich von Bedeutung | 09204547 |
|                                         | Mietshaus in geschlossener Bebauung in Ecklage mit Vorgarten | Franz-Mehring-Straße 7 (Karte)                                                                                  | 1910                                                                              | Anspruchsvoll gestalteter Mietsbau, markante Akzentuierung des Eckbereichs, straffe, vertikal akzentuierte Fassadengliederung, baugeschichtlich und städtebaulich von Bedeutung | 09204549 |
|                                         | Mietshaus in geschlossener Bebauung in Ecklage | Franz-Mehring-Straße 8 (Karte)                                                                                  | 1907                                                                              | Qualitätvoller Mietsbau in dominierender städtebaulicher Situation, charakteristischer, hoch aufragender Giebel, baugeschichtlich und städtebaulich von Bedeutung | 09204550 |
| Weitere Bilder                          | Mietshaus in geschlossener Bebauung in Ecklage teilweise mit Vorgarten | Franz-Mehring-Straße 10 (Karte)                                                                                 | 1911                                                                              | Qualitätvoller Mietsbau mit ausgewogener, symmetrisch akzentuierter Fassadengliederung, Vestibül mit Kachelverkleidung und Stuckdekor, baugeschichtlich und städtebaulich von Bedeutung | 09204551 |
|                                         | Mietshaus in geschlossener Bebauung mit Vorgarten | Franz-Mehring-Straße 15 (Karte)                                                                                 | 1907                                                                              | Interessanter spätgründerzeitlicher Mietsbau, Putzfassade im Wechsel mit Klinkerfassade, baugeschichtlich und städtebaulich von Bedeutung | 09302819 |
|                                         | Mietshaus in geschlossener Bebauung mit Vorgarten | Franz-Mehring-Straße 16 (Karte)                                                                                 | 1907                                                                              | Qualitätvoller Mietsbau mit Jugendstilelementen, baugeschichtlich und städtebaulich von Bedeutung, baugeschichtlich und städtebaulich von Bedeutung | 09302820 |
|                                         | Mietshaus in geschlossener Bebauung mit Vorgarten | Franz-Mehring-Straße 19 (Karte)                                                                                 | 1910                                                                              | Bestandteil eines geschlossenen Wohnquartiers mit reicher originaler Ausstattung, baugeschichtlich und städtebaulich von Bedeutung, baugeschichtlich und städtebaulich von Bedeutung | 09204607 |
|                                         | Mietshaus in geschlossener Bebauung mit Vorgarten | Franz-Mehring-Straße 26 (Karte)                                                                                 | 1909                                                                              | Wohnhausbau im geschlossenen Quartier mit originaler Ausstattung, baugeschichtlich und städtebaulich von Bedeutung, baugeschichtlich und städtebaulich von Bedeutung | 09204104 |
|                                         | Mietshaus in geschlossener Bebauung mit Vorgarten | Franz-Mehring-Straße 27 (Karte)                                                                                 | 1907                                                                              | gründerzeitlicher Wohnhausbau mit Klinkerfassade, baugeschichtlich und städtebaulich von Bedeutung, baugeschichtlich und städtebaulich von Bedeutung | 09302821 |
|                                         | Mietshaus in geschlossener Bebauung mit Vorgarten | Franz-Mehring-Straße 28 (Karte)                                                                                 | 1909                                                                              | Wohnhausbau im geschlossenen Quartier mit originaler Ausstattung, baugeschichtlich und städtebaulich von Bedeutung, baugeschichtlich und städtebaulich von Bedeutung | 09202140 |
|                                         | Mietshaus in geschlossener Bebauung mit Vorgarten | Franz-Mehring-Straße 32 (Karte)                                                                                 | Um 1920                                                                           | Anspruchsvoll gestaltetes Mietshaus mit klar strukturierter, vertikal betonter Fassadengliederung, elegantes Dekorsystem in zeittypischen Formen, baugeschichtlich und städtebaulich von Bedeutung | 09204531 |
| Weitere Bilder                          | Mietshaus in geschlossener Bebauung in Ecklage mit Laden und Vorgarten | Franz-Mehring-Straße 34 (Karte)                                                                                 | 1913                                                                              | Stattliches Etagenwohnhaus mit markanter Eckausbildung, lebhafte Fassadengliederung, Dekor in zeittypischer Beschränkung auf wenige Details, baugeschichtlich und städtebaulich von Bedeutung | 09204530 |
|                                         | Doppelmietshaus in geschlossener Bebauung konzipiert, mit Vorgarten | Franz-Mehring-Straße 41, 43 (Karte)                                                                             | 1913                                                                              | Auffälliger, großer Wohnbau im Reformstil der Zeit um 1910, mit originaler Ausstattung, baugeschichtlich und städtebaulich von Bedeutung, baugeschichtlich und städtebaulich von Bedeutung | 09202141 |
| Weitere Bilder                          | Mietshaus in geschlossener Bebauung mit Vorgarten | Franz-Mehring-Straße 42 (Karte)                                                                                 | 1906                                                                              | Traditioneller Bau in Klinkermischbauweise von städtebaulicher Bedeutung, baugeschichtlich und städtebaulich von Bedeutung | 09231829 |
| Weitere Bilder                          | Mietshaus in geschlossener Bebauung mit Vorgarten | Franz-Mehring-Straße 44 (Karte)                                                                                 | 1905                                                                              | Schlichter Späthistorismusbau mit Jugendstilanklängen in gutem Originalzustand, baugeschichtlich und städtebaulich von Bedeutung | 09247873 |
| Weitere Bilder                          | Wohnanlage aus fünf Mietshäusern in geschlossener Bebauung mit Vorgärten und Einfriedungsmauern sowie rückwärtigen Gärten | Franz-Mehring-Straße 44a, 46, 46a, 48, 48a (Karte)                                                              | 1920er Jahre                                                                      | Zeilenförmige Wohnanlage aus fünf Einzelhäusern mit gemeinsamer Fassadengestaltung in den Formen eines gemäßigten Expressionismus, interessante Fassadendetails, baugeschichtlich von Bedeutung | 09204527 |
|                                         | Mietshaus in geschlossener Bebauung mit Vorgarten | Franz-Mehring-Straße 50 (Karte)                                                                                 | 1905                                                                              | Zeittypisches Wohngebäude in Klinkermischbauweise mit gut erhaltener Innenausstattung von baugeschichtlichem Wert | 09301035 |
| Weitere Bilder                          | Wohnhauszeilen einer Wohnanlage in geschlossener Blockrandbebauung (Einzeldenkmale der Sachgesamtheit 09302627) | Georg-Landgraf-Straße 1, 3, 5 (Karte)                                                                           | 1926–1927                                                                         | Einzeldenkmale der Sachgesamtheit Helenenhof; an drei Seiten eines Straßenblocks gruppierte Wohnanlage mit einem zentralen Torbau an der Walter-Oertel-Straße und akzentuierten Ecken, zurückhaltend expressionistische Formensprache mit traditionalistischen Akzenten, siehe auch unter Erich-Mühsam-Straße 2–10 sowie Walter-Oertel-Straße 44–50, baugeschichtlich und städtebaulich von Bedeutung | 09204523 |
|                                         | Mietshaus in geschlossener Bebauung mit Vorgarten | Georg-Landgraf-Straße 15 (Karte)                                                                                | 1912                                                                              | Qualitätvoller Mietsbau mit differenzierter Putzgliederung, innen unverändert, baugeschichtlich und städtebaulich von Bedeutung | 09204432 |
|                                         | Mietshaus in geschlossener Bebauung mit Vorgarten | Georg-Landgraf-Straße 17 (Karte)                                                                                | 1912                                                                              | Qualitätvoller Mietsbau mit differenzierter Putzgliederung, baugeschichtlich und städtebaulich von Bedeutung | 09204433 |
|                                         | Mietshaus in geschlossener Bebauung mit Vorgarten und Einfriedung | Georg-Landgraf-Straße 19 (Karte)                                                                                | 1912                                                                              | Qualitätvoller Mietsbau mit differenzierter Putzgliederung, Kachelverkleidung im Vestibül, baugeschichtlich und städtebaulich von Bedeutung | 09204434 |
|                                         | Mietshaus in geschlossener Bebauung mit Vorgarten | Georg-Landgraf-Straße 22 (Karte)                                                                                | 1912                                                                              | Qualitätvoller Mietsbau mit kräftigem Fassadenrelief, Kachelverkleidung und Deckenstuck im Vestibül, baugeschichtlich und städtebaulich von Bedeutung | 09204435 |
| Weitere Bilder                          | Mietshaus in geschlossener Bebauung mit Vorgarten und Einfriedung | Georg-Landgraf-Straße 24 (Karte)                                                                                | 1930                                                                              | Funktional gestaltetes Wohnhaus im Stil der Zwanziger Jahre, von baugeschichtlichem Wert, baugeschichtlich und städtebaulich von Bedeutung | 09247842 |
|                                         | Mietshaus in geschlossener Bebauung konzipiert, mit Vorgarten | Georg-Landgraf-Straße 31 (Karte)                                                                                | 1912                                                                              | Original erhaltener Putzbau, von städtebaulicher und baugeschichtlicher Bedeutung, baugeschichtlich und städtebaulich von Bedeutung | 09206022 |
|                                         | Mietshaus in Ecklage mit Vorgarten | Georg-Landgraf-Straße 33 (Karte)                                                                                | 1912                                                                              | Qualitätvoller Mietsbau in markanter städtebaulicher Lage, straffe, vertikal akzentuierte Fassadengliederung, baugeschichtlich und städtebaulich von Bedeutung | 09204436 |
|                                         | Mietshaus in geschlossener Bebauung in Ecklage mit Vorgarten | Georg-Landgraf-Straße 36 (Karte)                                                                                | 1914                                                                              | Qualitätvoller Mietsbau, markante Ecksituation, kräftiges Fassadenrelief, baugeschichtlich und städtebaulich von Bedeutung | 09204437 |
| Weitere Bilder                          | Schmuckplatz (ehemaliger Kaiserplatz) | Gerhart-Hauptmann-Platz (Karte)                                                                                 | 1890                                                                              | Rechteckige Platzanlage in landschaftlichem Stil mit geschwungen verlaufendem Wegesystem, größeren und kleineren kreis- und halbkreisförmigen Sitz- und Spielplätzen, landschaftliche Bodenmodellierung und wertvollem Gehölzbestand, ursprüngliche Aufteilung noch weitgehend vorhanden, städtebaulich und gartenkünstlerisch von Bedeutung | 09204612 |
|                                         | Mietshaus in geschlossener Bebauung in Ecklage, mit Vorgarten zur Barbarossastraße | Gerhart-Hauptmann-Platz 1 (Karte)                                                                               | 1893                                                                              | Anspruchsvoll gestalteter Mietsbau in markanter städtebaulicher Situation, baugeschichtlich von Bedeutung | 09204471 |
| Weitere Bilder                          | Mietshaus in offener Bebauung in Ecklage, mit Vorgarten | Gerichtsstraße 1 (Karte)                                                                                        | Ende 19. Jahrhundert                                                              | Qualitätvoller Mietsbau mit markantem Eckmotiv in dominierender städtebaulicher Position, baugeschichtlich von Bedeutung | 09204587 |
| Weitere Bilder                          | Mietshaus in offener Bebauung in Ecklage, mit Vorgarten | Heinrich-Beck-Straße 1 (Karte)                                                                                  | Um 1905                                                                           | Anspruchsvoll gestalteter Mietsbau mit neobarocken Formmotiven, markante städtebauliche Situation, baugeschichtlich von Bedeutung | 09204373 |
| Weitere Bilder                          | Schulkomplex, bestehend aus dem Schulbau, der Turnhalle, dem Kinderhort, den beiden Verbinderbauten zwischen Schulgebäude und Turnhalle bzw. Kinderhort sowie der Freifläche um die Schule (Gebrüder-Grimm-Grundschule, ehemals Johannes-R.-Becher-Oberschule) | Heinrich-Beck-Straße 2 (Karte)                                                                                  | 1961–1963                                                                         | Authentisch und vollständig erhaltener Schul-Typenbau von baugeschichtlicher, bildungsgeschichtlicher sowie stadtgeschichtlicher Bedeutung | 09303788 |
| Weitere Bilder                          | Mietshaus (Hälfte eines Doppelhauses mit Nr. 22, dieses ehemals teilweise zerstört), mit Vorgarten und Einfriedungsmauer | Heinrich-Beck-Straße 20 (Karte)                                                                                 | Bezeichnet mit 1889                                                               | Anspruchsvoll gestalteter Mietsbau mit differenziertem Putzdekor, charakteristischer Mittelerker, baugeschichtlich von Bedeutung | 09204388 |
|                                         | Mietshaus in geschlossener Bebauung konzipiert, mit Vorgarten und Einfriedung | Heinrich-Beck-Straße 23 (Karte)                                                                                 | Um 1880                                                                           | Spätklassizistischer Wohnbau, Teil einer bemerkenswerten, teilweise zerstörten Reihenhausbebauung, zusammengehörig mit Heinrich-Beck-Straße 25 sowie mit Nr. 27, 29 und 33, baugeschichtlich von Bedeutung | 09204383 |
|                                         | Wohnhaus in offener Bebauung mit Vorgarten und Einfriedungsmauer | Heinrich-Beck-Straße 24 (Karte)                                                                                 | Um 1880                                                                           | Qualitätvoller spätklassizistischer Wohnbau mit differenziertem Bauschmuck, baugeschichtlich von Bedeutung | 09204389 |
|                                         | Mietshaus in geschlossener Bebauung mit Vorgarten und Einfriedung | Heinrich-Beck-Straße 25 (Karte)                                                                                 | Um 1880                                                                           | Spätklassizistischer Wohnbau, Teil einer bemerkenswerten, teilweise zerstörten Reihenhausbebauung, zusammengehörig mit Heinrich-Beck-Straße 23 sowie mit Nr. 27, 29 und 33, baugeschichtlich von Bedeutung | 09204384 |
|                                         | Mietshaus in geschlossener Bebauung mit Vorgarten und Einfriedung; | Heinrich-Beck-Straße 27 (Karte)                                                                                 | Um 1880                                                                           | Spätklassizistischer Wohnbau, dominierender Mittelteil einer bemerkenswerten, teilweise zerstörten Reihenhausbebauung, zusammengehörig mit Heinrich-Beck-Straße 23 sowie Nr. 25, 29 und 33, baugeschichtlich von Bedeutung | 09204385 |
|                                         | Mietshaus in offener Bebauung mit Vorgarten | Heinrich-Beck-Straße 28 (Karte)                                                                                 | 1911                                                                              | Zeittypischer Mietsbau mit bewegter Massengliederung, baugeschichtlich und städtebaulich von Bedeutung | 09204713 |
|                                         | Mietshaus in geschlossener Bebauung konzipiert, mit Vorgarten und Einfriedung | Heinrich-Beck-Straße 29 (Karte)                                                                                 | Um 1880                                                                           | Spätklassizistischer Wohnbau, Teil einer bemerkenswerten, teilweise zerstörten Reihenhausbebauung, zusammengehörig mit Heinrich-Beck-Straße 23 sowie mit Nr. 25, 27 und 33, baugeschichtlich von Bedeutung | 09204386 |
|                                         | Mietshaus in halboffener Bebauung konzipiert, mit Vorgarten und Einfriedung | Heinrich-Beck-Straße 33 (Karte)                                                                                 | Um 1880                                                                           | Spätklassizistischer Wohnbau, westliches Randstück einer bemerkenswerten, teilweise zerstörten Reihenhausbebauung, zusammengehörig mit Heinrich-Beck-Straße 23 sowie mit Nr. 25, 27 und 29, baugeschichtlich von Bedeutung | 09204387 |
|                                         | Doppelmietshaus in offener Bebauung, mit Einfriedung und Garten | Heinrich-Beck-Straße 57, 59 (Karte)                                                                             | Um 1910                                                                           | Qualitätvoller Mietsbau in gutem Erhaltungszustand, baugeschichtlich von Bedeutung | 09204493 |
|                                         | Miets- und Verwaltungsgebäude in Ecklage, genutzt von der Diakonie, mit Vorgarten und Einfriedung | Heinrich-Beck-Straße 64 (Karte)                                                                                 | Bezeichnet mit 1914                                                               | Mehrzweckgebäude von herausragender Gestaltungsqualität, im Reformstil der Zeit um 1910, einer der besten Vertreter dieser Stilphase in Chemnitz, anspruchsvolle Gestaltung des Eingangsbereichs, gesamter Bau nahezu unverändert, baugeschichtlich und städtebaulich von Bedeutung, baugeschichtlich von Bedeutung | 09204496 |
|                                         | Doppelmietshaus in offener Bebauung mit Vorgarten | Henriettenstraße 2, 4 (Karte)                                                                                   | 1887                                                                              | Nahe der Kaßbergauffahrt gelegenes gründerzeitliches Wohnhaus von stadtgeschichtlicher und baugeschichtlicher Bedeutung | 09247675 |
| Weitere Bilder                          | Doppelmietshaus (mit Kaßbergstraße 28) in Ecklage, mit Vorgarten | Henriettenstraße 5 (Karte)                                                                                      | 1884                                                                              | Qualitätvoller Mietsbau mit kräftiger Fassadengliederung in Ziegel und Sandstein, siehe auch unter Kaßbergstraße 28, baugeschichtlich von Bedeutung | 09204253 |
|                                         | Mietvilla mit Vorgarten und Einfriedung | Henriettenstraße 6 (Karte)                                                                                      | 1888                                                                              | Qualitätvoller gründerzeitlicher Mietsbau mit strenger Putzgliederung, baugeschichtlich von Bedeutung | 09204251 |
| Weitere Bilder                          | Mietshaus oder Verwaltungsgebäude, Eckhaus mit Vorgarten | Henriettenstraße 11 (Reichsstraße 48) (Karte)                                                                   | 1892                                                                              | Qualitätvoller Putzbau mit reichem Bauschmuck, zusammengehörig mit Reichsstraße 48, baugeschichtlich von Bedeutung | 09204706 |
|                                         | Doppelmietshaus mit Vorgarten (Nebenanlage) | Henriettenstraße 16, 18 (Karte)                                                                                 | 1894                                                                              | Qualitätvoller Mietsbau mit markanten Werksteindetails, baugeschichtlich von Bedeutung | 09204255 |
|                                         | Mietshaus in Ecklage mit Vorgarten | Henriettenstraße 23 (Karte)                                                                                     | 1899                                                                              | Gründerzeitliche Klinkerfassade, markante Eckausbildung durch kleines Türmchen, städtebaulich von Bedeutung, baugeschichtlich und städtebaulich von Bedeutung | 09302823 |
| Weitere Bilder                          | Mietshaus in offener Bebauung in Ecklage mit Vorgarten | Henriettenstraße 33 (Karte)                                                                                     | 1914                                                                              | Zurückhaltender, aber anspruchsvoll gestalteter Mietsbau, bewegte Massengruppierung durch Standerker und spitz übergiebelte Dacherker, charakteristische Gesimsgliederung, Kachelverkleidung und Stuckgliederung im Vestibül, baugeschichtlich von Bedeutung | 09204724 |
|                                         | Wohnhaus in halboffener Bebauung konzipiert, mit Vorgarten und Garten (Nebenanlagen) | Henriettenstraße 34 (Karte)                                                                                     | Mitte 1930er Jahre                                                                | Kubischer, turmartiger Wohnbau mit markantem Dachgesims, zusammengehörig mit der benachbarten Kreuzkirche (Henriettenstraße 36) und einheitlich mit dieser gestaltet, baugeschichtlich von Bedeutung | 09204725 |
| Weitere Bilder                          | Schule mit Grünfläche vor dem Schulgebäude und Schulhof (Dr.-Wilhelm-André-Gymnasium) | Henriettenstraße 35 (Karte)                                                                                     | 1908                                                                              | Mächtiger, platzbeherrschender Schulbau, hoher Ziergiebel beherrscht symmetrische Hauptansicht, qualitätvoller ornamentaler und figürlicher Schmuck, baugeschichtlich und ortsgeschichtlich von Bedeutung | 09204721 |
| Weitere Bilder                          | Kreuzkirche mit frei stehendem Glockenturm, Vorplatz mit umgrenzender Stützmauer und Treppen, weiterhin Vorgarten und Garten | Henriettenstraße 36 (Karte)                                                                                     | 1936                                                                              | Bemerkenswerter Kirchenbau der 1930er Jahre, ein Werk des Architekten Otto Bartning, der hohe Glockenturm überragt den Andréplatz und beherrscht das gesamte Viertel, künstlerisch und baugeschichtlich von Bedeutung | 09204723 |
| Weitere Bilder                          | Mietshaus in geschlossener Bebauung mit Vorgarten | Henriettenstraße 42 (Karte)                                                                                     | 1914                                                                              | Zeittypischer Putzbau in gleicher Gestaltung wie das benachbarte Wohn- und Geschäftshaus Barbarossastraße 71, städtebauliche und baugeschichtliche Bedeutung | 09206092 |
|                                         | Mietshaus in geschlossener Bebauung mit Vorgarten | Henriettenstraße 44 (Karte)                                                                                     | 1912                                                                              | Zeittypischer Putzbau in gleicher Gestaltung wie die Nachbarbebauung, im Reformstil der Zeit um 1910, baugeschichtlich und städtebaulich von Bedeutung | 09302824 |
|                                         | Mietshaus in geschlossener Bebauung in Ecklage | Henriettenstraße 45 (Karte)                                                                                     | 1914                                                                              | Hochwertiger Mietsbau in prominenter städtebaulicher Situation, reicher zeittypischer Putzdekor, Kachelverkleidung im Vestibül und im Treppenhaus, baugeschichtlich und städtebaulich von Bedeutung | 09204438 |
|                                         | Mietshaus in geschlossener Bebauung | Henriettenstraße 47 (Karte)                                                                                     | 1920er Jahre                                                                      | Schlichter Putzbau mit mittenbetonter Fassadengliederung und akzentuierten Schmuckdetails in den Formen eines gemäßigten Expressionismus, baugeschichtlich und städtebaulich von Bedeutung | 09204529 |
|                                         | Mietshaus in Ecklage in geschlossener Bebauung, mit Vorgarten | Henriettenstraße 48 (Karte)                                                                                     | 1912                                                                              | Städtebaulich bedeutsamer Putzbau, im Reformstil der Zeit um 1910, baugeschichtlich von Bedeutung | 09247862 |
| Weitere Bilder                          | Mietshaus in geschlossener Bebauung mit Vorgarten | Henriettenstraße 50 (Karte)                                                                                     | Um 1920                                                                           | Qualitätvoller Mietsbau mit kräftigem Fassadenrelief und hölzernen Säulen im ersten Obergeschoss, im Reformstil der Zeit um 1910, baugeschichtlich und städtebaulich von Bedeutung | 09203853 |
| Weitere Bilder                          | Mietshaus in geschlossener Bebauung in Ecklage, mit Vorgarten an der Erich-Mühsam-Straße | Henriettenstraße 51 (Karte)                                                                                     | 1912                                                                              | Qualitätvoller Mietsbau in markanter Ecksituation, Kachelverkleidung mit Deckenstuck im Vestibül, baugeschichtlich und städtebaulich von Bedeutung | 09204443 |
| Direkt Bild zu diesem Denkmal hochladen | Mietshaus in geschlossener Bebauung, mit Vorgarten | Henriettenstraße 57 (Karte)                                                                                     | 1931–1932                                                                         | Baugeschichtlich und ortsteilentwicklungsgeschichtlich von Bedeutung. Architekt Gotthold Puschmann zeichnete für die Pläne des 1931–1932 errichteten Gebäudes verantwortlich und übernahm die Bauleitung und die statische Berechnung. Bauherrin war die Chemnitzer Zentralbau GmbH, vertreten durch den Geschäftsführer und Regierungsbaurat Alfred Bach. Bei dem über Klinkersockel verputzten Wohngebäude handelt es sich um einen der wenigen nach dem Ersten Weltkrieg auf dem Kaßberg errichteten Neu- bzw. Lückenschließungsbauten. Das denkmalpflegerische Interesse besteht neben der erhaltenen Ausstattung vor allem in der erhaltenen Dachzone mit den als Zwischengeschoss erscheinenden Bodenkammern mit nicht ausgebautem Satteldach. Konzipiert war ein Dreispänner, dessen Waschküche im Kellergeschoss Einrichtung erfuhr. | 09306336 |
|                                         | Mietshaus in Ecklage in geschlossener Bebauung mit Vorgarten | Henriettenstraße 61 (Karte)                                                                                     | 1905                                                                              | Zeittypisches Wohngebäude in Klinkermischbauweise von ortsbildprägendem Wert, baugeschichtlich und städtebaulich von Bedeutung | 09205999 |
| Weitere Bilder                          | Mietshaus in geschlossener Bebauung mit Vorgarten | Henriettenstraße 65 (Karte)                                                                                     | 1910                                                                              | Zeittypisches Wohnhaus in Klinkermischbauweise mit gut erhaltener Ausstattung aus der Erbauungszeit von baugeschichtlichem und städtebaulichem Wert | 09301494 |
| Weitere Bilder                          | Mietshaus in geschlossener Bebauung mit Vorgarten | Henriettenstraße 67 (Karte)                                                                                     | 1909                                                                              | Qualitätvoller Mietsbau, dichter Fassadenschmuck, bemerkenswerte Dekorationsmalerei in Vestibül und Treppenhaus, baugeschichtlich und städtebaulich von Bedeutung | 09204561 |
|                                         | Mietshaus in halboffener Bebauung mit Vorgarten | Henriettenstraße 68 (Karte)                                                                                     | 1905                                                                              | Qualitätvoller Mietsbau in Klinkermischbauweise mit differenziertem, ausgewogenem Fassadenschmuck, ländliche Ziermotive (Fachwerk), baugeschichtlich und städtebaulich von Bedeutung | 09204562 |
| Weitere Bilder                          | Mietshaus in geschlossener Bebauung mit Vorgarten | Henriettenstraße 69 (Karte)                                                                                     | 1908                                                                              | Qualitätvoller Mietsbau mit dichtem Fassadenschmuck, baugeschichtlich und städtebaulich von Bedeutung | 09204566 |
|                                         | Mietshaus in geschlossener Bebauung mit Vorgarten | Henriettenstraße 71 (Karte)                                                                                     | 1908                                                                              | Qualitätvoller Mietsbau mit dichtem Fassadenschmuck, baugeschichtlich und städtebaulich von Bedeutung | 09204565 |
| Weitere Bilder                          | Mietshaus in geschlossener Bebauung mit Vorgarten | Henriettenstraße 73 (Karte)                                                                                     | 1907                                                                              | Qualitätvoller Mietsbau mit dichter Putzdekoration, Jugendstilmotive, symmetrisch mit Nr. 75, baugeschichtlich und städtebaulich von Bedeutung | 09204564 |
|                                         | Mietshaus in geschlossener Bebauung mit Vorgarten | Henriettenstraße 75 (Karte)                                                                                     | 1907                                                                              | Qualitätvoller Mietsbau mit dichter Putzdekoration, Jugendstilmotive, symmetrisch mit Nr. 73, baugeschichtlich und städtebaulich von Bedeutung | 09204569 |
|                                         | Mietshaus in Ecklage in geschlossener Bebauung, mit Laden und Vorgarten | Henriettenstraße 77 (Karte)                                                                                     | Um 1920                                                                           | Zeittypischer Putzbau von ortsbildprägender Bedeutung, im Reformstil der Zeit um 1910, baugeschichtlich von Bedeutung | 09205995 |
| Weitere Bilder                          | Mietshaus in geschlossener Bebauung mit Vorgarten | Henriettenstraße 78 (Karte)                                                                                     | 1906                                                                              | Mietshaus mit klar strukturierter Fassadengliederung, Fachwerkelement und Schweifgiebel, baugeschichtlich und städtebaulich von Bedeutung, baugeschichtlich und städtebaulich von Bedeutung | 09302822 |
|                                         | Mietshaus in geschlossener Bebauung mit Vorgarten und Einfriedungsmauer | Hoffmannstraße 28 (Karte)                                                                                       | 1930                                                                              | Schlichter, aber qualitätvoller, der Neuen Sachlichkeit angenäherter Mietsbau, baugeschichtlich von Bedeutung | 09204495 |
|                                         | Mietshaus in geschlossener Bebauung konzipiert, mit Vorgarten und Einfriedung | Hoffmannstraße 30 (Karte)                                                                                       | 1914                                                                              | Qualitätvoller Mietsbau mit bemerkenswerter Innenausstattung, im Reformstil der Zeit um 1910, baugeschichtlich von Bedeutung | 09204494 |
| Weitere Bilder                          | Mietshaus in halboffener Bebauung konzipiert, mit Vorgarten und Resten der Einfriedung (Haubold-Haus, „Amerikahaus“) | Hoffmannstraße 45 (Karte)                                                                                       | Um 1930                                                                           | Bemerkenswerter Wohnbau in den strengen Formen der Neuen Sachlichkeit, rückwärtig markanter zylinderförmiger Treppenturm, Architekt: Max Feistel, baugeschichtlich von Bedeutung | 09204576 |
| Weitere Bilder                          | Mietshaus in geschlossener Bebauung mit Vorgarten | Hoffmannstraße 52 (Karte)                                                                                       | Um 1930                                                                           | Bemerkenswerter Wohnbau in den strengen Formen der Neuen Sachlichkeit, rückwärtig zwei markante, halbrund vorspringende Treppenhäuser, baugeschichtlich von Bedeutung | 09204577 |
| Weitere Bilder                          | Doppelmietshaus in geschlossener Bebauung mit Vorgarten und Einfriedung | Hoffmannstraße 58, 60 (Karte)                                                                                   | 1914                                                                              | Anspruchsvoll gestalteter Mietsbau, markante Schieferverkleidung im dritten Obergeschoss, zwei symmetrische, turmartige Aufsätze charakterisieren die Fassade, baugeschichtlich von Bedeutung | 09204570 |
| Weitere Bilder                          | Katholische Kirche St. Johannes Nepomuk | Hohe Straße 1 (Karte)                                                                                           | 1953–1955                                                                         | Aufwendigster Kirchenneubau in Chemnitz nach 1945, konservativ gestalteter Sakralbau des Architekten Willy Schönefeld, baugeschichtlich von Bedeutung | 09204590 |
| Weitere Bilder                          | Gebäude der ehemaligen Chemnitzer Gewerbekammer, mit Teilen des Gartens und Einfriedung (Bundesvermögensamt) | Hohe Straße 8 (Karte)                                                                                           | 1911–1912                                                                         | Qualitätvoller villenartiger Bau mit markantem Eingangsmotiv und differenzierter Putzgliederung, bemerkenswerte Innenausstattung, baugeschichtlich von Bedeutung | 09204592 |
|                                         | Mietshaus in geschlossener Bebauung konzipiert, mit Vorgarten | Hohe Straße 15 (Karte)                                                                                          | 1882                                                                              | Qualitätvoller gründerzeitlicher Mietsbau mit symmetrischer Fassadengliederung, bemerkenswerte ornamentale Details, markante pfeilergestützte Balkons, baugeschichtlich und städtebaulich von Bedeutung | 09204591 |
| Weitere Bilder                          | Gerichtsgebäude mit Vorgarten (Landgericht) | Hohe Straße 19 (Karte)                                                                                          | 1878–1879                                                                         | Repräsentatives Bauwerk in Neorenaissanceformen, weitestgehend original, einziger erhaltener Teil einer ursprünglich dreiflügeligen Anlage (Hauptflügel an der Gerichtsstraße kriegszerstört), vergleiche auch Hohe Straße 23 (Erweiterungsbau), baugeschichtlich und ortsgeschichtlich von Bedeutung | 09204588 |
| Weitere Bilder                          | JVA-Chemnitz/Kaßberg (Sachgesamtheit), ehemalige Königl.-Sächs. Gefangenenanstalt Chemnitz | Hohe Straße 21 (Karte)                                                                                          | 1877                                                                              | Sachgesamtheit ehemalige JVA-Chemnitz/Kaßberg, mit dem Einzeldenkmal: Gefangenenanstalt (siehe 09204602, gleiche Anschrift) sowie Ummauerung, drei Türme und Höfe (Sachgesamtheitsteile); baugeschichtlich, justizgeschichtlich und zeitgeschichtlich von Bedeutung | 09305122 |
| Weitere Bilder                          | Gefängnis mit vier Flügeln | Hohe Straße 21 (Karte)                                                                                          | 1877                                                                              | Einzeldenkmal der Sachgesamtheit JVA-Chemnitz/Kaßberg; architektonisch bemerkenswerte, in ihrer Gesamtform weitgehend original erhaltene historische Gefängnisanlage, für die Erbauungszeit sehr moderne Gefängnisanlage, charakteristische kompakte Gruppierung von kubischen Baukörpern, baugeschichtlich, justizgeschichtlich und zeitgeschichtlich von Bedeutung | 09204602 |
| Weitere Bilder                          | Erweiterungsbau des Amtsgerichts mit Vorgarten | Hohe Straße 23 (Karte)                                                                                          | 1927–1928                                                                         | Anspruchsvoll gestaltetes, stilistisch dem Neuen Bauen angenähertes Gebäude, markanter, über Eck gestellter Treppenturm, Architekten: Oskar Kramer und Ernst Dutzmann, Finanzministerium Dresden; vergleiche auch Hohe Straße 19 (Ursprungsbau), baugeschichtlich und ortsgeschichtlich von Bedeutung | 09204589 |
| Weitere Bilder                          | Schule mit Turnhalle im Hof, Hausmeisterpavillon an der Straße, Vorgarten und Einfriedung mit Toranlage (Karl-Schmidt-Rottluff-Gymnasium, Haus 1, ehemals Königliches Gymnasium)                                                                               | Hohe Straße 25 (Karte)                                                                                          | 1871–1872 (Schule); um 1930 (Einfriedung und Hausmeisterpavillon)                 | Repräsentativer Schulbau in Neorenaissanceformen, einer der besten Vertreter seiner Gattung in Chemnitz, charakteristischer Eingangspavillon im Stil der Neuen Sachlichkeit, baugeschichtlich und ortsgeschichtlich von Bedeutung | 09204599 |
|                                         | Villa mit Garten und Einfriedung | Hohe Straße 27 (Karte)                                                                                          | 1900                                                                              | Anspruchsvoll gestalteter Villenbau in beherrschender Lage mit ländlichen Formdetails (Fachwerk), sehr guter Zustand, baugeschichtlich von Bedeutung | 09204600 |
| Weitere Bilder                          | Villa mit Garten, Stützmauer und Einfriedung | Hohe Straße 29 (Karte)                                                                                          | 1907                                                                              | Repräsentativer Villenbau in dominierender städtebaulicher Situation, bemerkenswerte Innenausstattung, baugeschichtlich von Bedeutung | 09204601 |
| Weitere Bilder                          | Ehemaliges Verwaltungsgebäude (Bezirksverwaltung des ehemaligen Ministeriums für Staatssicherheit, heute Schule), mit Vorgarten und Einfriedung (Karl-Schmidt-Rottluff-Gymnasium, Haus 2, ehemals Königliche Bezirkssteuereinnahme)                            | Hohe Straße 35 (Karte)                                                                                          | 1903                                                                              | Repräsentativer Regierungsbau in Formen der späten Neogotik und Neorenaissance, mit bewegter Kontur durch übergiebelte Dacherker, baugeschichtlich und ortsgeschichtlich von Bedeutung | 09204248 |
|                                         | Mietshaus in halboffener Bebauung mit Vorgarten | Horst-Menzel-Straße 10 (Karte)                                                                                  | 1910                                                                              | Typischer gründerzeitlicher Mietshausbau im geschlossenen Quartier mit reicher originaler Ausstattung, baugeschichtlich und städtebaulich von Bedeutung, baugeschichtlich von Bedeutung | 09202142 |
|                                         | Mietshaus in geschlossener Bebauung mit Vorgarten | Horst-Menzel-Straße 13 (Karte)                                                                                  | 1914                                                                              | Zeittypischer Putzbau mit gut erhaltener Innenausstattung von baugeschichtlichem Wert | 09300732 |
| Weitere Bilder                          | Mietshaus in geschlossener Bebauung mit Vorgarten | Horst-Menzel-Straße 15 (Karte)                                                                                  | 1911                                                                              | Putzbau im Reformstil der Zeit um 1910, mit gut erhaltener Innenausstattung, baugeschichtlich und städtebaulich von Bedeutung, baugeschichtlich von Bedeutung | 09303058 |
| Weitere Bilder                          | Teile des Kontorhauses (Nr. 16, 16a, 16b), Sudhaus (Nr. 18), Torhaus (Nr. 20) und Teile des Malzhauses (Nr. 22, 22a–22d) sowie Malzkeller einer ehemaligen Brauerei (Societätsbrauerei Altendorf)                                                              | Horst-Menzel-Straße 16, 16a, 16b, 18, 20, 22, 22a, 22b, 22c (Karte)                                             | Ab 1848 (Brauereikeller); Ende 19. Jahrhundert (Malzhaus, Kontorhaus und Sudhaus) | An der Horst-Menzel-Straße gelegene Produktionsgebäude mit anspruchsvoller einheitlicher Fassadengestaltung, im Stadtbild präsent, die ehemaligen Malzkeller sowohl in den Bereichen des Malz- und Kontorhauses als auch im rückwärtigen ehemaligen Brauereigelände noch vorhanden, baugeschichtlich und technikgeschichtlich von Bedeutung | 09204536 |
| Weitere Bilder                          | Mietshaus in Ecklage mit Vorgarten | Horst-Menzel-Straße 17 (Karte)                                                                                  | 1905                                                                              | Baugeschichtlich und städtebaulich von Bedeutung, interessante Ecklösung mit drei bogenförmigen Giebeln, baugeschichtlich und städtebaulich von Bedeutung | 09302825 |
| Weitere Bilder                          | Wohnhauszeile aus fünf Mietshäusern (mit Walter-Oertel-Straße 57–63, ungerade) in geschlossener Blockrandbebauung, mit Vorgarten | Horst-Menzel-Straße 25 (Karte)                                                                                  | Mitte 1930er Jahre                                                                | Unter den zahlreichen Wohnanlagen der 1930er Jahre auf dem Kaßberg ist diese die am sorgfältigsten gestaltete, differenzierte Putzgliederung, siehe auch unter Walter-Oertel-Straße 57–63, baugeschichtlich von Bedeutung | 09203847 |
|                                         | Mietshaus in Ecklage, mit Vorgarten und Resten der Einfriedung | Horst-Menzel-Straße 28 (Karte)                                                                                  | 1914                                                                              | Qualitätvoller Etagenwohnbau mit zeittypischer Putzdekoration, Kachelverkleidung und Deckenstuck im Vestibül, baugeschichtlich und städtebaulich von Bedeutung | 09204556 |
|                                         | Mietshaus in geschlossener Bebauung mit Vorgarten und Einfriedung | Horst-Menzel-Straße 30 (Karte)                                                                                  | 1896                                                                              | Qualitätvoller Etagenwohnbau mit zeittypischer Putzdekoration, Kachelverkleidung und Deckenstuck im Vestibül, baugeschichtlich und städtebaulich von Bedeutung | 09204557 |
|                                         | Mietshaus in geschlossener Bebauung mit Vorgarten | Horst-Menzel-Straße 31 (Karte)                                                                                  | 1912                                                                              | Stadtteiltypischer Wohnbau im Reformstil der Zeit um 1910, mit originaler Ausstattung, baugeschichtlich und städtebaulich von Bedeutung, baugeschichtlich und städtebaulich von Bedeutung | 09202143 |
|                                         | Mietshaus in geschlossener Bebauung mit Vorgarten und Einfriedungsmauer | Horst-Menzel-Straße 32 (Karte)                                                                                  | 1913                                                                              | Qualitätvoller Etagenwohnbau mit symmetrischer Putzgliederung, Kachelverkleidung und Deckenstuck im Vestibül, baugeschichtlich und städtebaulich von Bedeutung | 09204578 |
|                                         | Mietshaus in geschlossener Bebauung mit Vorgarten und Einfriedung | Horst-Menzel-Straße 33 (Karte)                                                                                  | 1912                                                                              | Qualitätvoller Mietsbau mit klar gegliederter, vertikal betonter Fassade, anspruchsvoll gestaltetes Vestibül, baugeschichtlich und städtebaulich von Bedeutung | 09204533 |
|                                         | Mietshaus in geschlossener Bebauung mit Vorgarten und Einfriedung | Horst-Menzel-Straße 34 (Karte)                                                                                  | 1912                                                                              | Qualitätvoller Etagenwohnbau mit markanter Putzgliederung, Kachelverkleidung und Deckenstuck im Vestibül, baugeschichtlich und städtebaulich von Bedeutung | 09204579 |
|                                         | Mietshaus in geschlossener Bebauung mit Vorgarten und Einfriedung | Horst-Menzel-Straße 35 (Karte)                                                                                  | 1911                                                                              | Qualitätvoller Mietsbau mit symmetrischer Fassadengliederung, bemerkenswerte Vestibül- und Treppenhausgestaltung, gestalterisch einheitlich mit dem Nachbarhaus Nr. 37, baugeschichtlich und städtebaulich von Bedeutung | 09204534 |
|                                         | Mietshaus in geschlossener Bebauung konzipiert, mit Vorgarten | Horst-Menzel-Straße 37 (Karte)                                                                                  | 1911                                                                              | Qualitätvoller Mietsbau mit symmetrischer Fassadengliederung, bemerkenswerte Vestibül- und Treppenhausgestaltung, gestalterisch einheitlich mit dem Nachbarhaus Nr. 35, baugeschichtlich und städtebaulich von Bedeutung | 09204535 |
|                                         | Mietshaus in geschlossener Bebauung | Hübschmannstraße 6 (Karte)                                                                                      | 1904                                                                              | Schlichter Mietsbau mit symmetrisch gegliederter Fassade, interessante Dekordetails in barockisierenden Jugendstilformen, baugeschichtlich und städtebaulich von Bedeutung | 09204347 |
|                                         | Mietshaus in geschlossener Bebauung | Hübschmannstraße 6a (Karte)                                                                                     | Um 1910                                                                           | Repräsentativer Putzbau im Reformstil der Zeit um 1910, von städtebaulicher und geschichtlicher Bedeutung | 09247878 |
|                                         | Mietshaus in geschlossener Bebauung | Hübschmannstraße 8 (Karte)                                                                                      | 1912                                                                              | Qualitätvoller Mietsbau mit zurückhaltender, aber differenziert gestalteter Fassade, Vestibül und Treppenhaus mit anspruchsvoller, gut erhaltener Ausstattung, baugeschichtlich und städtebaulich von Bedeutung | 09204348 |
|                                         | Mietshaus in geschlossener Bebauung | Hübschmannstraße 10 (Karte)                                                                                     | 1911                                                                              | Qualitätvoller Mietsbau mit aufwendig gegliederter und maßvoll dekorierter Putzfassade, baugeschichtlich und städtebaulich von Bedeutung | 09204349 |
|                                         | Mietshaus in geschlossener Bebauung | Hübschmannstraße 15 (Karte)                                                                                     | 1900                                                                              | Qualitätvoller Etagenwohnbau mit differenzierter Putzgliederung, baugeschichtlich und städtebaulich von Bedeutung | 09204516 |
| Weitere Bilder                          | Mietshaus in geschlossener Bebauung in Ecklage mit Vorgarten („Die Kyffhäuser Burg“) | Hübschmannstraße 19 (Karte)                                                                                     | 1909                                                                              | Etagenwohnbau von herausragender Gestaltungsqualität, charakteristische Akzentuierung der Gebäudekanten durch Sandsteinbänder, bemerkenswerte figürliche Schmuckdetails, baugeschichtlich und städtebaulich von Bedeutung | 09204517 |
|                                         | Mietshaus in geschlossener Bebauung mit Vorgarten | Hübschmannstraße 21 (Karte)                                                                                     | 1913                                                                              | Anspruchsvoll gestalteter Etagenwohnbau mit markanter Lisenengliederung in Putz, im Vestibül Kachelverkleidung und Putzdekor, baugeschichtlich und städtebaulich von Bedeutung | 09204507 |
| Weitere Bilder                          | Mietshaus in geschlossener Bebauung mit Vorgarten und Einfriedung | Hübschmannstraße 23 (Karte)                                                                                     | 1913                                                                              | Anspruchsvoll gestalteter Etagenwohnbau, straffe Lisenengliederung, differenzierter Putzdekor, im Vestibül Kachelverkleidung und Stuckelemente, baugeschichtlich und städtebaulich von Bedeutung | 09204508 |
|                                         | Mietshaus in geschlossener Bebauung mit Vorgarten | Hübschmannstraße 24 (Karte)                                                                                     | 1911                                                                              | Qualitätvoller Mietsbau mit differenzierter Putzgliederung, baugeschichtlich und städtebaulich von Bedeutung | 09204421 |
|                                         | Mietshaus in geschlossener Bebauung mit Vorgarten und Einfriedung | Hübschmannstraße 25 (Karte)                                                                                     | 1914                                                                              | Anspruchsvoll gestalteter Etagenwohnbau, charakteristische Fassadengliederung durch polygonale Standerker mit dazwischengehängten Balkons, baugeschichtlich und städtebaulich von Bedeutung | 09204509 |
|                                         | Doppelmietshaus in geschlossener Bebauung mit Vorgarten | Hübschmannstraße 28, 30 (Karte)                                                                                 | 1914                                                                              | Hochwertiger Etagenwohnbau im Reformstil der Zeit um 1910, charakteristische Fassadengliederung durch Rücksprung, symmetrisch gegliedert, baugeschichtlich und städtebaulich von Bedeutung | 09204420 |

## Ehemalige Denkmäler
| Bild                                    | Bezeichnung                                                       | Lage                                  | Datierung | Beschreibung                                              | ID |
| --------------------------------------- | ----------------------------------------------------------------- | ------------------------------------- | --------- | --------------------------------------------------------- | -- |
| Direkt Bild zu diesem Denkmal hochladen | Fabrikgebäude                                                     | Beyerstraße 3 (Karte)                 |           | Abgerissen 2009, Streichung aus der Denkmalliste vor 2010 |    |
| Weitere Bilder                          | Fabrikgebäude Firma A. Loose und VEB Kaltverformungsmaschinenwerk | Erzbergerstraße 3 (Karte)             | 1894      | Saniert, Streichung aus der Denkmalliste vor 2010         |    |
| Weitere Bilder                          | Mietshaus und Vorgarten                                           | Heinrich-Beck-Straße 22 (Karte)       | Um 1880   | Saniert, Streichung aus der Denkmalliste vor 2010         |    |
| Weitere Bilder                          | Böschungsmauer und Einfriedung                                    | Hohe Straße (Ecke Weststraße) (Karte) |           | Vorhanden, Streichung aus der Denkmalliste vor 2010       |    |

## Tabellenlegende
- Bild: Bild des Kulturdenkmals, ggf. zusätzlich mit einem Link zu weiteren Fotos des Kulturdenkmals im Medienarchiv Wikimedia Commons. Wenn man auf das Kamerasymbol klickt, können Fotos zu Kulturdenkmalen aus dieser Liste hochgeladen werden:
- Bezeichnung: Denkmalgeschützte Objekte und ggf. Bauwerksname des Kulturdenkmals
- Lage: Straßenname und Hausnummer oder Flurstücknummer des Kulturdenkmals. Die Grundsortierung der Liste erfolgt nach dieser Adresse. Der Link (Karte) führt zu verschiedenen Kartendiensten mit der Position des Kulturdenkmals. Fehlt dieser Link, wurden die Koordinaten noch nicht eingetragen. Sind diese bekannt, können sie über ein Tool mit einer Kartenansicht einfach nachgetragen werden. In dieser Kartenansicht sind Kulturdenkmale ohne Koordinaten mit einem roten bzw. orangen Marker dargestellt und können durch Verschieben auf die richtige Position in der Karte mit Koordinaten versehen werden. Kulturdenkmale ohne Bild sind an einem blauen bzw. roten Marker erkennbar.
- Datierung: Baubeginn, Fertigstellung, Datum der Erstnennung oder grobe zeitliche Einordnung entsprechend des Eintrags in der sächsischen Denkmaldatenbank
- Beschreibung: Kurzcharakteristik des Kulturdenkmals entsprechend des Eintrags in der sächsischen Denkmaldatenbank, ggf. ergänzt durch die dort nur selten veröffentlichten Erfassungstexte oder zusätzliche Informationen
- ID: Vom Landesamt für Denkmalpflege Sachsen vergebene, das Kulturdenkmal eindeutig identifizierende Objekt-Nummer. Der Link führt zum PDF-Denkmaldokument des Landesamtes für Denkmalpflege Sachsen. Bei ehemaligen Kulturdenkmalen können die Objektnummern unbekannt sein und deshalb fehlen bzw. die Links von aus der Datenbank entfernten Objektnummern ins Leere führen. Ein ggf. vorhandenes Icon  führt zu den Angaben des Kulturdenkmals bei Wikidata.

## Ausführliche Denkmaltexte
1. ↑  Mietshaus Agricolastraße 4:

Das sich in geschlossener Bebauung befindliche Mietshaus mit Vorgarten wurde für Herrn August Hermann Kunze 1896 entworfen und bald darauf erbaut.

Über dem als kräftiger Sockel hervortretenden Kellergeschoss erheben sich vier Vollgeschosse sowie ein Dachgeschoss mit vier gleichmäßig angeordneten Gaupen. Die Mittelachse des Gebäudes wird durch einen leicht hervortretenden übergiebelten Risalit betont. Im Bereich des ersten und zweiten Obergeschosses wurden Balkone angebracht. Die ziegelrote Klinkerfassade wird mit ausgewogenen Schmuck- und Gliederungselementen aus Porphyr wie Putzspiegeln, profilierten Fensterrahmungen sowie vereinzelten Fenstergiebeln und bedachenden -gesimsen bereichert. Im Vestibül befindet sich auch Deckenstuck.

Im Jahr 1999 wurde dem Bauantrag zur Sanierung, Dachausbau, Aufzugsanbau und Balkonanbau die denkmalschutzrechtliche Zustimmung erteilt. Ziel waren der Erhalt beziehungsweise die denkmalgerechte Instandsetzung historischer Bauteile und Ausstattungen. Sie dienen als Träger der geschichtlichen und handwerklichen Informationen des um die Jahrhundertwende errichteten Wohnhauses. Die Auflagen bezogen sich unter anderen auf die Neueindeckung des Daches sowie die Anordnung der neuen Gauben, die Aufarbeitung der Fassade, dem Erhalt und der Aufarbeitung der fast vollständig erhaltenen Kastenfenster und der originalen Haustür sowie der Gestaltung der Außenanlage.

Der Denkmalwert des Objektes ergibt sich aus seiner baugeschichtlichen wie auch städtebaulichen Bedeutung. Die verwendeten Elemente der Fassadengestaltung, welche durch das Nachahmen früherer Stile gekennzeichnet sind, bilden eine wesentliche Facette der Architektur vor 1900. Aus dieser Tatsache ergibt sich die baugeschichtliche Bedeutung des Hauses. Neben seinem Zeugniswert für die Architektur des ausgehenden 19. Jahrhunderts ist das hier zu beurteilende Objekt auch stadtentwicklungsgeschichtlich von Belang. Es dokumentiert im Zusammenhang mit der umgebenden Bebauung die städtebauliche Erschließung des Kaßbergs während des 19. Jahrhunderts als großbürgerliches Stadterweiterungsgebiet, als Folge der prosperierenden Industriemetropole Chemnitz.
2. ↑  Mietshaus Agricolastraße 8:

Das sich in geschlossener Bebauung befindliche Mietshaus mit Vorgarten wurde 1896 für Herrn Richard Schüppel vom Baugeschäft Richard Schüppel entworfen und bald darauf ausgeführt.

Über dem von einem Gesims begrenzten Kellergeschoss erheben sich vier Vollgeschosse sowie ein Dachgeschoss. Das mit kräftigen horizontalen Putzstreifen strukturierte Erdgeschoss tritt als kräftiger Sockel des Gebäudes in Erscheinung. Die hellrote Klinkerfassade wird mit ausgewogenen Schmuck- und Gliederungselementen bereichert. An den beiden Außenseiten der Fassade wurden je zwei Fensterachsen durch Pilaster gerahmt und von einem Dacherker mit Dreiecksgiebel überfangen. Statt der Fenstergesimse, wie im Mittelteil der Fassade wurden die Fenster mit Rundbogen- und Dreiecksgiebeln bekrönt. Die Giebelfelder wurden mit barockisierenden Putzmedaillons versehen. Das dritte Obergeschoss wird optisch durch ein kräftiges, verkröpftes Gurt- und Kranzgesims getrennt. Zudem zeichnet es sich durch Rundbogenfenster aus. Erwähnenswert sind der aus der Erbauungszeit stammende Putz im Erdgeschoss sowie die originale Haustür.

Der Denkmalwert des Objektes ergibt sich aus seiner baugeschichtlichen wie auch städtebaulichen Bedeutung. Die verwendeten Elemente der Fassadengestaltung, welche durch das Nachahmen früherer Stile gekennzeichnet sind, bilden eine wesentliche Facette der Architektur vor 1900. Aus dieser Tatsache ergibt sich die baugeschichtliche Bedeutung des Hauses. Neben seinem Zeugniswert für die Architektur des ausgehenden 19. Jahrhunderts ist das hier zu beurteilende Objekt auch stadtentwicklungsgeschichtlich von Belang. Es dokumentiert im Zusammenhang mit der umgebenden Bebauung die städtebauliche Erschließung des Kaßbergs während des 19. Jahrhunderts als großbürgerliches Stadterweiterungsgebiet, als Folge der prosperierenden Industriemetropole Chemnitz.
3. ↑  Mietshaus Agricolastraße 10:

Das sich in geschlossener Bebauung befindliche Mietshaus mit Vorgarten wurde 1896 für Herrn Richard Schüppel vom Baugeschäft Richard Schüppel entworfen und bald darauf ausgeführt.

Über dem von einem Gesims begrenzten Kellergeschoss erheben sich vier Vollgeschosse sowie ein Dachgeschoss. Das verputzte Erdgeschoss tritt zusammen mit dem Kellergeschoss als kräftiger Sockel des Gebäudes in Erscheinung. Zudem zeichnet es sich durch Rundbogenfenster aus. Einen weiteren Akzent setzten die figurierten Schlusssteine der Rundbögen. Die rote Klinkerfassade wird mit ausgewogenen Schmuck- und Gliederungselementen bereichert. Beispielhaft stehen die Putzspiegel unterhalb der Fenster sowie die die Fenster bekrönenden Dreiecksgiebel im ersten Obergeschoss. Einen weiteren Akzent in der Fassadengestaltung setzt der linksseitige Risalit, welcher von einem Dacherker mit Dreiecksgiebel bekrönt wird. Der Risalit wird durch die Balkone mit markanter Metallbrüstung zusätzlich betont. Erwähnenswert sind die aus der Erbauungszeit stammenden Fenster und die Haustür. Im Vestibül befindet sich auch Deckenstuck.

Im Jahr 2000 wurde dem Bauantrag zum Umbau und der Sanierung des Wohnhauses mit Dachgeschossausbau und Balkonanbau die denkmalschutzrechtliche Zustimmung erteilt. Ziel waren der Erhalt beziehungsweise die denkmalgerechte Instandsetzung historischer Bauteile und Ausstattungen, welche im Inneren und Äußeren fast vollständig im Original erhalten sind. Sie dienen als Träger der geschichtlichen und handwerklichen Informationen des um die Jahrhundertwende errichteten Wohnhauses. Die Auflagen bezogen sich unter anderen auf das Dach hinsichtlich des Tragwerks und der Eindeckung, die Aufarbeitung der Fassade, dem Treppenhaus dem Erhalt und der Aufarbeitung originaler Kastenfenster und der Haustür sowie der Gestaltung der Außenanlage.

Der Denkmalwert des Objektes ergibt sich aus seiner baugeschichtlichen wie auch städtebaulichen Bedeutung. Die verwendeten Elemente der Fassadengestaltung, welche durch das Nachahmen früherer Stile gekennzeichnet sind, bilden eine wesentliche Facette der Architektur vor 1900. Aus dieser Tatsache ergibt sich die baugeschichtliche Bedeutung des Hauses. Neben seinem Zeugniswert für die Architektur des ausgehenden 19. Jahrhunderts ist das hier zu beurteilende Objekt auch stadtentwicklungsgeschichtlich von Belang. Es dokumentiert im Zusammenhang mit der umgebenden Bebauung die städtebauliche Erschließung des Kaßbergs während des 19. Jahrhunderts als großbürgerliches Stadterweiterungsgebiet, als Folge der prosperierenden Industriemetropole Chemnitz.
4. ↑  Mietshaus Agricolastraße 12:

Anfang März des Jahres 1897 stellte Friedrich August Moritz Rößler den Bauantrag für ein Wohnhaus auf seinem Grundstück Agricolastraße 12. Dieses Vorhaben kam aufgrund eines Eigentümerwechsels nicht zur Ausführung. Neuer Eigentümer war Gotthalf Moritz Brüx. Am 21. Juli 1897 beantragte er den Bau eines Vorderwohngebäudes mit Vorgarten und dazugehörigem Waschhaus, wofür er am 6. August 1897 die Genehmigung erhielt. Ausführender war der Chemnitzer Maurermeister und Architekt Bernhard Büttner.

Das Gebäude verfügt über vier Vollgeschosse sowie ein Dachgeschoss mit Dacherkern und Gaupen. Die Fassade des Hauses ist streng symmetrisch gestaltet. Das verputzte Erdgeschoss mit mittig gelegenem Eingangsbereich tritt zusammen mit dem weit angehobenen Kellergeschoss als kräftiger Sockel des Gebäudes in Erscheinung. Zudem zeichnet es sich durch  Segmentbogenfenster aus. Die gelbe Klinkerfassade wird mit ausgewogenen Schmuck- und Gliederungselementen der Neorenaissance bereichert. Hochrechteckige Fensterformate mit T- bzw. Kreuzstockteilung gliedern das Gebäude zusätzlich. Erstes und zweites Obergeschoss werden durch zwei umlaufende, verkröpfte Gurtgesimse, bekrönende Fenstergesimse sowie den gleichförmigen Fenstergewänden und deren Schlussstein optisch zusammengefasst. Paarweise gesetzte Konsolen im Bereich des Kranzgesimses verweisen auf die Platzierung der darüber liegenden Gaupen im Dachgeschoss. Die beiden Außenseiten der symmetrisch gegliederten Fassade werden durch eine breitere Fensterachse, der ein pilastergerahmter Standerker vorgesetzt ist, betont. Eine zusätzliche Hervorhebung erfolgt durch die reliefierten Brüstungsfelder des Standerkers im zweiten Obergeschoss, dem reliefierten Putzfeld oberhalb der Fenster des dritten Obergeschosses sowie den achsrechten Dacherkern mit Zwillingsbogenfenstern und ursprünglicher Bekrönung. Erwähnenswert sind einige aus der Erbauungszeit stammende Fenster sowie die Haustür. Im Inneren blieb die originale Ausstattung wie Treppenanlage, Fußböden, Stuck, Treppenhausfenster und Türen erhalten.

Ende des Jahres 1995 wurde dem Bauantrag zur Sanierung des Wohnhauses mit Dachgeschossausbau die denkmalschutzrechtliche Zustimmung erteilt. Die Auflagen bezogen sich unter anderen auf das Dach, die Aufarbeitung der Fassade, dem Treppenhaus, dem Erhalt und der Aufarbeitung originaler Fenster und der Haustür sowie der Gestaltung der Außenanlage. Im Jahr 2003 wurden nach Absprache mit dem Denkmalschutz erneut Sanierungs- und Instandsetzungsarbeiten vorgenommen.

Der Denkmalwert des Objektes ergibt sich aus seiner baugeschichtlichen wie auch städtebaulichen Bedeutung. Die verwendeten Elemente der Fassadengestaltung, welche durch das Nachahmen früherer Stile gekennzeichnet sind, bilden eine wesentliche Facette der Architektur vor 1900. Aus dieser Tatsache ergibt sich die baugeschichtliche Bedeutung des Hauses. Neben seinem Zeugniswert für die Architektur des ausgehenden 19. Jahrhunderts ist das hier zu beurteilende Objekt auch stadtentwicklungsgeschichtlich von Belang. Es dokumentiert im Zusammenhang mit der umgebenden Bebauung die städtebauliche Erschließung des Kaßbergs während des 19. Jahrhunderts als großbürgerliches Stadterweiterungsgebiet, als Folge der prosperierenden Industriemetropole Chemnitz.
5. ↑  Mietshaus Agricolastraße 14:

Für Herrn Carl Fischer entwarf der Architekt Bieber 1897 den für den Kaßberg typischen Mietwohnungsbau mit Vorgarten. Hofseitig wurden ein Waschhaus sowie eine Remise angelegt. Die Bauleitung übernahm Paul Fischer, vermutlich Carl Fischers Sohn. Das Gebäude ist in seiner Gesamtheit fast vollständig erhalten. Nach dem Zweiten Weltkrieg wurden Dach und Fassadenteile vereinfacht instand gesetzt. Angelehnt an das ursprüngliche Erscheinungsbild galt für die Sanierung des Gebäudes im Jahr 2000 beispielsweise die Auflage, anstatt der Dachliegefenster straßenseitig Gauben aufzubauen.

Ein häufig wiederkehrendes Gestaltungselement des Kaßbergs ist, wie auch bei diesem Gebäude, das als kräftiger Sockel in Erscheinung tretende Erdgeschoss. Durch den hier liegenden Eingangsbereich sowie der Lukarne im Dachbereich wird die Mittelachse des Gebäudes leicht hervorgehoben. Die streng symmetrisch gestaltete rote Klinkerfassade wird mit variierenden Schmuck- und Gliederungselementen bereichert.

Über dem angehobenen Kellergeschoss erheben sich vier Vollgeschosse sowie ein Dachgeschoss mit mittig angeordnetem Dacherker mit reliefiertem Dreiecksgiebel. Das Erdgeschoss mit mittig gelegenem Eingangsbereich tritt als kräftiger Sockel des Gebäudes in Erscheinung. Zudem zeichnet es sich durch Rundbogenfenster und dem Stichbogen über dem Eingangsbereich aus. Die Schlusssteine der Bögen agieren zugleich als Konsolen des Gurtgesimses. Die rote Klinkerfassade wird mit ausgewogenen, historisierenden Schmuck- und Gliederungselementen bereichert. Das zweite Obergeschoss hebt sich aufgrund der Dreiecksgiebel über den Fenstern besonders hervor. Deren Tympana wurden mit vollreliefierten Engelsköpfen versehen.

Der Denkmalwert des Objektes ergibt sich aus seiner baugeschichtlichen wie auch städtebaulichen Bedeutung. Die verwendeten Elemente der Fassadengestaltung, welche durch das Nachahmen früherer Stile gekennzeichnet sind, bilden eine wesentliche Facette der Architektur vor 1900. Aus dieser Tatsache ergibt sich die baugeschichtliche Bedeutung des Hauses. Neben seinem Zeugniswert für die Architektur des ausgehenden 19. Jahrhunderts ist das hier zu beurteilende Objekt auch stadtentwicklungsgeschichtlich von Belang. Es dokumentiert im Zusammenhang mit der umgebenden Bebauung die städtebauliche Erschließung des Kaßbergs während des 19. Jahrhunderts als großbürgerliches Stadterweiterungsgebiet, als Folge der prosperierenden Industriemetropole Chemnitz.
6. ↑  Mietshaus Agricolastraße 16:

Ein weiterer Bau, welcher 1897 für Herrn Richard Schüppel von dessen Baugeschäft errichtet wurde, ist das repräsentative Mietshaus Agricolastraße 16 in Chemnitz. Ein für das Baugeschäft Schüppel charakteristisches Gestaltungsmerkmal der Fassade ist das als kräftiger Sockel in Erscheinung tretende Erdgeschoss. Der horizontalen Gliederung entgegengesetzt sind die beiden Seitenrisalite, welche von Dacherkern mit geschwungenen Giebeln überfangen sind. Die rote Klinkerfassade wird mit variierenden historisierenden Schmuck- und Gliederungselementen vor allem im Bereich der Risalite bereichert. Als Besonderheit hervorzuheben ist, dass das Gebäude zu einem der wenigen, fast vollständig original erhaltenen Stadthäuser in Chemnitz gehört. Das Gebäude war bis zum Zeitpunkt der kompletten Instandsetzung in den 1990er Jahren ohne Dachgeschossausbau, vollständig bewohnt und aufgrund dessen in einem ausgesprochen guten Erhaltungszustand. Der Ausbau des Dachgeschosses sowie der begleitende Anbau von hofseitigen Balkonen erfolgte in den Jahren 2000/01 und 2009.

Als über ein hohes Maß an originalem Bestand verfügendes Gebäude ergeht sein Denkmalwert aus der baugeschichtlichen, städtebaulichen wie ortsgeschichtlichen Bedeutung. Die vorhandenen historischen Bauteile und Ausstattungen gelten als Träger und Übermittler der geschichtlichen und handwerklichen Traditionen.
7. ↑  Mietshaus Agricolastraße 18:

Der Bauunternehmer Richard Schüppel ließ 1898 das Mietshaus von seinem Baugeschäft entwerfen und bald darauf ausführen. Ein typisches gestalterisches Merkmal für den Kaßberg ist dabei die geschlossene Bauweise mit Vorgarten. Das mit kräftigen Putznuten strukturierte Erdgeschoss des Gebäudes tritt als mächtiger Sockel in Erscheinung. Eine starke Mittenbetonung erhält die Fassade durch den dreigeschossigen polygonalen Standerker mit einem schmiedeeisernen gebauchten Balkongeländer im dritten Obergeschoss sowie dem achsrechten Dacherker mit Doppelfenster und barockisierender Bekrönung. Dekordetails in Anlehnung an Formen der Renaissance und des Barocks bereichern den roten Klinkerbau.

Als ein auch für das Baugeschäft Schüppel typisches Beispiel ergeht sein Denkmalwert aus der ortsgeschichtlichen wie auch der baugeschichtlichen Bedeutung. Dokumentiert es doch den für den Kaßberg charakteristischen gründerzeitlich geprägten Wohnbau in geschlossener Karreebauweise.
8. ↑  Wohnhaus Agricolastraße 23:

Das Gebäude ist Bestandteil der typgleichen Reihenhausvillen Agricolastraße 23 bis 31. Der gesamte Gebäudekomplex wurde von 1896 bis 1897 durch den Kaufmann Armin Bretschneider und den Baumeister Paul Fiedler in Anlehnung an den englischen Landhausstil errichtet. Nach ihrer Fertigstellung wurden sie sogleich an neue Eigentümer verkauft. Der durchgängig zweigeschossige Wohnhauskomplex tritt aus der Straßenflucht weit zurück. Gemäß ihrer Funktion als Einfamilienhäuser sind die großen Vorgärten zu einem großen Teil mit schmiedeeisernen Zäunen eingefasst. Weitere einheitliche Merkmale dieses Ensembles sind die knappe Putzgliederung sowie die rhythmisch, paarweise wechselseitig, angeordneten Standerker. Die beiden im Krieg vollständig zerstörten Häuser 29 und 31 wurden Anfang der 1990er Jahre als Gemeindezentrum der Christengemeinschaft neu errichtet. Zwar erfährt dadurch die Rhythmisierung der Anlage einen Bruch, doch integriert sich der Bau gut in das Zeilenhausensemble.

Die am weitesten nach historischem Vorbild erhaltenen Bauten sind die Häuser 23 und 25. Nach ihrer Fertigstellung erwarb sie der Kaufmann Linus Aurich. Mitte der 1920er Jahre verkaufte er das Haus Nummer 25 an den Rechtsanwalt und Notar Dr. Edmund Wetzel. In dessen Familienbesitz verblieb das Haus bis 1989. Eine Besonderheit der beiden Häuser 23 und 25 sind die hölzernen Eingangsvorbauten, welche im Jahr 1915 ergänzt wurden. Über den Eingängen ist im Obergeschoss eine Loggia mit farbiger Bleiverglasung angeordnet. Es ist sehr wahrscheinlich, dass sich über dem Eingangsbereich der Nummer 27 und 33 sowie den nicht mehr vorhanden Gebäude Nummer 29 und 31 auch eine Loggia befand. Einen Hinweis darauf geben die Baupläne, der Konsolstein im Bereich des schmalen Gurtgesimses sowie die angeschnittenen, geschwungenen Kapitellsteine der Nummer 33.

Im Vergleich zu den sich anschließenden Reihenhäusern fällt der imposante Dacherker des Hauses Nummer 23 auf, welchen Linus Aurich 1915 aufsetzen ließ. Auch die Gestaltung des Eingangsbereiches zum Vorgarten ließ Linus Aurich 1921 in veränderte Weise ausführen. In den 1950er Jahren übernahm die Wohnungs- und Grundstücksverwaltung Karl-Marx-Stadt die Verwaltung des Gebäudes Nummer 23. Der damalige Miteigentümer des Grundstückes Helmut Aurich war im Westen Deutschlands wohnhaft.

Der Denkmalwert des Ensembles wie auch des einzelnen Objektes ergibt sich aus seiner personengeschichtlichen, baugeschichtlichen wie auch städtebaulichen Bedeutung. Neben seinem Zeugniswert für die Architektur des ausgehenden 19. Jahrhunderts ist das hier zu beurteilende Objekt auch stadtentwicklungsgeschichtlich von Belang. Es dokumentiert im Zusammenhang mit der umgebenden Bebauung die städtebauliche Erschließung des Kaßbergs Ende des 19. Jahrhunderts.
9. ↑  Mietshaus Agricolastraße 28:

Oswald Fischer übernahm 1904/05 die Errichtung des viergeschossigen Wohnhauses für den Bauherrn Josef Bartik. Der teils verputzte, teils in gelbem Klinker ausgeführte Bau weist eine symmetrische Fassadengestaltung auf. Eine leichte Mittenbetonung erfährt der Baukörper durch die Anordnung der Balkone an den Obergeschossen sowie dem mittigen Dacherker mit Zierfachwerk. Das rundbogige Freigespärre unterstreicht noch einmal das ländliche Formendetail. 1924/25 ließ der neue Eigentümer Franz Roeper einen Garageneinbau im angehobenen Kellergeschoss realisieren. In den Jahren nach dem Zweiten Weltkrieg bis in die 1960er hinein waren Handwerker und Baumaterial knapp. Dies hatte zur Folge, dass das städtische Bauamt über dringliche, größere zu realisierende Instandsetzungsmaßnahmen entschied. Auch dem Eigentümer Günther Roeper, wohnhaft in Oberlungwitz, wurde beschieden, dass immense bauliche Mängel an seinem Gebäude festgestellt und von den Mietern angezeigt wurden. Leider konnten die erforderlichen Maßnahmen für die Jahre 1963 und 1964 nicht mit berücksichtigt werden. Mit der Hausgemeinschaft sei nun zu beraten, welche Reparaturen selbst ausgeführt werden können.

Als Bestandteil des großbürgerlichen, zu Beginn des 20. Jahrhunderts weiter fortschreitenden Stadterweiterungsgebietes, dem Kaßberg, besitzt das Gebäude einen enormen städtebaulichen, stadtgeschichtlichen sowie ortsgeschichtlichen Wert. Zudem verfügt es über eine hohe baukünstlerische und wissenschaftliche Bedeutung.
10. ↑  Villa Ahornstraße 42:

Zu der Zeit, als der Kaßberg zunächst mit solitären Stadtvillen bebaut wurde, ließ der Stadtrat Johannes Heinrich Reitz 1881 ein repräsentatives Wohnhaus errichten. Im zurückhaltenden Stil der italienischen Neorenaissance mit zahlreichen original erhaltenen Details verfügt der kubische Putzbau über zwei Geschosse und ein flaches Walmdach. Umlaufende Gesimsbänder und Schmuckfriese gehören zur sparsam verwendeten Bauplastik. Ein leicht hervortretender Mittelrisalit mit verkröpften Friesen und Gesimsen zeichnet die der Straße zugewandte Fassade aus. Der Eingangsbereich befindet sich an der Ostfassade und wird von einem metallenen Baldachin überfangen. Im Zuge der Sanierung 1997 wurde zugleich eine Nutzungsänderung beantragt. Seitdem findet sich neben der auf das Dachgeschoss erweiterten Wohnnutzung im Erdgeschoss auch eine Tierarztpraxis.

Als charakteristisches und weitgehend ursprünglich erhaltenes Zeugnis für die Architektur der zweiten Hälfte des 19. Jahrhunderts gründet der Denkmalwert des Gebäudes auf seiner geschichtlichen, im Besonderen orts- und baugeschichtlichen sowie städtebaulichen Bedeutung.  Es dokumentiert die Bebauung des Kaßbergs mit solitären Stadtvillen noch vor der Zeit des nicht minder repräsentativen Mietwohnungsbaus.

Aufgrund der ausgezeichneten Südhanglage sowie der Nähe zum Industriegebiet an der Zwickauer Straße war die Ahornstraße der erste bebaute Straßenzug auf dem hinteren Kaßberg.
11. ↑  Mietvilla Ahornstraße 52:

Auftraggeber der herrschaftlichen Villa war der Geldschrankfabrikant F.E. Baum. Seit Januar 1898 saßen mehrfach wechselnde Planer an den Ausführungsplänen. Lieferten der Bauunternehmer Franz Fischer und der Architekt Ernst Igel erste Entwurfsideen, so oblagen die finalen Planungen und die Ausführung dem Maurermeister Philipp Klinger. Bezugsfertig wurde das Gebäude im März 1899. Nachfolgende Erweiterungen beinhalteten den Anbau eines rückwärtigen Wintergartens im Obergeschoss 1913, den Garageneinbau im Kellergeschoss 1928 sowie einen weiteren Balkonanbau an der Gartenfassade im Jahr 1939. Nach dem Zweiten Weltkrieg blieb das Gebäude ungenutzt im Besitz einer Erbengemeinschaft. Später diente die Villa als Verwaltungsgebäude der SED-Stadtbezirksleitung und als Kreisgericht. In den Jahren 1994/95 erfolgte die Sanierung der Villa, welche fortan als Bürogebäude genutzt wird. Ein besonderes Augenmerk des zweigeschossigen Putzbaus verdient das zweigeschossige Dach mit geschwungenem Ziergiebel. Weiterhin prägend für die straßenseitige Fassade sind der breite überdachte Standerker sowie der Loggienanbau mit Schmuckrelief im Erdgeschoss. Die im Original erhaltenen Fenster werden von Porphyrgewänden gefasst. Ihr Wechsel von Rundbogen- und gerade abschließenden Fenstern trägt zur weiteren baugestalterischen Bereicherung der Fassaden bei.

Als ein baukünstlerisch sehr markanter bürgerlicher Villenbau begründet sich dessen Denkmalwert zudem aus seiner städtebaulichen sowie geschichtlichen, im Besonderen orts- und baugeschichtlichen Bedeutung.
12. ↑  Mietshaus Andréstraße 1:

Bevor mit dem Neubau des Gebäudes begonnen wurde, gab es bereits verschiedene Eigentümer für das Grundstück. Der Kaufmann Armin Bretschneider besaß gemeinsam mit dem Baumeister Paul Fiedler im Mai 1898 das Recht der – zwar mit Vorbehalt genehmigten - Erschließung des Grundstückes. Bereits im September desselben Jahres reichte Herr Moritz Brüx einen Bauantrag zur Errichtung eines Eckhauses ein. Entworfen wurde das Gebäude vom Chemnitzer Architekten Bernhard Büttner. Der Baubeginn setzte Mitte 1899 ein – unter dem Bauunternehmer Hermann August Kunze aus Borna (Chemnitz), dem neuen Eigentümer. Nach der Fertigstellung ging das Gebäude letztlich an den Kaufmann Rudolf Kunath.

Das viergeschossige Eckgebäude an der André- und Agricolastraße besticht als hochwertiger Etagenwohnbau. Auffallend ist die bewegte Fassadengliederung durch Risalite und Standerker, Balkone, Frontispize sowie die markante Akzentuierung der Ecksituation mittels eines Ecktürmchens. Die hellgelbe Klinkerfassade wird mit detailreichen Schmuck- und Gliederungselementen bereichert.

Sein Denkmalwert ergibt sich für das Mietshaus aus der orts- und baugeschichtlichen wie auch der städtebaulichen Bedeutung. Als ein typisches repräsentatives Beispiel der historistischen Architektur Ende des 19. Jahrhunderts dokumentiert es die weiter fortschreitende Bebauung des Kaßbergs als großbürgerliches Wohnquartier.
13. ↑  Mietshaus Andréstraße 2:

Das viergeschossige Eckgebäude verfügt über eine symmetrisch gegliederte Klinkerfassade mit dezenten Schmuck- und Gliederungselementen. Eine städtebauliche Betonung der Ecke erfährt der Bau durch einen über alle Geschosse reichenden Standerker. Zur Erbauungszeit korrespondierte die Eckbetonung des Gebäudes mit jener der Andréstraße 1. Den ecknahen Risalit bekrönte ein Frontispiz, den Eckerker ein Turmaufbau. Die liegenden Dachfenster waren einst als Dachgaupen ausgeführt.

Für die endgültige Baugenehmigung benötigte der Bauherr Hermann August Kunze aus Borna (bei Chemnitz) ein wenig Geduld sowie Argumentationsgeschick. Der erste eingereichte Antrag im Oktober 1897 zur Errichtung eines Eckwohnhauses an der Agricola- und Marschallstraße (heute Andréstraße) mit Eckladen im Erdgeschoss wurde aufgrund eines zu geringen Grenzabstandes (Hofbreite 3,50 Meter) abgelehnt. Auch die überarbeitete Planung, welche eine Hofbreite von 4,10 Meter vorsah, führte nicht zur Genehmigung. Herr Kunze ging erneut in den Widerspruch und argumentierte, dass bei anderen Neubauten mit gleichen, sogar noch geringeren Grenzabständen die Baugenehmigung von der Stadt erteilt worden war. Im Januar 1898 gab die Baubehörde der Stadt dem Einspruch statt. Im März desselben Jahres wurde der bereits abgeänderte Antrag durch den Architekten Eulitz erneut eingereicht und kam im April 1898 zur Genehmigung.

Sein Denkmalwert ergibt sich für den Mietwohnungsbau aus der orts- und baugeschichtlichen wie auch der städtebaulichen Bedeutung. Als ein typisches Beispiel der historistischen Architektur Ende des 19. Jahrhunderts dokumentiert es die weiter fortschreitende Bebauung des Kaßbergs als großbürgerliches Wohnquartier.
14. ↑  Mietshaus Andréstraße 3:

Im Jahr 1898 konnte die Planung und Ausführung des Gebäudes abgeschlossen werden. Bauherr und Ausführender war der ortsansässige Maurermeister Carl Fischer. Der mehrgeschossige Putzbau in geschlossener Bebauung mit Vorgarten fällt durch seine klare Gliederung auf. Dem einfach verputzten Erdgeschoss folgt die am aufwendigsten gestaltete erste Etage; angelehnt an die Beletage herrschaftlicher Stadtvillen. In graduell zurücknehmender Weise schließen sich die Gestaltungen der beiden folgenden Geschosse an. Die Schmuck- und Formelemente wurden dem Barock entlehnt. Eine leichte Mittenbetonung erfährt der Bau durch den Dacherker. Im Innern blieben das Treppenhaus, die Treppengeländer sowie die Wohnungseingangstüren erhalten.

Die Denkmaleigenschaft des Gebäudes ergibt sich aus dem städtebaulichen sowie orts- und baugeschichtlichen Wert, dokumentiert es doch den für den Kaßberg charakteristischen gründerzeitlich geprägten Mietwohnungsbau im geschlossenen Karree.
15. ↑  Mietshaus Andréstraße 4:

Im August 1898 reichte Maurermeister Paul Jentzsch den Bauantrag für seinen Auftraggeber Hermann Kunze, Bauunternehmer in Borna bei Chemnitz, ein. Ein knappes Jahr später, im Juni 1899, konnte das Gebäude bezogen werden. Der vergleichsweise schmale Mietwohnungsbau hebt sich im Besonderen durch seinen imposanten Standerker mit dem darüber befindlichen Dacherker hervor. Über dem glatt verputzten Erdgeschoss steigen drei Obergeschosse als orangegelbe Klinkerfassade auf. Die Fassade ist mit variierenden Schmuck- und Gliederungselementen der Neorenaissance versehen. Um den schmalen Bau im Straßenbild stärker hervorzuheben verfügt er über eine ausgeprägte Horizontalgliederung. Erstes und zweites Obergeschoss trennt zum Erdgeschoss sowie zum dritten Obergeschoss ein breites Sohlbankgesims. Im dritten Obergeschoss ist das Sohlbankgesims mit dem Standerker verkröpft und bildet zugleich die Balkonbrüstung. Eine weitere Besonderheit des dritten Obergeschosses sind die Rundbogenfenster sowie die auf Höhe der beginnenden Bögen endende Klinkerverkleidung. Das somit optisch verbreiterte Dachgesims gewinnt dabei an horizontalem Gewicht. Im Inneren befinden sich ein mit Stuck dekoriertes Vestibül sowie die originale Ausstattung. Die Sanierung des Gebäudes Ende der 1990er Jahre geschah unter denkmalpflegerischen Gesichtspunkten. Zwischen 2000 und 2007 erfolgte der hofseitige Anbau einer Balkonanlage.

Die Denkmaleigenschaft des Gebäudes resultiert aus seiner baukünstlerischen, städtebaulichen sowie orts- und baugeschichtlichen Bedeutung. Es repräsentiert den für den Kaßberg charakteristischen gründerzeitlich geprägten Mietwohnungsbau in geschlossener Karreebauwiese.
16. ↑  Mietshaus Andréstraße 5:

Ein den Kaßberg prägendes Baugeschäft war jenes des Bauunternehmers Richard Schüppels. Auch dieser hochwertige gründerzeitliche Etagenwohnbau wurde von seinem Unternehmen 1897/98 errichtet. Über dem glatt verputzten Erdgeschoss mit Rundbogenfenstern steigen drei Obergeschosse, verkleidet mit rotem Ziegelverblender, sowie ein Dachgeschoss auf. Die Mitte des Gebäudes wird durch einen markanten Risalit mit Drillingsfenstern sowie einen Dacherker akzentuiert. Detailreicher, vorwiegend an Renaissancemotiven orientierter Bauschmuck gliedert und belebt die Fassade. An der hofseitigen Fassade wurden im Sommer 1909 von der Baufirma Richard Schüppel drei übereinander stehende Küchenaustritte angebaut. Zu dieser Zeit war das Gebäude im Besitz des Kaufmannes Paul Tetzner. Bis auf geringfügige Überformungen der Fassade wie auch einigen Fenstererneuerungen und Instandhaltungsmaßnahmen in den 1990er Jahren blieben das Gebäude und seine Ausstattung im Wesentlichen erhalten. So verfügt es beispielsweise über vier bauzeitliche Gaupen.

Der Denkmalwert des Objektes basiert auf seiner bau- und stadtgeschichtlichen sowie städtebaulichen Bedeutung. Für die sich an althergebrachten Stilen orientierende historisierende Architektur am Ende des 19. Jahrhunderts ist der markante Bau ein charakteristisches und weitgehend ursprünglich erhaltenes Zeugnis. Darüber hinaus dokumentiert es den für den Kaßberg charakteristischen gründerzeitlichen Mietwohnungsbau in geschlossener Karreebauweise mit Vorgarten.
17. ↑  Mietshaus Andréstraße 6:

Nach einem Eigentümerwechsel der bebaubaren Parzelle reichte im Januar 1900 der Architekt Herr Michaelis den Bauantrag im Namen des Bauherrn und Ausführenden Herrn Bauunternehmer Hermann August Kunze aus Borna bei Chemnitz ein. Vor der im März 1900 erteilten Baugenehmigung mussten die Pläne nochmals überarbeitet werden. Im Juni des folgenden Jahres konnte das Mietshaus in geschlossener Bebauung mit Vorgarten abgenommen werden. Im Jahr 1993 nahm man verschiedene Sanierungs- und Modernisierungsmaßnahmen vor. Im Jahr darauf folgte der hofseitige Balkonanbau. Eine weitere rückwärtige Balkonanlage wurde 2010 beantragt und 2011 genehmigt.

Das viergeschossige anspruchsvoll gestaltete Gebäude mit gelbem Ziegelverblender verfügt über eine leichte Mittenbetonung aufgrund des Hauseingangs, der andersartigen Fensterbekrönung im ersten und zweiten Obergeschoss sowie der kleinen Dachgaupe. Viel prominenter treten die seitlichen Achsen der Fassade in Erscheinung. Ihnen sind mit variierendem Baudekor versehene polygonale Standerker vorgestellt, die im Bereich des Daches von Dachhäusern bekrönt werden. Im Inneren des Hauses sind die Vorhalle und das Treppenhaus in originaler Ausgestaltung vorhanden.

Der Denkmalwert ergibt sich aus der baukünstlerischen, bau- und stadtgeschichtlichen sowie städtebaulichen Bedeutung des Bauwerks. Für die sich an althergebrachten Stilen orientierende historisierende Architektur ist der markante Bau ist ein charakteristisches und weitgehend ursprünglich erhaltenes Zeugnis. Er ist Bestandteil des großbürgerlichen Stadterweiterungsgebietes Chemnitz-Kaßberg.
18. ↑  Mietshaus Andréstraße 7:

Im Jahr 1898 reichte der Architekt Heinsius im Auftrag des Bauherrn Herrn Bürovorstand Carl Ortlepp den Antrag zum Bau eines Vorderwohngebäudes mit Vorgarten sowie eines Waschhauses ein. Den Bau übernahm Philipp Klinger. Zehn Jahre später folgte ein rückwärtiger flacher Anbau an das Wohngebäude, welcher von dem Chemnitzer Baumeister Johannes Claus ausgeführt wurde. Eine weitere Veränderung erfuhr das Gebäude durch den 1933 genehmigten Einbau einer Garage im Kellergeschoss. im Jahr 1992 begannen die Sanierungsarbeiten und umfassten die Schaffung einer Hofdurchfahrt im Bereich der Garage, den Neubau des westlichen Anbaus sowie die Nutzungsänderung des Erdgeschosses. 1994 folgte der Dachgeschossausbau, welcher den Neubau zweier Zwillingsgaupen einschloss.

Der viergeschossige Baukörper in geschlossener Bebauung verfügt über eine symmetrische Fassadengliederung mit dominanter Mittenbetonung. Ein polygonaler Standerker, welcher im dritten Obergeschoss als Balkon mit gebauchtem, schmiedeeisernem Geländer seinen Abschluss findet, betont die mittlere Fassadenachse. Einen weiteren Akzent der Mitte setzt das Zwerchhaus mit geschweiftem Giebel. Im Erdgeschoss ging der einstmals mit Putzfugen strukturierte Originalputz verloren. Die Obergeschosse wurden mit gelb-orangem Ziegelverblender versehen. Baudekor und Fensterformen variieren in den einzelnen Geschossen. Erhalten blieb die reiche Innendekoration.

Als ein repräsentatives, die weiter fortschreitende Bebauung des Kaßbergs charakterisierendes Beispiel ergeht der Denkmalwert des Mietshauses aus der ortsgeschichtlichen sowie bau- und städtebaulichen Bedeutung.
19. ↑  Mietshaus Andréstraße 8:

Zu den architektonisch reizvollsten Gebäuden des Kaßbergs gehört das viergeschossige Gebäude mit Vorgarten. Gustav Oske, städtischer Beamte, welcher später zum Amtsbaurat befördert wurde, ließ es 1899 in Planung gehen. Als Architekten konnte er Wenzel Bürger gewinnen. Dieser damals noch junge, doch sehr erfolgreiche Architekt ist Urheber zahlreicher Bauten des heutigen architektonischen Erbes der Stadt Chemnitz. 1899 vollendete er beispielsweise unter großer Anerkennung die ehemalige Synagoge am Stephansplatz. Im Jahr 1900 konnten die Arbeiten am gründerzeitlichen Etagenwohnbau des Herrn Oske abgeschlossen werden. Besonders markant sind die den Eingangsbereich flankierenden Turmaufbauten mit polygonalem Turmhelm. Stockwerkweise variierende Formmotive der Neogotik, ein mit Putten verzierter Steinfries wie auch die Fenstergliederung zeugen von der bemerkenswerten Gestaltungsqualität des Gebäudes. Der in Stein gefasste Eingangsbereich mit gedrehten Halbsäulen wird von zwei unter den Konsolsteinen des Balkons ruhenden Tieren in einer Mischung aus Fledermaus und Hund bewacht. Im Inneren verfügt das Gebäude über reichen Stuckdekor im Vestibül und beherbergt im Vergleich zu anderen Bürgerhäusern eine Rarität – eine aus Eichenholzbelägen auf gusseisernem Tragwerk bestehende Treppenanlage.

Als sehr repräsentatives Gebäude beherbergte es renommierte Mieter, wie einen Regierungsrat, Regierungsobermedizinalrat oder auch Oberlehrer. Zu den Mietern zählte auch Dr. Heinrich Sturm, welcher 1902 als erster Stadtrat und Stellvertreter des Bürgermeisters nach Chemnitz kam. Die erlesenen Mieter bedingten auch die Wohnungsgrößen. Befanden sich bauzeitlich im Erdgeschoss und seit 1921 im dritten Obergeschoss je zwei Wohnungen, so verfügten das erste und zweite Obergeschoss über je eine Etagenwohnung mit einer Größe von über 200 m². Erforderliche Sanierungsarbeiten, welche den Ausbau des Dachgeschosses beinhalteten, konnten im Oktober 2001 genehmigt und Ende 2002 abgeschlossen werden.

Aus dem baukünstlerischen, städtebaulichen sowie dem personen-, bau- und stadtentwicklungsgeschichtlichen Wert ergibt sich die Denkmaleigenschaft des hier zu beurteilenden Gebäudes. Für die sich an althergebrachten Stilen orientierende historisierende Architektur ist der markante Bau ein charakteristisches und weitgehend ursprünglich erhaltenes Zeugnis.
20. ↑  Mietshaus Andréstraße 9:

Im Eigenauftrag errichtete das Baugeschäft Richard Schüppel 1899/1900 den anspruchsvoll gestalteten Mietsbau. Dieser zeichnet sich durch eine symmetrische Fassadengliederung sowie reichem Fassadenschmuck aus. Über dem heute glatt verputzten Erdgeschoss mit Rundbogenfenstern erheben sich drei Vollgeschosse mit einer gelben Klinkerverblendung. Angelehnt an die barocke Formensprache variieren die Gestaltungs- und Schmuckelemente der einzelnen Etagen. Ein bauliches Gegengewicht zur horizontalen Gliederung – hervorgehoben durch das hohe Erdgeschoss sowie die Gesimsbänder – sind die beiden mächtigen Seitenrisalite, welche von Dachhäusern mit geschwungenem Giebel bekrönt werden. Sanierungsarbeiten in den Jahren 1995–1997 bezogen sich auf die Modernisierung des Wohnhauses mit weiterem Dachgeschossausbau.

Das Mietshaus in geschlossener Bebauung mit Vorgarten ist ein typisches repräsentatives Beispiel der historistischen Architektur Ende des 19. Jahrhunderts. Es dokumentiert die weiter fortschreitende Bebauung des Kaßbergs als großbürgerliches Wohnquartier. Sein Denkmalwert ergibt sich aus der bau- und ortsgeschichtlichen sowie städtebaulichen Bedeutung.
21. ↑  Mietshaus Andréstraße 11:

Das viergeschossige Eckgebäude verfügt über eine klar differenzierte Haupt- und Nebenfassade. Bereits durch die Anlage des Vorgartens entlang der Andréstraße wird dies ablesbar. Darüber hinaus verfügt die der Andréstraße zugewandte längere Fassade über zwei traufhohe polygonale Standerker mit bekrönender Balkonbrüstung sowie eine reichere Gestaltung der Mittelachsen, welche den Eingangsbereich aufnehmen. Überfangen werden die Standerker mit geschosshohen Dachausbauten. Die bauzeitlichen Giebel der Dachhäuser fielen dem Krieg zum Opfer und wurden als schlichte Dreiecksgiebel wieder errichtet. Um der Ecksituation des Gebäudes Rechnung zu tragen, findet sich an der Rudolf-Breitscheid-Straße ein ebenso gestalteter Dacherker. Gleich einem Scharnier verbindet die beiden Dachhäuser ein im Bereich des Putzbandes unterhalb der Traufe ansetzender Pilaster. Über dem verputzten mit Bändern horizontal betonten Erdgeschoss erhebt sich eine hellgelbe Klinkerfassade. Von dieser heben sich die Gusssteingewände und -gliederungen sowie zahlreiche Sohlbankfriese und Fensterbekrönungen in gotisierenden und Jugendstilformen dezent ab.

Erste Planungen für das Gebäude gab es bereits im Herbst 1902 unter dem Bauherrn Friedrich Wilhelm Gustav Ruloff und seinem Architekten Louis Bieber. In abgeänderter Form ließ es August Klauß, welcher das Projekt als Bauender und Ausführender übernahm, 1903/04 errichten. Wichtige Kriterien während der Sanierung 1999/2000, welche neben der Modernisierung auch den Dachgeschossausbau zum Ziel hatte, waren beispielsweise der Erhalt der originalen Eingangstür sowie der Stuckgliederung im Vestibül.

Der Denkmalwert des Gebäudes ergibt sich aus seiner städtebaulichen, orts- sowie baugeschichtlichen Bedeutung. Der das Straßenbild prägende Bau ist ein charakteristisches Beispiel, welches die fortschreitende städtebauliche Erschließung des Chemnitzer Kaßbergs zu Beginn des 20. Jahrhunderts dokumentiert.
22. ↑  Mietshaus Andréstraße 15:

Bei dem 1902 von Baumeister Hermann Gräser geplanten und errichteten viergeschossigen Gebäude handelt es sich um einen stattlichen Mietshausbau mit markanter Eckausbildung. Im Bereich des Erdgeschosses befindet sich ein Laden. Gleich dem Objekt Andréstraße 11 sind die Haupt- und Nebenfassade klar voneinander unterschieden. Die Anlage des Vorgartens wie auch der traufhohe Standerker heben die der Andréstraße zugewandte Fassade deutlich hervor. Zudem befindet sich der Eingang an der Andréstraße. Über dem Erdgeschoss mit Rundbogenfenstern und rustizierter Bänderung erhebt sich die symmetrisch gestaltete Klinkerfassade. Eine gezielte Verwendung von Baudekor in Formen der Neostile verleiht dem Gebäude seinen noblen zurückhaltenden Charakter. Als Reminiszenz an die Beletage – der Betonung des ersten Obergeschosses – kann das zusätzliche Anbringen der Sohlbankspiegel gedeutet werden. Straßenbildprägend sind die breiten Zwerchhäuser mit Schweifgiebeln. Zwischen ihnen befindet sich ein polygonaler Dachaufbau mit Halbsäulengliederung. Vermutlich war dies der architektonische Auftakt einer turmartigen Eckbekrönung. Dass die abgeschrägte Ecke einen wesentlich deutlicheren gestalterischen Schwerpunkt bildete, belegen auch die fehlenden Balkonanbauten, welche durch Sicherungsgeländer ersetzt wurden.

Über die städtebauliche, orts- sowie baugeschichtliche Bedeutung des Gebäudes begründet sich dessen Denkmalwert. Als ein charakteristisches Beispiel dokumentiert es die fortschreitende städtebauliche Erschließung des Chemnitzer Kaßbergs zu Beginn des 20. Jahrhunderts.
23. ↑  Mietshaus Andréstraße 19:

Im Jahr 1902 errichtet der Bauunternehmer Reinhold Siebert als Eigenauftrag das viergeschossige Mietshaus in geschlossener Bebauung. Über dem mit kräftigen Putznuten strukturierten Erdgeschoss erhebt sich die hellgelbe Klinkerfassade. Sohlbankspiegel im Erdgeschoss sowie an den zu beiden Seiten befindlichen polygonalen Standerkern gehören zu den dezent verwendeten Schmuckelementen der Fassade. Vielmehr richtete der Bauherr ein Augenmerk auf die Gestaltung der Fassadenstruktur. Im Bereich des Daches werden die drei mittleren Achsen von einem imposanten Zwerchhaus mit geschweiftem Giebel überfangen. Zudem erhält die mittelste Fassadenachse eine zusätzliche Hervorhebung. Sie nimmt im Erdgeschoss den von einem Altan bekrönten Eingangsbereich auf. Dem zweiten Obergeschoss wurde ein weniger tief hervortretender Balkon angefügt. Diesem Gestaltungsprinzip folgend erhielt das dritte Obergeschoss einen erkerähnlichen, bekrönten Vorbau. In der zweiten Hälfte der 1990er Jahre wurde das Gebäude saniert. Die Aufarbeitung der Fassade wie auch des Treppenhauses und der dazugehörigen Innenausstattung sollen vertretend für die Auflagen des Denkmalschutzes genannt sein. Im Zuge der Sanierungsarbeiten wurde das Dach ausgebaut, welches zwei Zwillingsgaupen erhielt.

Von orts- und baugeschichtlicher Bedeutung dokumentiert das Gebäude die weiter fortschreitende Bebauung des Kaßbergs als großbürgerliches Stadterweiterungsgebiet zu Beginn des 20. Jahrhunderts.
24. ↑  Mietshaus Andréstraße 21:

Im Frühjahr 1901 beantragte der Bauunternehmer Reinhold Siebert die Genehmigung zur Errichtung eines Gebäudes. Mit fortschreitender Bauausführung reichte er wiederholt Änderungsanträge ein. Noch im Herbst desselben Jahres konnte das viergeschossige Mietshaus fertig gestellt werden. In der Gestaltung der Fassade identisch mit der Andréstraße Nr. 23 erinnern beide Gebäude an barocke Bürgerhäuser. Hervorgehoben wird dieser Eindruck einerseits durch den breiten Mittelrisalit, welcher von einem mächtigen Schweifgiebel gekrönt wird. Parallel zur Dachfläche bildet sich leicht erhöht ein Mansard-Walm-Dach ab. Hell verputzt zeichnet sich der Risalit durch ädikulaähnliche Fensterrahmungen mit figuralem Ornament im ersten Obergeschoss sowie einer kolossalen Pilasterordnung aus. Dem gestalterischen Gewicht des Risaliten begegnen die hellgelb verklinkerten Rücklagen mit dreigeteilten, zum Teil mit Korbbögen ausgeführten Fenstern sowie der Anordnung geschwungener Balkone im ersten und zweiten Obergeschoss. Mittig platziert, aber keiner Fensterachse zugeordnet, nehmen der Eingangsbereich sowie das halbrunde Dachfenster Bezug aufeinander. In der zweiten Hälfte der 1990er Jahre wurde das Gebäude saniert. Dabei wurden unter anderem die erhalten gebliebene Innenausstattung des Treppenhauses, der Deckenstuck im Vestibül sowie die Eingangstür denkmalpflegerisch aufgearbeitet.

Als ein baukünstlerisch sehr markantes Gebäude begründet sich dessen Denkmalwert auch aus der orts- und baugeschichtlichen Bedeutung. Es ist ein Dokument der fortschreitenden städtebaulichen Erschließung des Chemnitzer Kaßbergs zu Beginn des 20. Jahrhunderts.
25. ↑  Mietshaus Andréstraße 23:

Zeit- und ausführungsgleich zum Bau des Gebäudes Andréstraße 21 errichtete der Bauunternehmer Reinhold Siebert das viergeschossige Mietshaus Nr. 23. In der Gestaltung der Fassade identisch mit der Andréstraße Nr. 21 erinnern beide Gebäude an barocke Bürgerhäuser. Hervorgehoben wird dieser Eindruck durch den breiten Mittelrisalit, welcher von einem mächtigen Schweifgiebel gekrönt wird. Parallel zur Dachfläche bildet sich leicht erhöht ein Mansard-Walm-Dach ab. Hell verputzt zeichnet sich der Risalit durch ädikulaähnliche Fensterrahmungen mit figuralem Ornament im ersten Obergeschoss sowie einer kolossalen Pilasterordnung aus. Dem gestalterischen Gewicht des Risalits begegnen die hellgelb verklinkerten Rücklagen mit dreigeteilten, zum Teil mit Korbbögen ausgeführten Fenstern sowie der Anordnung geschwungener Balkone im ersten und zweiten Obergeschoss. Mittig platziert, aber keiner Fensterachse zugeordnet, nehmen der Eingangsbereich sowie das halbrunde Dachfenster Bezug aufeinander. In den Jahren 1994/95 wurde das Gebäude saniert.

Als ein baukünstlerisch sehr markantes Gebäude begründet sich dessen Denkmalwert auch aus der orts- und baugeschichtlichen Bedeutung. Es ist ein Dokument der fortschreitenden städtebaulichen Erschließung des Chemnitzer Kaßbergs zu Beginn des 20. Jahrhunderts.
26. ↑  Mietshaus Andréstraße 25:

Nach der Eingabe des Bauantrags im März 1903 konnte das viergeschossige Mietwohnhaus für den Bauherrn Hermann Schulze bereits Ende des Jahres fertig gestellt werden. Für die Ausführungsarbeiten zeichnete C. T. Steinert verantwortlich. Werden je zwei der äußeren Fensterachsen im Dachbereich von einem Dachhaus mit geschwungenem Giebel bekrönt, ist die Gebäudemitte durch einen geschossübergreifenden Erker hervor gehoben. Dessen geschweifter neobarocker Giebel ist mit dem Traufgesims verkröpft. Ebenfalls mittig angeordnet wurde der Eingangsbereich mit einer plastisch gestalteten Supraporte. Vegetabile Schmuckmotive, dem Barock entlehnte Putzspiegel sowie kunstvoll ausgeführte Maueranker bereichern und gliedern die hellgelbe Klinkerfassade. Im Inneren findet sich ein hochwertig mit Stuck und Deckenmalerei gestaltetes Vestibül; ebenfalls original erhalten ist unter anderen die Haustür.

Als ein repräsentatives, die weiter fortschreitende Bebauung des Kaßbergs charakterisierendes Beispiel ergeht der Denkmalwert des Mietshauses aus der geschichtlichen – respektive der ortsgeschichtlichen – wie auch der bau- und städtebaulichen Bedeutung.
27. ↑  Mietshaus Andréstraße 40:

Bei dem Gebäude handelt es sich um ein viergeschossiges Mietshaus in geschlossener Bebauung, welches 1912 für Emma Seitz von Arno Kotzsch geplant wurde. Ende des Jahres 1913 übernahm das Grundstück der Architekt Albin Siebert. Unter seiner Bauherrenschaft konnte das Gebäude bis Ende 1914 errichtet werden. Dabei lassen sich an der Fassadengestaltung die Einflüsse des Reformstils sehr gut nachvollziehen – unter anderem durch die sparsam verwendeten Schmuckformen. Einer klaren vertikalen Betonung – hervorgerufen durch die beiden äußeren Dachhäuser sowie den zwei geschossübergreifenden Standerkern – steht eine horizontale Betonung – gegeben durch das hohe Erdgeschoss sowie der Hechtgaupe – ausgleichend gegenüber.

Als Bestandteil des großbürgerlichen, zu Beginn des 20. Jahrhunderts weiter ausgebauten Stadterweiterungsgebietes, dem Kaßberg, basiert das öffentliche Interesse des Gebäudes auf seiner stadt- und baugeschichtlichen Bedeutung.
28. ↑  Mietshaus Barbarossastraße 22:

Im Auftrag des Stadtbaumeisters Franz Eckardt errichtete der Architekturprofessor Emil Torge 1898/99 das qualitätvolle, viergeschossige Mietshaus in halboffener Bebauung mit Vorgarten. Einen besonderen Akzent in der Fassadengestaltung setzt das markante Zwerchhaus mit geschweiftem Giebel über den äußeren linken Fensterachsen. Zusätzlich sind diese Achsen durch einen bis in das zweite Obergeschoss reichenden Standerker betont. Im Gegensatz zu den in rotem Ziegelverblender versehenen Obergeschossen wurden der Erker sowie das Erdgeschoss mit Werksteinquadern verkleidet. Ein gestalterisches Gegengewicht findet sich in der Ausführung des auf der rechten Seite gelegenen Hauseingangs. Der Eingangsbereich wird portalartig von kräftigen Pfeilervorlagen gerahmt, welche ein gesprengter Giebel mit ovalem Oberlicht und stark plastischem Bauschmuck bekrönt. Bei der 1997 beantragten und im folgenden Jahr abgeschlossenen Sanierung des Gebäudes wurde großer Wert auf die Erhaltung und Aufarbeitung der überlieferten Gestaltungs- und Ausstattungsdetails gelegt. Bestandteil des Bauantrags war der Dachgeschossausbau sowie das Anfügen von aufgeständerten Balkonen im Hofbereich.

Als Bestandteil des großbürgerlichen Stadterweiterungsgebietes basiert das öffentliche Interesse für das Mietwohnhaus auf seiner geschichtlichen, künstlerischen und städtebaulichen Bedeutung.
29. ↑  Mietshaus Barbarossastraße 23:

Im Mai 1890 erhielt der Baugeschäftsinhaber und Ziegelfabrikant Franz Fischer die Genehmigung zur Errichtung eines viergeschossigen Mietshauses mit Vorgarten in geschlossener Bebauung. Über dem glatt verputzten Sockel erhebt sich die ziegelrote Klinkerfassade. Besondere Akzente setzt die horizontal betonte Gestaltung der Fassade durch eine gleichmäßige Bänderung in hellem Werkstein und orangegelben Klinkern. Diese wird durch die geschossweise Reihung gleichartiger, stark plastischer Fensterbekrönungen verstärkt. Kriegsbedingte Schäden führten zu einem Wiederaufbau des Gebäudes mit leicht veränderten Grundrissen. Beauftragt von der Erbengemeinschaft Claus übernahm der Baumeister Walter Klingsch aus Karl-Marx-Stadt die Planung und Ausführung. Die Sanierung des Gebäudes erfolgte 1993 unter denkmalpflegerischen Gesichtspunkten, wobei der Dachausbau eine Beeinträchtigung des Gesamteindrucks darstellt.

Als Zeugnis für die Architektur des späten 19. Jahrhunderts gründet das öffentliche Interesse des Gebäudes auf seiner städtebaulichen sowie orts- und baugeschichtlichen Bedeutung. Es repräsentiert den für den Kaßberg charakteristischen, historistisch geprägten Mietwohnungsbau in geschlossener Karreebauweise.
30. ↑  Mietshaus Barbarossastraße 25:

Mitte des Jahres 1893 erhielt der Bauunternehmer Karl Ferdinand Reinhold Siebert aus Kappel die baupolizeiliche Genehmigung zur Errichtung eines Wohngebäudes. Das stattliche Eckgebäude wurde als viergeschossiges Mietshaus in geschlossener Bebauung errichtet. Es verfügt über eine symmetrisch gegliederte Fassade und ist zeittypisch mit Stilformen des Historismus dekoriert. Einen besonderen Akzent erfährt das Gebäude durch die verbrochene Ecke, welche gleich den äußeren Fassadenachsen beider Flanken risalitartig hervortritt. Die Risalite werden von Dachhäusern mit Dreiecksgiebeln bekrönt. Über dem weit angehobenen Kellergeschoss mit teils bossierten Quadern erhebt sich die ziegelrote Klinkerfassade des Erdgeschosses. Dieses zeichnet sich durch schlichte, segmentbogenförmige Fenster mit diamantsteinverzierten Brüstungen aus. In den Obergeschossen bestimmen eine vielteilige Lisenengliederung, Fensterbrüstungen und -überdachungen sowie ockergelbe Ziegelverblender mit Gliederungselementen in hellrotem und dunkelrotem Backstein die Gestaltung der Fassade. Im Jahr 2000 erfolgte die Sanierung des Gebäudes.

Als ein gestalterisch bemerkenswerter Bau begründet sich dessen Denkmalwert aus seiner orts- und baugeschichtlichen sowie städtebaulichen Bedeutung. Seine aus der Neorenaissance abgeleitete historistische Fassadendekoration spiegelt den baukünstlerischen Anspruch des entwerfenden Architekten wider. Die Besonderheiten des Eckgrundstücks finden sich auf individuelle Weise in der Gliederung der Baumassen berücksichtigt. Reinhold und Albin Siebert gehörten um die Jahrhundertwende zu den bedeutendsten Bauherren des Kaßbergs. Gemeinsam, einzeln oder in Zusammenarbeit mit weiteren Bauherren ließen sie ganze Straßenzüge errichten. Neben dem individuellen Aussagewert begründet auch die städtebauliche Bedeutung den Denkmalwert des Hauses. Es ist integraler Bestandteil einer einheitlich geplanten, geschlossenen Bebauungsstruktur, für die unter anderem die vielfache Reihung gleichartiger Bauten entlang der Blockgrenzen kennzeichnend ist. Innerhalb dieses Gefüges kommt den Eckbauten in ihrer klammernden Position eine besondere Bedeutung zu.
31. ↑  Mietshaus Barbarossastraße 27:

Ein den Kaßberg prägendes Baugeschäft war jenes von Richard Schüppel. Auch dieser hochwertige Etagenwohnungsbau wurde von seinem Unternehmen 1902 im Eigenauftrag errichtet. Über dem glatt verputzten mit kräftigen Putzbändern strukturierten Erdgeschoss steigen drei Obergeschosse, verkleidet mit hellgelbem Ziegelverblender, sowie ein Dachgeschoss auf. Die äußeren Fassadenachsen werden auf der einen Seite durch einen traufhohen Standerker akzentuiert, auf der anderen Seite durch einen leicht hervortretenden Risalit. Beiden schließen sich Dachhäuser mit halbrunden Ziergiebeln und konsolgetragener Dreiecksbekrönung an. Detailreicher, vorwiegend an Renaissancemotiven orientierter Bauschmuck gliedert und belebt die Fassade. In den 1990er Jahren, wohl 1996/97, wurde das Gebäude saniert. Hofseitig genehmigte man den Anbau aufgeständerter Balkone.

Der Denkmalwert des Objektes basiert auf seiner bau- und stadtgeschichtlichen sowie städtebaulichen Bedeutung. Der markante Bau ist ein charakteristisches und weitgehend ursprünglich erhaltenes Zeugnis für die sich an althergebrachten Stilen orientierende historisierende Architektur. Darüber hinaus dokumentiert es den für den Kaßberg charakteristischen Mietwohnbau in geschlossener Karreebauweise mit Vorgarten.
32. ↑  Mietshaus Barbarossastraße 29:

Im Auftrag von Franz Tetzner reichte der Baumeister Richard Schüppel 1900 den Antrag auf Genehmigung zum Neubau eines Wohnhauses ein. Bereits 1901 konnte der viergeschossige Bau mit klar gegliederter, symmetrischer Fassade vollendet werden. Ein für den Kaßberg typisches gestalterisches Merkmal ist dabei die geschlossene Bauweise mit Vorgarten. Das mit kräftigen horizontalen und Quader imitierenden Putzstreifen strukturierte Erdgeschoss des Gebäudes tritt als mächtiger Sockel in Erscheinung. Ein Gegengewicht zur starken horizontalen Gliederung der Fassade setzen die beiden Seitenrisalite, welche oberhalb des Kranzgesimses mit Zahnschnitt von Dacherkern mit Dachausbau mit halbrund geschweiftem Giebel überfangen sind. Die dunkelgelbe Klinkerfassade wird mit historisierenden Schmuck- und Gliederungselementen vor allem im Bereich der Risalite bereichert. Mittig angeordnet führt der leicht zurückgesetzte Eingang in das Gebäude. Hier finden sich das Vestibül mit Stuckdekor, Steinzeugdekorfliesen am Fußboden sowie die originalen Innentüren.

Als ein repräsentatives Beispiel der Bebauung des Kaßbergs um die Jahrhundertwende ergeht der Denkmalwert des Miethauses aus der ortsgeschichtlichen, der städtebaulichen wie auch der baugeschichtlichen Bedeutung.
33. ↑  Mietshaus Barbarossastraße 31:

Im August 1896 reichte der Architekt und Bauunternehmer Franz Fischer den Bauantrag für ein Mietshaus in geschlossener Bebauung mit Vorgarten ein. Nach wiederholter Überarbeitung der Pläne erhielt er im September 1896 die Baugenehmigung.

Das viergeschossige, anspruchsvoll gestaltete Etagenwohnhaus hebt sich im Besonderen durch einen linksseitig angeordneten Risaliten hervor, der mit – einem gesprengten Giebel vergleichbar – Dachhaus und hoher Dachhaube bekrönt wird. Über dem angehobenen Kellergeschoss erhebt sich das verputzte mit einer starken Bänderung strukturierte Erdgeschoss. Die mit hellrotem Ziegelverblender versehenen Obergeschosse sind überwiegend mit segmentbogig abgeschlossenen Gußsteingewänden mit Zahnschnittzier versehen. Dabei steht dem detailreich mit historisierenden Schmuck- und Gliederungselementen des von kolossalen Pilastern gefassten Risaliten die eher schlicht geschmückte Fassade der Rücklage gegenüber. Gestalterisches Gewicht erhält sie durch die von mächtigen blattmaskenverzierten Konsolen getragenen zweiachsigen Balkone mit schmiedeeiserner Brüstung, welche den Obergeschossen angefügt wurden. Einen kräftigen Abschluss der Fassade bildet das imposante, mit dem Risaliten verkröpfte Kranzgesims mit Konsolfries. Mit dem Nachbarhaus Barbarossastraße 33, welches jedoch nicht mehr über die Balkone und den Dachaufbau verfügt, bildet das Gebäude eine gestalterische Einheit, da beide Fassaden symmetrisch zueinander gestaltet wurden. Die Sanierung des Gebäudes, welche den Umbau zu einem Wohn- und Geschäftshaus wie auch den Dachgeschossausbau beinhaltete, erfolgte 1994.

Die Denkmaleigenschaft des Gebäudes resultiert aus seiner baukünstlerischen, städtebaulichen sowie orts- und baugeschichtlichen Bedeutung. Es repräsentiert den für den Kaßberg charakteristischen gründerzeitlich geprägten Mietwohnungsbau in geschlossener Karreebauweise.
34. ↑  Mietshaus Barbarossastraße 33:

Im August 1898 reichte der Architekt und Bauunternehmer Franz Fischer im Auftrag von Anna Bochröder den Bauantrag für ein Mietshaus in geschlossener Bebauung mit Vorgarten ein. Nach wiederholter Überarbeitung der Pläne erhielt er im September 1898 die Baugenehmigung. Das viergeschossige, anspruchsvoll gestaltete Etagenwohnhaus hebt sich im Besonderen durch einen rechtsseitig angeordneten Risaliten hervor, der von einem schlichten Dacherker bekrönt wird. Ursprünglich entsprach die Bekrönung des Risaliten jener des Gebäudes Barbarossastraße 31. Auch das heute glatt verputzte Erdgeschoss war dem Nachbargebäude vergleichbar strukturiert. Die mit hellrotem Ziegelverblender versehenen Obergeschosse sind überwiegend mit segmentbogig abgeschlossenen Gußsteingewänden mit Zahnschnittzier versehen. Dabei steht dem detailreich mit historisierenden Schmuck- und Gliederungselementen des von kolossalen Pilastern gefassten Risaliten die eher schlicht geschmückte Fassade der Rücklage gegenüber. Erhielt die Rücklage einst ihr gestalterisches Gewicht durch mächtige, konsolengetragene Balkone zeugen von diesem Gestaltungsmittel allein die heruntergezogenen Fenstergewände. Einen kräftigen Abschluss der Fassade bildet das imposante, mit dem Risaliten verkröpfte Kranzgesims mit Konsolfries. Mit dem Nachbarhaus Barbarossastraße 31, das über die originale Fassadengestaltung verfügt, bildet das Gebäude eine gestalterische Einheit, da beide Fassaden symmetrisch zueinander gestaltet wurden. Die Sanierung des Gebäudes, die den Dachgeschossausbau beinhaltete, erfolgte von 1998 bis 2000.

Als Bestandteil des Kaßbergs, dem großbürgerlichen weiter ausgebauten Stadterweiterungsgebietes basiert das öffentliche Interesse des Gebäudes auf seiner städtebaulichen sowie orts- und baugeschichtlichen Bedeutung. Es repräsentiert den für den Kaßberg charakteristischen gründerzeitlich geprägten Mietwohnungsbau in geschlossener Karreebauwiese.
35. ↑  Mietshaus Barbarossastraße 34:

Bei dem Gebäude handelt es sich um ein viergeschossiges Mietshaus in geschlossener Bebauung, welches 1893 für Heinrich Schmidt von dem Architekten Eulitz geplant wurde. Die klar strukturierte ziegelrote Klinkerfassade verfügt über dezent eingesetzte Schmuck- und Gliederungselemente. Einer klaren vertikalen Betonung – hervorgerufen durch die beiden äußeren Dachhäuser sowie den zwei geschossübergreifenden leicht ausgestellten mit Standerkern – steht eine horizontale Betonung – gegeben durch das hohe hell gehaltene Erdgeschoss sowie den kräftigen Sohlbankgesimsen – ausgleichend gegenüber. Die Fenstergewände wie auch die Standerker mit ihrem gesprengten Dreiecksgiebel wurden in hellem Porphyr ausgeführt. Zwischen 1997 und 1999 erfolgte die Sanierung des Gebäudes, die auch den Dachgeschossausbau beinhaltete. Zu den denkmalpflegerischen Auflagen zählten unter anderen der Erhalt und die Aufarbeitung eines Teiles der original erhaltenen Kreuzstock-Kastenfenster sowie der Hauseingangstür. Weiterhin waren alle das Vestibül und den Treppenraum prägenden originalen Bauteile und Stilelemente sind zu erhalten sowie die Vorgartenanlage mit Klinkermauer und Heckeneinfriedung Instand zu setzen.

Als charakteristisches und weitgehend ursprünglich erhaltenes Zeugnis für die Architektur Ende des 19. Jahrhunderts gründet der Denkmalwert des Gebäudes auf seiner geschichtlichen, im Besonderen orts- und baugeschichtlichen sowie städtebaulichen Bedeutung.  Es dokumentiert die weiter fortschreitende Bebauung des Kaßbergs als großbürgerliches Stadterweiterungsgebiet.
36. ↑  Mietshaus Barbarossastraße 35:

Für die Parzelle Barbarossastraße 35 in Chemnitz stellte zunächst Gustav Adolf Hildsberg aus Dresden den Antrag auf Baugenehmigung (1901). Nach erfolgtem Eigentümerwechsel ließ Richard Schüppel im Eigenauftrag das Mietshaus 1902 von seinem Baugeschäft entwerfen und ausführen.

Der besonders qualitätvoll gestaltete viergeschossige Baukörper zeichnet sich durch eine klar strukturierte, symmetrische hellgelbe Klinkerfassade mit aus Naturstein gefertigten Schmuck- und Gestaltungselementen des Jugendstils aus. Traufhöhe Polygonalerker mit grünfarbig eingedeckter kleiner Haube betonen die Fassadenflanken. Überfangen werden sie von reich geschmückten Dachhäusern mit aufgesetzten, aus der Fassade hervortretenden dreiecksförmigen Tambouren mit polygonaler Haube. Eine Betonung der Fassadenmitte wird durch den mit einem großen Oberlicht versehene Eingangsbereich, die kräftigen Steinbalkone auf wuchtigen Konsolen und schmiedeeiserner Brüstung im ersten und zweiten Obergeschoss sowie einer breiteren Dachgaupe erzielt. Im Jahr 1992 erging – vermutlich im Zuge der gesamten Sanierung des Wohnhauses – der Antrag zur Sanierung der Balkone.

Der Denkmalwert des Gebäudes resultiert aus seiner baugeschichtlichen wie auch städtebaugeschichtlichen Bedeutung. Es dokumentiert im Zusammenhang mit der umgebenden Bebauung die weitere städtebauliche Erschließung des Kaßbergs zu Beginn des 20. Jahrhunderts als großbürgerliches Stadterweiterungsgebiet.
37. ↑  Mietshaus Barbarossastraße 37:

Gleich der benachbarten Parzelle Barbarossastraße 35 stellte für dieses Grundstück zunächst Gustav Adolf Hildsberg aus Dresden den Antrag auf Baugenehmigung. Nach erfolgtem Eigentümerwechsel wurde das sich in geschlossener Bebauung befindliche viergeschossige Mietshaus mit Vorgarten vom Baugeschäft Richard Schüppel, für dessen namensgebenden Firmeninhaber, 1903 entworfen und ausgeführt. Charakteristisch für die Bauten Schüppels ist das als mächtiger Sockel in Erscheinung tretende Erdgeschoss. Einen weiteren Akzent in der Fassadengestaltung setzt der mittig platzierte traufhohe Standerker, der von einem als Halbrund ausgeführten Dacherker mit aufgesetztem muschelförmigen Putzspiegel bekrönt wird. Die hellgelbe Klinkerfassade wird zurückhaltend mit Schmuck- und Gliederungselementen des Jugendstildekors bereichert. Im Jahr 1994 begannen die bis 1996 währenden Sanierungsarbeiten.

Der Denkmalwert des Gebäudes resultiert aus seiner baugeschichtlichen wie auch städtebaugeschichtlichen Bedeutung. Es dokumentiert im Zusammenhang mit der umgebenden Bebauung die weitere städtebauliche Erschließung des Kaßbergs zu Beginn des 20. Jahrhunderts als großbürgerliches Stadterweiterungsgebiet.
38. ↑  Mietshaus Barbarossastraße 39:

Im Jahr 1904 wurde das Wohngebäude mit zum Teil gewerblicher Nutzung durch Wilhelm August und Max Hermann Kaube für den Bauherren Hermann Schulze errichtet. Drei Jahre später erwarb es die Firma Bayer & Heinze, welche es 1910 an den Kaufmann Moritz Leyser veräußerte. Dabei bedingten die Eigentümerwechsel bauliche Eingriffe, wie Umbauten der Läden oder eine veränderte Vorgartenanlage.

Das stattliche Eckgebäude wurde als viergeschossiges Mietshaus in geschlossener Bebauung errichtet. Es verfügt über eine symmetrisch gegliederte Fassade und ist zeittypisch unter Rückgriff auf Stilformen der Neorenaissance- und des Jugendstils dekoriert. Einen besonderen Akzent erfährt das Gebäude durch die abgeschrägte Ecke, die ein vorgelagerter Standerker sowie ein mächtiges turmartiges Dachhaus mit bekrönendem Gitter zusätzlich betont. Zwei weitere traufhohe Standerker, je einer entlang der Straßenzüge, sowie ein Dachhaus mit geschweiftem Giebel über den der Weststraße zugewandten äußeren Fensterachsen belebt die Fassade. Das Erdgeschoss mit einer kräftigen Quaderimitationen tritt als mächtiger Sockel des Gebäudes in Erscheinung. Eine hellgelbe Klinkerfassade mit aufgeputzten Dekorations- und Gliederungselementen bestimmt die Gestaltung der Obergeschosse. Im Zuge der Sanierungsarbeiten in den Jahren 1996/97 erfolgte unter anderen das Wiederaufstellen der Dachbekrönung sowie die Wiederherstellung der Putzgliederung im Bereich des Erdgeschosses wie auch der Risalite entsprechend originaler Befunde. Im Inneren waren alle den Treppenraum prägende originalen Bauteile und Stilelemente aufzuarbeiten. Dazu zählten der Wand- und Deckenstuck im Vorhallenbereich, die Vorhallentür mit originalem Beschlag, Terazzopodeste und -stufen, Treppengeländer, Wohnungseingangstüren sowie die Stilöfen in den Wohnungen.

Seine dem Historismus wie auch des Jugendstils entlehnte Fassadendekoration spiegelt den baukünstlerischen Anspruch des entwerfenden Architekten wider. Die Besonderheiten des Eckgrundstücks finden sich auf individuelle Weise in der Gliederung der Baumassen berücksichtigt. Daneben begründet auch die städtebauliche Bedeutung den Denkmalwert des Hauses. Es ist integraler Bestandteil einer einheitlich geplanten, geschlossenen Bebauungsstruktur, für die unter anderem die vielfache Reihung gleichartiger Bauten entlang der Blockgrenzen kennzeichnend ist. Innerhalb dieses Gefüges kommt den Eckbauten in ihrer verklammernden Position besondere Bedeutung zu.
39. ↑  Mietshaus Barbarossastraße 41:

Als einen weiteren Eigenauftrag ließ der Architekt und Bauunternehmer Reinhold Siebert das Mietshaus in geschlossener Bebauung mit Vorgarten 1906 von seinem Baugeschäft planen und ausführen.

Der viergeschossige Putzbau mit zurückhaltendem Bauschmuck im Jugendstildekor zeichnet sich durch eine mittenbetonte Fassade aus. In der Mittelachse nimmt der breite Risalit den über eine Freitreppe zu erreichenden, plastisch hervorgehobenen Eingangsbereich auf, über dem sich im ersten und zweiten Obergeschoss eine Loggia und im dritten Obergeschoss ein Balkon befindet. Die Gestaltung der Mittelachse setzt sich durch eine im Putz zurückgesetzte Blendnische im Dachgiebel weiter fort. In Höhe der ersten Etage löst sich der Risalit in zwei seitliche Erker auf. Diese charakterisiert ein mit zunehmender Höhe gesteigerter, filigraner werdender Aufbau. In der Breite des Risaliten schwingt ein weit geschweifter Frontispiz auf.

Im Jahr 1995 genehmigte man die Instandsetzung und Modernisierung des Wohngebäudes, die auch den Dachgeschossausbau beinhaltete. Davon zeugen die neu aufgesetzten Gaupen in moderner Formensprache. Zu den denkmalpflegerischen Auflagen zählte unter anderen die Ausführung der Fenster als Holzfenster mit historischer Teilung, die Aufarbeitung der originalen Hauseingangstür sowie aller den Treppenraum prägende originalen Bauteile und Stilelemente. Des Weiteren war der Vorgartenbereich mit Einfriedungsmauer zu sanieren unter Beibehaltung des ursprünglichen Gehwegbelags.

Als ein baukünstlerisch markantes Gebäude begründet sich dessen Denkmalwert zudem aus seiner geschichtlichen, im Besonderen orts- und baugeschichtlichen, Bedeutung. Es dokumentiert den weiteren Ausbau des Stadterweiterungsgebietes zu Beginn des 20. Jahrhunderts.
40. ↑  Mietshaus Barbarossastraße 43:

Im Eigenauftrag ließ der Architekt und Bauunternehmer Reinhold Siebert das Mietshaus in geschlossener Bebauung mit Vorgarten 1906 von seinem Baugeschäft planen und ausführen. Im Jahr 1925 ließ der Kaufmann Walter Harlaß aus Chemnitz den Einbau eines Kraftwagenraumes im Kellergeschoss vornehmen. 1939 folgte der Einbau von Luftschutzräumen für das Hausgrundstück. Der viergeschossige Putzbau mit zurückhaltendem Bauschmuck im Jugendstildekor zeichnet sich durch einen symmetrischen Fassadenaufbau mit bewusst gesetzten Unregelmäßigkeiten aus. Über dem glatt verputzten Kellergeschoss erhebt sich das als Zyklopenmauerwerk strukturierte Erdgeschoss. Die Gestaltung setzt sich in dem mittig platzierten bis in das zweite Obergeschoss reichenden Standerker fort. Im dritten Obergeschoss wird der Erker einseitig als eineinhalbgeschossiger Polygonalerker weitergeführt. Im Erdgeschoss nimmt der zweiachsige Erker den über eine Freitreppe mit steinernen Wangen zu erreichenden, von einer seitlichen Loggia betonten Eingang auf. Die vier mittleren Fassadenachsen werden von einem kräftig geschweiften Giebel mit Ovalfenster und bekrönendem Maskendekor überfangen. Im Jahr 1997 genehmigte man die Instandsetzung und Modernisierung des Wohngebäudes, die auch den Neubau einer Tiefgarage mit 21 Stellplätzen und Errichtung einer Aufzugsanlage beinhaltete. Zu den denkmalpflegerischen Auflagen zählte unter anderen die Ausführung der Fenster als Holzfenster mit historischer Teilung, die Aufarbeitung der originalen Hauseingangstür sowie aller den Treppenraum prägende originalen Bauteile und Stilelemente. Des Weiteren war der Vorgartenbereich zu sanieren.

Als ein baukünstlerisch markantes Gebäude begründet sich dessen Denkmalwert zudem aus seiner geschichtlichen, im Besonderen orts- und baugeschichtlichen, Bedeutung. Es dokumentiert den weiteren Ausbau des Stadterweiterungsgebietes zu Beginn des 20. Jahrhunderts.
41. ↑  Mietshaus Barbarossastraße 45:

Als Eigenauftrag beantragte der Architekt und Bauunternehmer Reinhold Siebert im Dezember 1905 die Genehmigung zum Bau eines Mietshauses in geschlossener Bebauung mit Vorgarten. Doch erst  im Frühjahr 1907 erhielt er die Genehmigung. Im Oktober desselben Jahres wurde vollständige Ingebrauchnahme abgenommen.

Der viergeschossige Bau auf Putzsockel mit cremeweißen Ziegelverblendern und dezentem Bauschmuck im Jugendstildekor zeichnet sich durch eine mittenbetonte Fassade aus. In der Gebäudemitte tritt ein von Pilastern gerahmter, breiter Risalit leicht hervor. Dieser wird von einem breiten Dacherker mit elegantem Schweifgiebel und markantem Ovalfenster mit Maskendekor überfangen. Ein vor dem Risaliten mittig angeordneter traufhoher Standerker mit dreiteilig gruppierten und aufwendig dekorierten Fenstern bewirkt einen plastischeren Aufbau der Fassade.  Im Jahr 2004 stellte man – vermutlich im Zuge der gesamten Sanierung des Wohnhauses – den Antrag zur Errichtung einer hofseitigen Balkonanlage.

Als ein baukünstlerisch markantes Gebäude begründet sich dessen Denkmalwert zudem aus seiner geschichtlichen, im Besonderen orts- und baugeschichtlichen, Bedeutung. Es dokumentiert den weiteren Ausbau des Stadterweiterungsgebietes zu Beginn des 20. Jahrhunderts.
42. ↑  Mietshaus Barbarossastraße 46:

Zu Beginn des Jahres 1896 reichte der Bauunternehmer Reinhold Siebert den Antrag zur Errichtung eines Vorderwohngebäudes mit Gaststättenbetrieb im Erdgeschoss und eines hofseitigen Kegelschubgebäudes ein. Nach wiederholter Überarbeitung der Pläne durch den Architekten Paul Haferkorn erhielt Siebert als ausführender Bauherr hierfür im März desselben Jahres die baupolizeiliche Genehmigung, im Oktober die Gestattung der Ingebrauchnahme. Das viergeschossige Mietshaus in geschlossener Zeile verfügt über eine symmetrisch gegliederte Fassade, ist zeittypisch unter Rückgriff auf historisierende Stilformen dekoriert.

Ziegelrote Klinker sowie Dekorations- und Gliederungselemente aus Werkstein bestimmen die Gestaltung. Einen besonderen Akzent erfährt das Gebäude durch aufwändig gestaltete Seitenrisalite und den mittig platzierten, aus Loggien bestehenden Standerker. Über einem prächtigen Traufgesims erheben sich Dachhäuser mit Obeliskbekrönung. Instandsetzungsarbeiten erfolgten 1946/1947. Im Zuge der Sanierungsarbeiten 1991–1993 wurden das Innere überformt, die eleganten Holz- durch Kunststofffenster ersetzt. Dennoch spiegelt die historistische Fassadendekoration den baukünstlerischen Anspruch des entwerfenden Architekten wieder. Zudem begründet die städtebauliche Bedeutung den Denkmalwert; das Haus ist integraler Bestandteil einer einheitlich geplanten, geschlossenen Bebauungsstruktur, für die unter anderem die vielfache Reihung gleichartiger Bauten entlang der Blockgrenzen kennzeichnend ist.
43. ↑  Mietshaus Barbarossastraße 47:

Zeitnah um die Jahreswende 1904/05 reichten die Baumeister Max Alwin Kaube und der Maurermeister Wilhelm August Kaube, denen ein Baugeschäft auf der Kanzlerstraße 31 gehörte, die Unterlagen für die Gebäude Barbarossastraße 49 und 51 ein. Kurzfristig trat Alwin Kaube auch als Bauherr für das Haus Barbarossastraße 47 ein, welche zunächst die Witwe Emilie Schindler errichten lassen wollte. Diese 1905 fertig gestellten drei Häuser mit Vorgärten waren die ersten Gebäude im Abschnitt zwischen Weststraße und Andréplatz. Die Wohnungen, je zwei auf jeder Etage mit ca. 80 bis 100 m² waren für den gehobenen Mittelstand gedacht.

Der viergeschossige Mietwohnbau mit Vorgarten in geschlossener Bebauung zeichnet sich durch eine mittenbetonte Fassade aus. Den beiden mittleren Gebäudeachsen wurde ein bis zur Traufe reichender Standerker mit Eingangsloggia vorgestellt. In den Obergeschossen rahmen ihn seitlich angefügte Balkone. Oberhalb der Traufe bekrönt ihn ein gewalmter Giebel. Setzte man bei der Gestaltung der Putzfassade dezente, vom Jugendstil bestimmte Schmuckelemente ein, wie die ornamentalen Fenstergewände, war die Gestaltung des Erkers wesentlich aufwendiger. Neben der qualitätvollen Gestaltung kam dem Gebäude eine weitere besondere Bedeutung zu. Es stand in engster Verbindung mit dem zukünftigen Straßennamen und wurde von Anfang an Barbarossa-Haus genannt. Der Schriftzug findet sich in dem reliefierten Schriftband, welches sich in der ersten Etage am Erker befindet. Entsprechend der Bedeutung des Barbarossa-Hauses wurde bei der 1995 genehmigten und 1996 abgeschlossenen Sanierung großer Wert auf die originalgetreue Wiederherstellung der Fassade sowie die Restaurierung der noch vorhandenen Innendekorationen wie Bleiglasfenster oder Öfen gelegt. Demgegenüber stimmte man dem Dachausbau mit zusätzlichen Gaupen zu.

Als ein baukünstlerisch markantes Gebäude begründet sich dessen Denkmalwert zudem aus seiner geschichtlichen, respektive orts- und baugeschichtlichen Bedeutung. Es dokumentiert den weiteren Ausbau des Stadterweiterungsgebietes zu Beginn des 20. Jahrhunderts.
44. ↑  Mietshaus Barbarossastraße 48:

Zu den markantesten Jugendstilbauten des Kaßbergs gehören die drei Majolikahäuser der Barbarossastraße 48, 50 und 52. Das für Chemnitz und Umgebung einzigartige Ensemble wurde 1897 von dem Chemnitzer Bauunternehmer und Architekten Reinhold Siebert errichtet. Nach der Fertigstellung verkaufte oder vermietete man die Häuser an wohl situierte Bürger.

Der langgestreckte Komplex ist durch einen Mittelrisaliten sowie zwei Risaliten an den Seiten gegliedert. Überfangen werden die Risalite von eleganten Schweifgiebeln. Den Risaliten vorgestellte Standerker über drei Geschossebenen mit abschließendem Balkon verstärken die plastische Wirkung der Fassade. Eine zusätzliche Betonung erhält der mittlere Standerker aufgrund seiner baldachinartigen Überdachung. Eine regelmäßige Reihung der Fensterachsen wird durch die kolossale Pilasterordnung sowie den sich anschließenden, den weiten Dachüberstand tragenden Koren und Karyatiden erzielt. Großzügig werden die paarweise zusammengefassten Fensterachsen der Rücklagen von einem etagenübergreifenden girlandenförmigen Blendbogen gerahmt. Durchgängige Gestaltungsmittel der gemeinsamen mittenbetonten Schaufassade sind die hellgelben Klinkerverblender mit horizontalen Gliederungselementen, wie Gurtbändern und Gesimsen in bräunlich gefassten Dekorelementen. Das Besondere der Klinkerfassade sind deren Schmuckelemente aus strahlend farbigen Majolikakacheln. Zwischen dem Erdgeschoss und der ersten Etage verläuft ein breiter, figurierter Majolika-Fries die Fassade. Bogenleibungen, Brüstungen und Bogenzwickel – hier wie an den Erkern – sind mit figürlichen und ornamentalen Majolikareliefs geschmückt. Auch die zahlreichen Balkone mit geschwungenen Brüstungen in filigraner Schmiedeeisenarbeit im obersten Geschoss sowie an den Risaliten fassen die Fassade zu einer optischen Einheit zusammen. Während des Zweiten Weltkrieges erlitt das Gebäude Barbarossastraße nur geringfügigen Schaden. Lediglich geringfügige Grundrissänderungen wurden durchgeführt. Während des Zweiten Weltkrieges erlitt das Gebäude Barbarossastraße 48 nur geringfügigen Schaden. Lediglich geringfügige Grundrissänderungen wurden durchgeführt. Nach 1990 gehörten die Majolikahäuser zu den wichtigsten Förderobjekten der Stadtsanierung. Neben der Wiederherstellung der Dacheindeckung in Schiefer und dem Dachgesims wurden die Fassaden instand gesetzt und die Kacheln restauriert.

Im Frühjahr 2009 wurde die beantragte Sanierung genehmigt. Aufgrund des schlechten Gesamtzustandes der originalen Fenster stimmte man einer einheitlichen Erneuerung als Holzeinfachfenster mit Zweischeiben-Isolierverglasung in der originalen Teilung zu. Andere original erhaltene Ausstattungselemente wie die Hauseingangstür, die Balkongeländer, das Vestibül und Treppenhaus mit Dekorfliesen, Stuckgliederung, farbigen Steinzeugfußbodenplatten sowie reich dekorierten Innentüren im Renaissancestil waren aufzuarbeiten. Zudem wurde die denkmalgerechte Wiederherzustellung der Vorgartenzone beauflagt.

Als ein gestalterisch sehr markanter, für Chemnitz einzigartiger Gebäudekomplex, begründet sich dessen Denkmalwert aus seiner orts- und baugeschichtlicher, künstlerischer wie auch personengeschichtlicher Bedeutung. Reinhold und Albin Siebert gehörten um die Jahrhundertwende zu den bedeutendsten Bauherren des Kaßbergs. Gemeinsam, einzeln oder in Zusammenarbeit mit weiteren Bauherren ließen sie ganze Straßenzüge errichten. Die Lage der Gebäude auf der höchsten geografischen Erhebung des gründerzeitlich geprägten Wohngebietes Kaßberg unterstreicht den damaligen Anspruch des Bauherren auf eine überdurchschnittlich herausragende Repräsentation.
45. ↑  Mietshaus Barbarossastraße 50:

Das Mittelhaus Barbarossastraße 50 kaufte nach der Fertigstellung der Fabrikbesitzer und Webmaschinenbauer C.M. Fröbel. Nach dem Zweiten Weltkrieg gehörte es der Industrieverwaltung 47 Chemnitz Wirkerei.

Im Frühjahr 2009 wurde die beantragte Sanierung genehmigt. Aufgrund des schlechten Gesamtzustandes der originalen Fenster stimmte man einer einheitlichen Erneuerung als Holzeinfachfenster mit Zweischeiben-Isolierverglasung in der originalen Teilung zu. Andere original erhaltene Ausstattungselemente wie die Hauseingangstür, die Balkongeländer, das Vestibül und Treppenhaus mit Dekorfliesen, Stuckgliederung, farbigen Steinzeugfußbodenplatten sowie reich dekorierten Innentüren im Renaissancestil waren aufzuarbeiten. Zudem wurde die denkmalgerechte Wiederherzustellung der Vorgartenzone beauflagt.
46. ↑  Mietshaus Barbarossastraße 52:

Während des Zweiten Weltkrieges erlitt das Gebäude Barbarossastraße 52 erhebliche Brandschäden. Trägt die Gestaltung des Inneren heute die Handschrift der 1950er Jahre, wurde dem Architekten M.W. Feistel und seiner Auftraggeber die Baugenehmigung unter der Bedingung erteilt, die äußere Gestaltung in jeder Hinsicht, insbesondere in Bezug auf Form, Material, Farbe in der ursprünglichen Weise wieder aufzunehmen.

Bereits 1995 wurde die Sanierung des Gebäudes beantragt und genehmigt. Aufgrund des schlechten Gesamtzustandes der originalen Fenster stimmte man einer einheitlichen Erneuerung als Holzeinfachfenster mit Zweischeiben-Isolierverglasung in der originalen Teilung zu. Andere original erhaltene Ausstattungselemente wie die Hauseingangstür, die Balkongeländer, das Vestibül und Treppenhaus mit Dekorfliesen, Stuckgliederung, farbigen Steinzeugfußbodenplatten sowie reich dekorierten Innentüren im Renaissancestil waren aufzuarbeiten. Zudem wurde die denkmalgerechte Wiederherzustellung der Vorgartenzone beauflagt.
47. ↑  Mietshaus Barbarossastraße 49:

Zeitnah um die Jahreswende 1904/05 reichten die Baumeister Max Alwin Kaube und der Maurermeister Wilhelm August Kaube, denen ein Baugeschäft auf der Kanzlerstraße 31 gehörte, die Unterlagen für die Gebäude Barbarossastraße 49 und 51 ein. Kurzfristig trat Alwin Kaube auch als Bauherr für das Haus Barbarossastraße 47 ein, welche zunächst die Witwe Emilie Schindler errichten lassen wollte. Diese 1905 fertig gestellten drei Häuser mit Vorgärten waren die ersten Gebäude im Abschnitt zwischen Weststraße und Andréplatz. Die Wohnungen, je zwei auf jeder Etage mit ca. 80 bis 100 m², waren für den gehobenen Mittelstand gedacht. 

Der viergeschossige Putzbau in geschlossener Bebauung zeichnet sich durch eine mächtige, mittenbetonte Fassade aus. Ihre heutige Gestaltungsweise stammt aus dem Jahr 1936, als Kurt Götze den Architekten W. Christian mit der Überarbeitung der Straßenfassade beauftragte. In der Mittelachse nimmt der breite Risalit den über eine Freitreppe zu erreichenden Eingangsbereich auf, über dem sich im ersten Obergeschoss eine Loggia und im zweiten Obergeschoss ein Balkon befindet. Die Gestaltung der Mittelachse setzt sich durch eine im Putz zurückgesetzte hohe Blendnische mit Tudorbogen weiter fort. In Höhe der zweiten Etage löst sich der Risalit in zwei seitliche Polygonalerker auf. Dem rechten der beiden wurden seitlich Balkone angefügt. In der Breite des Risaliten erhebt sich ein trapezförmiges Frontispiz.

Als ein baukünstlerisch markantes Gebäude begründet sich dessen Denkmalwert zudem aus seiner geschichtlichen, im Besonderen orts- und baugeschichtlichen, Bedeutung. Es dokumentiert den weiteren Ausbau des Stadterweiterungsgebietes zu Beginn des 20. Jahrhunderts.
48. ↑  Wohnanlage Eulitzstraße 6 bis 24 (gerade):

Die Gebäude wurden um 1950 (nach Auskunft der Bewohner) errichtet und gehören damit zu den frühesten Wohnhausbauten der Nachkriegszeit in Chemnitz und insbesondere des Wohngebietes Kaßberg. Der ursprüngliche Straßenverlauf mit seiner gründerzeitlichen Quartierbebauung wurde bei der Neubebauung dieses durch die Bombenangriffe stark zerstörten Abschnittes des Kaßberges aufgegriffen. Die als geschlossener Straßenzug konzipierten Gebäude stehen traufständig zur Straße. Auch durch die Fassadengestaltung, die noch traditionellen Bauformen verhaftet ist, und die Stockwerkszahl erfolgt eine Angleichung an die ursprüngliche, in diesem Straßenzug noch teilweise vorhandene Altbebauung. Es wurden wohl Bauauffassungen der 1910er und 1920er Jahre (wichtige Beispiele hierfür in der benachbarten Ulmenstraße) aufgegriffen und mit neueren Bauauffassungen und zeitbedingten bautechnischen Notwendigkeiten verknüpft. Trotz komplizierter wirtschaftlicher Situation wurden handwerklich solide ausgeführte und architektonisch qualitätvoll gestaltete Gebäude errichtet. Zu diesen traditionellen Bauauffassungen, die diese Gebäude noch prägen, gehört die Verkleidung der Sockel durch Porphyrtuffplatten bzw. Klinkerplatten, die Betonung der Eingangsbereiche durch massive Vorbauten (Nr. 16–24) und die Einfassung der Haustüröffnung durch Porphyrplatten und die Betonung der Hauseingänge durch Putzfaschen mit Natursteinverzierungen (bei Nr. 6–14) sowie das kräftig ausgebildete Kranzgesims.

Die Mehrfamilienhäuser weisen im Wesentlichen die gleichen Gestaltungsmerkmale auf. Hierzu gehört der zeittypische „Madenputz“, die regelmäßige Anordnung der noch relativ kleinen Rechteckfenster (noch stehende Fensterformate), die in der Hausmitte engere Abstände aufweisen, und das durchgehende kräftige Kranzgesims mit dem darüber befindlichen Architravgeschoss mit kleinen Bodenfenstern. Die Fensteröffnungen sind im Verhältnis zur Wandfläche noch relativ klein ausgebildet. Diese Fassadengestaltung hat durchaus noch seine Vorbilder in den traditionalistischen Architekturauffassungen der Vorkriegszeit. Wichtige Gestaltungselemente der Fassaden sind weiterhin die zweiflügligen Sprossenfenster und die ebenfalls zweiflügligen Haustüren mit Glaseinsätzen, teilweise auch mit Oberlichtern. Auch diese Tür- und Fensterausbildungen sind traditionellen Bauauffassungen stark verpflichtet. Durch das beschriebene Verhältnis der Fenstergrößen zu den Wandflächen strahlen die Gebäude eine gewisse Schwere und Behäbigkeit aus. Die Vereinheitlichung der Gebäude verleiht dieser Straßenzeile schon den Charakter der späteren Wohnblöcke. Durch die Betonung der Hausmitte und der Eingangsbereiche sowie die optische Trennung der Gebäude durch die Regenfallrohre bleiben sie gleichzeitig noch in ihrer Wirkung Einzelgebäude. Somit symbolisieren diese Gebäude den Übergang vom Einzelhaus zur späteren Wohnblockbebauung. Trotz dem Zug zur Vereinheitlichung wird eine gewisse Maßstäblichkeit der Baukörper gewahrt.

Auch das Innere der Gebäude wird geprägt durch die stilistischen Auffassungen der frühen fünfziger Jahre. Das Treppenhaus mit zweiläufiger Steintreppe, die durch eine durchbrochene Wand getrennt wird, und die schlichten Wohnungstüren sind noch geprägt durch die Not der Nachkriegszeit. Eine Besonderheit bildet die auf Grund des Baustoffmangels der unmittelbaren Nachkriegszeit erfolgte Wölbung des Treppenhauses und der Wohnräume in der traditionellen Technik der Kappengewölbe. Es muss ausdrücklich darauf hingewiesen werden, dass nur sehr wenige der Nachkriegsgebäude in dieser traditionellen Bautechnik errichtet wurden, demzufolge sind diese Gebäude singulär. Bemerkenswert ist der hervorragende Originalzustand der Gebäude. Es konnten keinerlei wesentliche Bauveränderungen des äußeren Erscheinungsbildes der Gebäude festgestellt werden (dies gilt vermutlich auch für das Innere der Gebäude). Damit sind diese Gebäude ein charakteristisches Beispiel der Architekturgeschichte und der Bautechnikgeschichte der Nachkriegszeit.

Der Denkmalwert der Gebäude Eulitzstr. 6–24 (gerade Hausnummern) in Chemnitz ergibt sich aus der stadtgeschichtlichen und baugeschichtlichen Bedeutung als typische Wohnhausbauten der frühen fünfziger Jahre des 20. Jahrhunderts in hervorzuhebendem Originalzustand, der Singularität von Gebäuden mit kappengewölbten Treppenhäusern und Wohnräumen in der Nachkriegszeitarchitektur, aus der künstlerischen Bedeutung auf Grund der schöpferischen Anwendung traditioneller Architekturauffassungen verbunden mit der Notwendigkeit zur Rationalisierung des Bauens sowie aus der städtebaulichen Bedeutung durch das Aufgreifen des alten Straßenverlaufs und der historischen Quartierbebauung und die durch die Fassadengestaltung bedingte dominante Wirkung der Gebäude im Straßenzug.
49. ↑  Gefängnis:

Der Kernbau der Gefangenenanstalt wurde nach Entwürfen des Landbaumeisters Carl Hugo Nauck ab Herbst 1875 errichtet. Die in ihrer Gesamtform weitgehend original erhaltene historische Gefängnisanlage ist durch die kompakte Gruppierung von kubischen Baukörpern, die als Putzbauten errichtet wurden, gekennzeichnet. Sie lehnt sich in ihrer Ausgestaltung stark an die damals modernen Maßstäbe viktorianischer Gefängnisarchitektur an. Konzipiert nach dem panoptischen Prinzip, besteht die kreuzförmige Anlage aus einem zentralen Mittelbau, welcher einen Verwaltungstrakt mit drei in Galeriebauweise errichteten Zellenflügeln verbindet. Sie galt nach damaligen Maßstäben als moderne Gefangenenanstalt, die den neuesten funktionellen, sicherheitstechnischen, sozialen und hygienischen Standards entsprach. Die Gestaltung des Baus ist insgesamt der Funktion entsprechend sehr schlicht. Die streng gegliederte und mit nur wenig Bauschmuck akzentuierte Putzfassade weist historisierende Stilanklänge der Neorenaissance auf. Eine repräsentative Wirkung wurde bauzeitlich auch durch eine helle monochrome Farbgebung erreicht. Die Gesimse, Fenster- und Türrahmungen aus Sandstein sind zu großen Teilen noch in ihrem bauzeitlichen Zustand vorhanden. Die Gewände sind sparsam profiliert und akzentuieren mit ihrer Gestaltung besondere Gebäudeabschnitte. Die offenen Geschosse im Gebäudeinneren und die sie verbindenden Treppenhäuser mit den Galerien und ihren geschwungenen gusseisernen Treppen und Geländer sind charakteristisch für Gefängnisbauten des 19. Jahrhunderts.

Dienten sie bauzeitlich einer besseren Überwachung, so wurden sie später durch vielfache Rezeption prägend für unser Bild von Gefängnissen. Bis 2010 wurde die Anlage als Gefangenenanstalt bzw. Justizvollzugsanstalt ununterbrochen genutzt. Von 1933 bis 1945 diente das – 1935 um den Flügel D erweiterte Untersuchungs- und Strafgefängnis – den Nationalsozialisten zur Inhaftierung zahlloser Menschen, ähnlich den Haftanstalten Hoheneck und Bautzen. Mit Beginn des Zweiten Weltkrieges erweiterte sich das Verfolgungsraster der Gestapo. Die Zellen auf dem Kaßberg dienten nun vermehrt auch zur Unterbringung ausländischer Häftlinge wie Fremd- und Zwangsarbeitern. 1945 wurde sie zunächst von der sowjetischen Geheimpolizei NKWD (Volkskommissariat für Innere Angelegenheiten) übernommen. Nach der Übergabe an die DDR-Behörden 1952 diente das Gefängnis sowohl dem Ministerium des Innern (D-Flügel), als auch dem Ministerium der Staatssicherheit (Flügel A, B und C) als Haftstätte. Von 1963 bis 1989 kam der Haftanstalt die besondere Funktion als Drehscheibe für den deutsch-deutschen Häftlingsfreikauf zu. In dieser Zeit erwirkte die Regierung der Bundesrepublik Deutschland durch Freikauf die Freilassung von mehr als 33.000 politischen Häftlingen aus verschiedenen Strafvollzugseinrichtungen der DDR, die zuvor in den Trakt B auf den Kaßberg verlegt wurden.

Die ehemalige Königlich-Sächsische Gefangenenanstalt Chemnitz ist in ihrer Gesamtform eine architektonisch bemerkenswerte, weitgehend original erhaltene historische Gefängnisanlage und damit ein besonderes baugeschichtliches Zeugnis. Als Gefängnis innerhalb wechselnder politischer Systeme besitzt es weiterhin einen dokumentarischen Wert als zeit- und justizgeschichtliches Zeugnis der Vergangenheit. Im November 2011 wurde der Lern- und Gedenkort Kaßberg-Gefängnis e. V. gegründet, der sich für die Aufarbeitung der Geschichte der Haftanstalt in der Zeit während des Nationalsozialismus, der SBZ und zuletzt als Untersuchungshaftanstalt des Ministeriums der Staatssicherheit einsetzt.